# Lista de episódios de Sai de Baixo
Sai de Baixo é uma sitcom brasileira criada por Luis Gustavo e Daniel Filho, exibida nas noites de domingo pela Rede Globo entre 31 de março de 1996 e 31 de março de 2002.

## Resumo
| Temporada | Temporada | Episódios | Exibição original      | Exibição original      |
| Temporada | Temporada | Episódios | Estreia de temporada   | Final de temporada     |
| --------- | --------- | --------- | ---------------------- | ---------------------- |
|           | 1         | 38        | 31 de março de 1996    | 29 de dezembro de 1996 |
|           | 2         | 40        | 30 de março de 1997    | 28 de dezembro de 1997 |
|           | 3         | 40        | 29 de março de 1998    | 27 de dezembro de 1998 |
|           | 4         | 40        | 28 de março de 1999    | 26 de dezembro de 1999 |
|           | 5         | 39        | 2 de abril de 2000     | 31 de dezembro de 2000 |
|           | 6         | 30        | 1 de abril de 2001     | 21 de outubro de 2001  |
|           | 7         | 14        | 23 de dezembro de 2001 | 31 de março de 2002    |
|           | 8         | 4         | 11 de junho de 2013    | 2 de julho de 2013     |

## Elenco
| Personagem      | Ator                 | Temporadas | Temporadas | Temporadas | Temporadas | Temporadas | Temporadas | Temporadas | Temporadas |
| Personagem      | Ator                 | 1          | 2          | 3          | 4          | 5          | 6          | 7          | 8          |
| --------------- | -------------------- | ---------- | ---------- | ---------- | ---------- | ---------- | ---------- | ---------- | ---------- |
| Caco            | Miguel Falabella     | Regular    | Regular    | Regular    | Regular    | Regular    | Regular    | Regular    | Regular    |
| Magda           | Marisa Orth          | Regular    | Regular    | Regular    | Regular    | Regular    | Regular    | Regular    | Regular    |
| Cassandra       | Aracy Balabanian     | Regular    | Regular    | Regular    | Regular    | Regular    | Regular    | Regular    | Regular    |
| Vavá            | Luis Gustavo         | Regular    | Regular    | Regular    | Regular    | Regular    | Regular    | Regular    | Regular    |
| Ribamar         | Tom Cavalcante       | Regular    | Regular    | Regular    | Recorrente |            |            |            |            |
| Edileuza        | Cláudia Jimenez      | Regular    |            |            |            |            |            |            |            |
| Neide Aparecida | Márcia Cabrita       |            | Regular    | Regular    | Regular    | Regular    |            |            | Regular    |
| Ataíde          | Luiz Carlos Tourinho |            |            |            |            | Regular    | Regular    | Regular    |            |
| Sirene          | Cláudia Rodrigues    |            |            |            |            | Recorrente | Regular    | Regular    |            |
| Pereira         | Ary Fontoura         |            |            |            |            | Regular    |            |            |            |

## Episódios

### 1ª temporada (1996)
Após os três primeiros episódios de sua temporada de estreia, o Sai de Baixo conseguiu cumprir a contento a missão de liderar o Ibope das noites de domingo, dominado até então pelo Topa Tudo por Dinheiro do concorrente SBT desde 1994.
- Luiz Gustavo, Marisa Orth, Aracy Balabanian, Cláudia Jimenez e Tom Cavalcante estão presentes em todos os episódios.
- Miguel Falabella se ausentou em três episódios por conta da novela Salsa e Merengue (14, 15, 16).
- Os pontos de audiência são os números aproximados na semana  (média no Brasil).
- Os códigos estão na ordem das filmagens, e não a ordem dos textos escritos. Os primeiros episódios estão na ordem de gravação correta confirmada pelo elenco.

| N.° | Título                                | Data de exibição       | Participação especial              | Escrito por                                                                                                 | Dirigido por               | Pontos de Audiência | Ordem de Produção (Cód.)                                          |
| --- | ------------------------------------- | ---------------------- | ---------------------------------- | --- | -------------------------- | ------------------- | ----------------------------------------------------------------- |
| 1 | "A festa de babete (Episódio Piloto)" | 31 de março de 1996    | Paula Burlamaqui                   | Maria Carmem Barbosa, Miguel Falabella                                                                      | Daniel Filho               | 34 pontos           | 102                                                               |
| Cassandra se muda para o apartamento do irmão Vavá com a filha Magda e o genro Caco. Para tentar impedi-la, Vavá e a empregada Edileuza dizem que Vavá está noivo. |                                       |                        |                                    | |                            |                     |                                                                   |
| 2 | "Tio Lico subiu no telhado"           | 7 de abril de 1996     | Turíbio Ruiz                       | Flávio de Souza                                                                                             | Dennis Carvalho            | 31 pontos           | 101                                                               |
| Tio Lico (Ruiz), um milionário parente de Vavá e Cassandra, morre e Vavá tenta trazer o corpo para São Paulo enquanto Cassandra pesquisa sobre a herança. |                                       |                        |                                    | |                            |                     |                                                                   |
| 3 | "Nasce uma Estrela"                   | 14 de abril de 1996    | Nenhuma                            | Elisa Palatnik, Nani                                                                                        | Daniel Filho               | 30 pontos           | 103 (o 1º texto a ser escrito)                                    |
| Caco consegue um contrato para que Magda faça um ensaio nu - mas como gêmeas "Magda e Agda" através de truques de imagem. |                                       |                        |                                    | |                            |                     |                                                                   |
| 4 | "Corra que o Tarado Vem Aí"           | 21 de abril de 1996    | Nenhuma                            | Maria Carmem Barbosa, Miguel Falabella                                                                      | Daniel Filho               | 31 pontos           | 105                                                               |
| Edileuza é atacada por um tarado que canta Wando enquanto Vavá espera possíveis sócios para uma reunião. |                                       |                        |                                    | |                            |                     |                                                                   |
| 5 | "Trocando Seis por Meia Dúzia"        | 28 de abril de 1996    | Nenhuma                            | Noemi Marinho                                                                                               | Daniel Filho               | 30 pontos           | 106 (1º epis. gravado após a estreia em 31/03)                    |
| Cansado de seus parentes, Vavá manda Caco, Magda e Cassandra para uma viagem. Porém em troca hospeda uma família da Itália igualmente problemática (também interpretada por Falabella, Orth e Balabanian). |                                       |                        |                                    | |                            |                     |                                                                   |
| 6 | "O Sexo Nosso de Cada Dia"            | 5 de maio de 1996      | Rodrigo Santoro                    | Maria Carmem Barbosa, Miguel Falabella                                                                      | Daniel Filho               | 28 pontos           | 104 (1º filmado no cenário rejeitado pela Rede Globo: engavetado) |
| Uma bebedeira de Cassandra a faz se envolver com um sujeito de uma família rica (Santoro), enquanto Caco se cansa da ninfomania de Magda. |                                       |                        |                                    | |                            |                     |                                                                   |
| 7 | "Separação de Bens"                   | 12 de maio de 1996     | Nenhuma                            | Flávio de Souza                                                                                             | Daniel Filho               | 29 pontos           | 107                                                               |
| Brigas entre Caco e Magda, além de Cassandra e Vavá, fazem-nos dividir o apartamento ao meio. |                                       |                        |                                    | |                            |                     |                                                                   |
| 8 | "Uma Morta Muito Viva"                | 19 de maio de 1996     | Nenhuma                            | Grupo Obrigado Esparro (César Cardoso, Cláudia Souto, Emanuel Jacobina, Juca Filho e Mauro Wilson)          | Dennis Carvalho            | 33 pontos           | 112                                                               |
| Caco tenta fingir a morte de Cassandra para faturar com o seguro de vida. Desconfiada, a seguradora envia o detetive Mário Fofoca (outro personagem de Luiz Gustavo) para investigar. |                                       |                        |                                    | |                            |                     |                                                                   |
| 9 | "Brasileiros e Brasileiras"           | 26 de maio de 1996     | Nenhuma                            | Elisa Palatnik, Nani, Juca Filho                                                                            | Dennis Carvalho            | 35 pontos           | 108                                                               |
| Vavá se cansa de ser síndico do prédio, e Caco, Cassandra e Edileuza se candidatam para sucedê-lo. |                                       |                        |                                    | |                            |                     |                                                                   |
| 10 | "Ribatur Turismo"                     | 2 de junho de 1996     | Tato Gabus Mendes                  | Grupo Obrigado Esparro (César Cardoso, Cláudia Souto, Emanuel Jacobina, Juca Filho e Mauro Wilson)          | Dennis Carvalho            | 32 pontos           | 111                                                               |
| Endividado por Caco comprar um iate ao invés de um barco a remo, Vavá repassa a Vavatur para Ribamar. A situação se complica ainda mais quando Edileuza e Magda se tornam empregados da empresa. |                                       |                        |                                    | |                            |                     |                                                                   |
| 11 | "Dona Caca Vem Aí"                    | 9 de junho de 1996     | Nenhuma                            | Flávio de Souza                                                                                             | Dennis Carvalho            | 36 pontos           | 109                                                               |
| A mãe de Caco (também interpretada por Falabella) vem visitar o filho, e tenta se casar com Vavá. |                                       |                        |                                    | |                            |                     |                                                                   |
| 12 | "Lua Cheia"                           | 16 de junho de 1996    | Nenhuma                            | Laerte, Angeli, Adão Iturrusgarai                                                                           | Dennis Carvalho            | 28 pontos           | 110                                                               |
| Uma madrugada no apartamento é assombrada pelo que parece ser um lobisomem. |                                       |                        |                                    | |                            |                     |                                                                   |
| 13 | "O Bicho Vai Pegar"                   | 23 de junho de 1996    | Nenhuma                            | Elisa Palatnik, Nani, Juca Filho                                                                            | Dennis Carvalho            | 26 pontos           | 117                                                               |
| Caco decide entrar em greve de sexo com Magda, mas acaba tomando um afrodisíaco que Ribamar trouxe do Ceará. |                                       |                        |                                    | |                            |                     |                                                                   |
| 14 | "Proposta Indigente"                  | 30 de junho de 1996    | Herson Capri                       | Elisa Palatnik, Nani, Juca Filho                                                                            | Dennis Carvalho            | 27 pontos           | 113                                                               |
| Magda passa a ser assediada por um ricaço (Capri) a quem Caco ofereceu uma noite com a esposa. |                                       |                        |                                    | |                            |                     |                                                                   |
| 15 | "O ET do Arouche"                     | 7 de julho de 1996     | Nenhuma                            | Aloísio de Abreu, Lícia Manzo                                                                               | Dennis Carvalho            | 27 pontos           | 115                                                               |
| A aparição do que parece ser um OVNI leva Ribamar a se sentir mal, no que parece ser uma gravidez. |                                       |                        |                                    | |                            |                     |                                                                   |
| 16 | "Fora Daqui"                          | 14 de julho de 1996    | Edson Celulari                     | Flávio de Souza                                                                                             | Dennis Carvalho            | 27 pontos           | 114                                                               |
| Edileuza é demitida, e usa disfarces para voltar ao apartamento. Enquanto isso, na ausência de Caco Magda se envolve com o ricaço Araújo (Celulari). |                                       |                        |                                    | |                            |                     |                                                                   |
| 17 | "Amargo Regresso"                     | 28 de julho de 1996    | Nenhuma                            | Juca Filho, Elisa Palatnik, Nani, Flávio de Souza                                                           | Dennis Carvalho            | 28 pontos           | 116                                                               |
| Ao retornar do Pantanal, Vavá traz um Caco desmemoriado disfarçado de jacaré. A partir daí a família tenta se aproveitar da amnésia de Caco. |                                       |                        |                                    | |                            |                     |                                                                   |
| 18 | "Chez Cassandra"                      | 11 de agosto de 1996   | Angélica                           | Rosana Hermann                                                                                              | Dennis Carvalho            | 32 pontos           | 119                                                               |
| Cassandra abre uma loja de noivas, e sua primeira cliente acaba sendo a apresentadora Angélica. |                                       |                        |                                    | |                            |                     |                                                                   |
| 19 | "Damas de Paus"                       | 18 de agosto de 1996   | Dirce Migliaccio e Alexandre Frota | Nani, Elisa Palatnik, Juca Filho                                                                            | Dennis Carvalho            | 31 pontos           | 121                                                               |
| Vavá, Caco e Ribamar se viciam em pôquer, e acabam perdendo uma fortuna em um cassino clandestino. Um cobrador (Frota) chega na casa - e para piorar, uma antiga professora de Cassandra (Migliaccio) também. |                                       |                        |                                    | |                            |                     |                                                                   |
| 20 | "O Pecado Mora Em Cima"               | 25 de agosto de 1996   | Dennis Carvalho                    | Laerte, Nani, Elisa Palatnik, Juca Filho, Gilmar Rodrigues                                                  | Dennis Carvalho            | 29 pontos           | 118                                                               |
| Edileusa se envolve com um sujeito festeiro (Carvalho) que se mudou para o andar de cima do prédio. |                                       |                        |                                    | |                            |                     |                                                                   |
| 21 | "Túnel do Tempo"                      | 1 de setembro de 1996  | Nenhuma                            | Flávio de Souza                                                                                             | Daniel Filho               | 31 pontos           | 120                                                               |
| Em um flashback se mostra a primeira visita de Cassandra e Magda ao apartamento de Vavá, quando este foi demitido, Edileuza chegava da Amazônia e Ribamar do Ceará, e Magda trocava seu noivo, o caipira Beto (também interpretado por Falabella), por Caco, filho do ex-patrão de Vavá.                                                                                               |                                       |                        |                                    | |                            |                     |                                                                   |
| 22 | "A Estátua da Libertinagem"           | 8 de setembro de 1996  | Dercy Gonçalves                    | Grupo Obrigado Esparro (César Cardoso, Cláudia Souto, Emanuel Jacobina, Juca Filho e Mauro Wilson)          | Daniel Filho               | 37 pontos           | 122                                                               |
| Vavá e Cassandra recebem a mãe (Dercy Gonçalves) e encenam a peça ligeiramente obscena que ela tinha escrito. |                                       |                        |                                    | |                            |                     |                                                                   |
| 23 | "Milagre no Arouche"                  | 15 de setembro de 1996 | Nenhuma                            | Laerte, Elisa Palatnik, Gilmar Rodrigues, Juca Filho, Nani                                                  | Daniel Filho               | 25 pontos           | 127                                                               |
| Caco tem uma experiência de quase-morte ao se engasgar com um brioche, e decide criar uma igreja centrada em torno de "Le Grand Brioche". |                                       |                        |                                    | |                            |                     |                                                                   |
| 24 | "Rapadura Man"                        | 22 de setembro de 1996 | Nenhuma                            | Grupo Obrigado Esparro (César Cardoso, Cláudia Souto, Emanuel Jacobina, Juca Filho e Mauro Wilson)          | Dennis Carvalho            | 30 pontos           | 123                                                               |
| Uma onda de assaltos começa no Arouche, e após Ribamar ser atingido por um raio decide combater o crime como o super-herói Rapadura Man. |                                       |                        |                                    | |                            |                     |                                                                   |
| 25 | "A Outra que Era a Mesma"             | 29 de setembro de 1996 | Nenhuma                            | Flávio de Souza, Cláudio Paiva, Maurício Guilherme, Elisa Palatnik, Gilmar Rodrigues, Elias Andreatto, Nani | Daniel Filho               | 30 pontos           | 124                                                               |
| Edileuza recebe poemas de um admirador secreto que na verdade é Ribamar, enquanto o apartamento do Arouche é visitado pelo que parece ser uma sobrinha gaúcha de Cassandra, Luciana, mas na verdade é Magda disfarçada. |                                       |                        |                                    | |                            |                     |                                                                   |
| 26 | "Me Engana que Eu Gosto"              | 6 de outubro de 1996   | Lima Duarte                        | Rosana Hermann, Elias Andreatto, Maurício Guilherme, Elisa Palatnik, Gilmar Rodrigues, Nani                 | Dennis Carvalho            | 31 pontos           | 130                                                               |
| Diante da maioria das privadas do apartamento entupidas, Vavá contrata o encanador Joca, que acaba sendo um sósia do ídolo de Edileuza, Lima Duarte. A turma resolve então, pregar uma peça na doméstica, que não quis deixar ninguém usar seu banheiro em bom estado e ainda cobrou a entrada.                                                                                        |                                       |                        |                                    | |                            |                     |                                                                   |
| 27 | "Barrados no Baile"                   | 13 de outubro de 1996  | Nenhuma                            | Elisa Palatnik, Nani, Juca Filho, Gilmar Rodrigues                                                          | Dennis Carvalho            | 35 pontos           | 125                                                               |
| Depois de Cassandra, Caco e Magda serem expulsos do Jockey Club, Caco decide criar o próprio clube no apartamento. |                                       |                        |                                    | |                            |                     |                                                                   |
| 28 | "Pintou Sujeira"                      | 20 de outubro de 1996  | Guilherme Karam                    | Rosana Hermann                                                                                              | Dennis Carvalho            | 33 pontos           | 126                                                               |
| Caco decide virar pintor, e seu quadro sujo de toda forma possível por Magda, Ribamar e Edileuza atrai a atenção de um marchand (Karam). |                                       |                        |                                    | |                            |                     |                                                                   |
| 29 | "Filha da Mãe"                        | 27 de outubro de 1996  | Laura Cardoso                      | Flávio de Souza, Maurício Guilherme, Elias Andreatto                                                        | Dennis Carvalho            | 32 pontos           | 128                                                               |
| A mãe de Edileuza, Edilourdes (Cardoso) ganha um dinheiro apostando no jogo do bicho, e Caco chama-a para visitar o Arouche. Como Edilourdes não sabe que a filha é doméstica, Caco se passará por noivo de Edileuza, e o resto do apartamento - com exceção de Ribamar, que tinha tentado visitar a família no Ceará - por empregados de Edileuza.                                    |                                       |                        |                                    | |                            |                     |                                                                   |
| 30 | "Vai Trabalhar, Caco Antibes"         | 3 de novembro de 1996  | Nenhuma                            | Grupo Obrigado Esparro (César Cardoso, Cláudia Souto, Emanuel Jacobina, Mauro Wilson)                       | Dennis Carvalho            | 33 pontos           | 129                                                               |
| Vavá decide se aposentar, forçando o vagabundo Caco a arranjar um emprego em uma repartição pública. |                                       |                        |                                    | |                            |                     |                                                                   |
| 31 | "Choque Cultural"                     | 10 de novembro de 1996 | Nenhuma                            | Rosana Hermann, Elias Andreatto, Maurício Guilherme, Flávio de Souza, Miguel Falabella                      | Dennis Carvalho            | 31 pontos           | 133                                                               |
| Enquanto Vavá prepara para receber um grupo de russos, Magda leva choque em um fio desencapado e tem sua inteligência aumentada. |                                       |                        |                                    | |                            |                     |                                                                   |
| 32 | "Um Homem pra Chamar Dirceu"          | 17 de novembro de 1996 | Susana Vieira                      | Nani, Elisa Palatnik, Gilmar Rodrigues, Juca Filho, Lícia Manzo, Aloísio de Abreu                           | José Wilker                | 35 pontos           | 134                                                               |
| Magda se veste de homem para se tornar o ator Dirceu, que vira galã da novela das 8 fazendo par romântico com Leda Florim (Vieira). |                                       |                        |                                    | |                            |                     |                                                                   |
| 33 | "Quem é Você?"                        | 24 de novembro de 1996 | Isadora Ribeiro                    | Elias Andreatto, Maurício Guilherme, Flávio de Souza                                                        | José Wilker                | 35 pontos           | 131                                                               |
| Cassandra e Edileuza ficam com ciúmes pelo retorno de uma ex-namorada de Vavá, Jéssica (Ribeiro), e armam para expulsá-la. Ao mesmo tempo, Ribamar enlouquece e vira um gay apaixonado por Vavá. |                                       |                        |                                    | |                            |                     |                                                                   |
| 34 | "Vestido para Matar"                  | 1 de dezembro de 1996  | Nenhuma                            | Maurício Guilherme, Elias Andreatto, Rosana Hermann, Flávio de Souza                                        | José Wilker                | 32 pontos           | 132                                                               |
| Achando que é aniversário de Cassandra, o resto do apartamento tenta fazer uma festa surpresa para ela, enquanto Caco, Magda, Ribamar e Edileuza decidem fazer um bolão tentando chutar a idade de Cassandra - chegando a convidar uma tia, Madalena (também interpretada por Marisa Orth) para responder a questão. Porém Cassandra confunde tudo com um plano de enviá-la pro asilo. |                                       |                        |                                    | |                            |                     |                                                                   |
| 35 | "É Osso Aí, Bicho"                    | 8 de dezembro de 1996  | Antônio Calloni                    | Aloísio de Abreu, Elisa Palatnik, Gilmar Rodrigues, Lícia Manzo, Juca Filho, Nani                           | José Wilker                | 28 pontos           | 135                                                               |
| Magda ganha na loteria, e decide gastar o dinheiro construindo um jazigo para o Brigadeiro, que acabou de ser "despejado" do cemitério. Mas o carro transportando os restos do falecido é roubado, e um resgate é pedido pela ossada - na verdade um plano de Caco com um comparsa (Calloni) para pegar o dinheiro de Magda.                                                           |                                       |                        |                                    | |                            |                     |                                                                   |
| 36 | "Programa de Índio"                   | 15 de dezembro de 1996 | Natália do Vale                    | Elisa Palatnik, Gilmar Rodrigues, Juca Filho, Nani                                                          | José Wilker                | 33 pontos           | 137                                                               |
| Vavá arranja uma noiva índia (também interpretada por Cláudia Gimenez) que faz feitiços que deixam Caco negro e criam cabeleiras em Vavá e Ribamar. Enquanto isso, Cassandra traz uma amiga dona de uma empresa de cosméticos (do Vale) para o apartamento. |                                       |                        |                                    | |                            |                     |                                                                   |
| 37 | "Cadê o Peru?"                        | 22 de dezembro de 1996 | Milton Nascimento                  | Elias Andreatto, Flávio de Souza, Maurício Guilherme, Rosana Hermann                                        | Denis Carvalho José Wilker | 36 pontos           | 136                                                               |
| Em meio a um Natal de conflito com o peru da família sumindo, ocorre um Flashforward para o natal no Arouche de 2016, onde a família ainda está às turras. Para resolver tudo, Papai Noel, que estava disfarçado como o "faz-tudo" Zelão (Nascimento) decide consertar tudo. |                                       |                        |                                    | |                            |                     |                                                                   |
| 38 | "O Céu Pode Espernear" - versão 1     | 29 de dezembro de 1996 | Lima Duarte e Tonico Pereira       | Elisa Palatnik, Gilmar Rodrigues, Juca Filho, Nani                                                          | Denis Carvalho José Wilker | 37 pontos           | 138                                                               |
| Com Caco cometendo muitas falcatruas no reveillon, seu anjo da guarda (Duarte) aparece, ameaçando-o caso Caco não faça uma boa ação à até meia-noite. Para tentar se salvar, Caco traz um amigo disfarçado de padre, Tonico (Pereira). |                                       |                        |                                    | |                            |                     |                                                                   |

### 2ª temporada (1997)
- Luiz Gustavo, Miguel Falabella, Marisa Orth e Aracy Balabanian estão presentes em todos os episódios.
- Tom Cavalcante está ausente em 1 episódio (70).
- Nesta temporada, Ilana Kaplan substituiu Cláudia Jimenez por apenas 4 episódios. E, no 5º episódio, é substituída novamente por Márcia Cabrita que permanece no elenco (até 2000).

| N° | N° | Título                           | Data de exibição       | Participação especial                                          | Escrito por | Dirigido por              | Cód. |
| --- | -- | -------------------------------- | ---------------------- | -------------------------------------------------------------- | --- | ------------------------- | ---- |
| 39 | 1  | "Prenda as Domésticas"           | 30 de março de 1997    | Ilana Kaplan                                                   | Cláudio Paiva, Flávio de Souza, Elisa Palatnik, Gilmar Rodrigues, Nani                                                                         | Daniel Filho, José Wilker | 204  |
| Enquanto o apartamento fica um caos sem empregada, Vavá abre uma empresa de domésticas, a Vavátrabalhar. Entre as candidatas estão Ribamar travestido, e três interpretadas por Ilana Kaplan: a esnobe Arlete, que bota Magda para trabalhar em seu lugar; a crente alcóolatra Bernadete; e a eventual escolha de Vavá, Lucinete. |    |                                  |                        |                                                                | |                           |      |
| 40 | 2  | "Magda Mortífera"                | 6 de abril de 1997     | Odilon Wagner, Ilana Kaplan                                    | Cláudio Paiva, Gilmar Rodrigues, Juca Filho, Nani                                                                                              | José Wilker               | 202  |
| Cassandra conhece o capitão Sardinha (Wagner) no Boqueirão, em Santos, e o convida para jantar no apartamento. Magda fica com ciúmes e envenena a comida do capitão. Para piorar, a prataria do apartamento aparenta ter sumido. |    |                                  |                        |                                                                | |                           |      |
| 41 | 3  | "Adivinhe Quem Vem para Jantar"  | 13 de abril de 1997    | Rogéria, Ilana Kaplan                                          | Flávio de Souza, Maurício Guilherme, Elias Andreatto, Rosana Hermann                                                                           | José Wilker               | 203  |
| Vavá abre uma agência de casamentos, a Vavamour. Cassandra decide testar inscrevendo seu cabeleireiro transformista Robertão, que atende pelo nome de guerra Brigite (Rogéria) - e acaba virando potencial par romântico de Ribamar. |    |                                  |                        |                                                                | |                           |      |
| 42 | 4  | "Dá no Pé, Louro"                | 20 de abril de 1997    | Ilana Kaplan                                                   | Cláudio Paiva, Gilmar Rodrigues, Juca Filho, Elisa Palatnik, Nani                                                                              | José Wilker               | 201  |
| Cassandra se irrita com o papagaio do vizinho, Vavá cria a empresa de velórios Vavatumba e o irmão gêmeo presidiário de Caco, Taco Antibes, foge da cadeia para invadir o apartamento. |    |                                  |                        |                                                                | |                           |      |
| 43 | 5  | "Bonitinho, mas Ordinário"       | 27 de abril de 1997    | Maitê Proença                                                  | Nani, Elisa Palatnik, Gilmar Rodrigues, Juca Filho, Cláudio Paiva                                                                              | Daniel Filho              | 208  |
| Magda fica desconfiada que Caco está a traindo, e chama a amiga Patrícia Renata (Proença) para armar um flagrante - sem saber que a amiga é realmente amante de Caco. |    |                                  |                        |                                                                | |                           |      |
| 44 | 6  | "Coelhos na Cartola"             | 4 de maio de 1997      | Luís Salém                                                     | Miguel Falabella (sob o pseudônimo "Ida Howe")                                                                                                 | Dennis Carvalho           | 207  |
| Ao assistir o mágico Caruso (Salém) na televisão, a família fica presa em uma posição constrangedora com os braços atrás da cabeça, sendo forçados a conseguir que o ilusionista visite o apartamento para tentar sair da situação. Porém Caruso não só está empolgado com ver seus truques funcionando, como quer se vingar de Caco por ter roubado seu dinheiro em um golpe. |    |                                  |                        |                                                                | |                           |      |
| 45 | 7  | "Dois Pamonhas e um Marginal"    | 11 de maio de 1997     | Elias Gleizer                                                  | Juca Filho, Gilmar Rodrigues, Nani, Elisa Palatnik, Cláudio Paiva                                                                              | Dennis Carvalho           | 206  |
| Vavá abre a Vavonha, uma Kombi para vender pamonha. Magda se vicia em pamonha, e um problema do alto-falante faz a polícia acreditar que está falando "maconha", levando Vavá e Ribamar a serem presos. Após fugirem de volta para o apartamento, são visitados pelo companheiro de cela Cova Rasa (Gleizer). |    |                                  |                        |                                                                | |                           |      |
| 46 | 8  | "Ela Deu o Rádio"                | 18 de maio de 1997     | Nenhuma                                                        | Flávio Souza, Rosana Hermann, Elias Andreatto, Maurício Guilherme                                                                              | José Wilker               | 210  |
| Vavá decide criar uma emissora de rádio no apartamento, a Rádio Cupuaçu. |    |                                  |                        |                                                                | |                           |      |
| 47 | 9  | "O Filho da Mãe"                 | 25 de maio de 1997     | Nenhuma                                                        | Laerte | José Wilker               | 209  |
| Magda está obcecada em engravidar de Caco, eventualmente levando para o apartamento um bebê esquecido no supermercado por uma vesga (também interpretada por Márcia Cabrita). |    |                                  |                        |                                                                | |                           |      |
| 48 | 10 | "Caco, o Magnífico"              | 1 de junho de 1997     | Mauro Mendonça                                                 | Elias Andreatto, Maurício Guilherme, Elias Andreatto e Flávio de Souza                                                                         | Dennis Carvalho           | 205  |
| Caco perde a memória ao receber uma carta de Roma e acha que é imperador da Itália. A família decide seguir a história com a ajuda de um psiquiatra (Mendonça). Nota: Este foi o primeiro episódio gravado com Márcia Cabrita. |    |                                  |                        |                                                                | |                           |      |
| 49 | 11 | "Magda Costura pra Fora"         | 8 de junho de 1997     | Nenhuma                                                        | Flávio de Souza, Maurício Guilherme, Elias Andreato e Rosana Hermann                                                                           | Dennis Carvalho           | 211  |
| Magda começa a trabalhar na confecção de seu ex-noivo criando roupas bizarras. Caco aposta com Vavá que Magda receberá uma proposta indecente de um homem, e para garantir isso decide assediar a esposa disfarçado como outras pessoas. |    |                                  |                        |                                                                | |                           |      |
| 50 | 12 | "É Fogo na Roupa"                | 15 de junho de 1997    | Cida Marques, Mariana Pacheco, Tatiana Turtelli e Paulo Miklos | Flávio de Souza, Maurício Guilherme, Elias Andreato e Rosana Hermann                                                                           | Dennis Carvalho           | 213  |
| Vavá cria uma loja de antiguidades com o acervo da família Salão, o Vavantiquário. Cassandra decide levar um vaso de vidro antes que Vavá perceba, e para disfarçar diz que ela e Magda estão embarcando em uma viagem para Campos do Jordão. Achando que as duas - mais Neide, que está fugindo do namorado Zezão (Miklos) - estarão longe, Caco convida para uma festa de esbórnia a modelo Silene (Marques) e suas amigas Silmara (Pacheco) e Darlene (Turtelli).                |    |                                  |                        |                                                                | |                           |      |
| 51 | 13 | "O Milk-Sheik do Agadir"         | 22 de junho de 1997    | Rodolfo Bottino                                                | Flávio de Souza, Maurício Guilherme, Elias Andreato e Rosana Hermann                                                                           | Dennis Carvalho           | 212  |
| A noiva do sheik de Agadir (Bottino), que é a cara de Magda, some em São Paulo. Caco arma para passar a esposa pela desaparecida em busca da recompensa, sem saber que Ribamar trouxe a tal noiva para o apartamento. |    |                                  |                        |                                                                | |                           |      |
| 52 | 14 | "É Ripa na Chulipa!"             | 29 de junho de 1997    | Francisco Milani                                               | Cláudio Paiva, Elisa Palatnik, Gilmar Rodrigues, Juca Filho e Nani                                                                             | José Wilker               | 214  |
| Ao descobrir sobre um time de futebol feminino na Itália que está pagando por jogadoras, Caco decide transformar Magda em boleira. Mas Ribamar decide se travestir para também tentar enganar o empresário italiano Alfredo Capeletti (Milani). |    |                                  |                        |                                                                | |                           |      |
| 53 | 15 | "Cadê a Minha Mala?"             | 6 de julho de 1997     | Rosi Campos e Leonardo Bricio                                  | Flávio de Souza, Maurício Guilherme, Elias Andreato e Rosana Hermann                                                                           | José Wilker               | 219  |
| O apartamento se vê em meio a uma confusão em que diversas malas parecidas se trocam: uma de Neide com ingredientes para uma feijoada, uma de Ribamar com instrumentos de mágica, uma de Cassandra com bijuterias, uma de Caco com brinquedos de sex shop, e uma de um passageiro do táxi de Vavá com joias de Elizabeth Taylor roubadas de uma exposição. O passageiro (Bricio) e uma cúmplice se passando por vendedora de bijuterias (Campos) aparecem tentando reaver sua mala. |    |                                  |                        |                                                                | |                           |      |
| 54 | 16 | "Ligeiramente Grávidos"          | 13 de julho de 1997    | Nenhuma                                                        | Maria Carmem Barbosa e Miguel Falabella (sob os pseudônimos Pedro Telles e Ida Howe)                                                           | Dennis Carvalho           | 217  |
| Quando um exame revela a gravidez de Magda, Caco decide criar uma empresa de venda de esperma, e Neide também anuncia que será mãe. |    |                                  |                        |                                                                | |                           |      |
| 55 | 17 | "Papa África"                    | 20 de julho de 1997    | Tony Tornado e Norton Nascimento                               | Bruno Mazzeo, Bernardo Guilherme, Bernardo Jablonski, Marcelo Gonçalves e Paulo Duarte Cláudio Paiva                                           | Dennis Carvalho           | 216  |
| Vavá exige que a família crie uma aparência melhor - incluindo ele e Cassandra como cônjuges e Caco e Magda como irmãos - enquanto tenta negociar uma franquia de fast food com um príncipe africano e seu assistente (Tornado e Nascimento). |    |                                  |                        |                                                                | |                           |      |
| 56 | 18 | "É o Bicho!"                     | 27 de julho de 1997    | Nenhuma                                                        | Elisa Palatnik, Gilmar Rodrigues, Juca Filho Cláudio Paiva                                                                                     | José Wilker               | 218  |
| Magda decide comprar um animal de estimação para Caco: um deputado, Clonivon (também interpretado por Tom Cavalcante; o nome alude a Ronivon Santiago). |    |                                  |                        |                                                                | |                           |      |
| 57 | 19 | "Os Ricos Também Roubam"         | 3 de agosto de 1997    | Jacqueline Laurence                                            | Maurício Guilherme, Elias Andreato e Rosana Hermann Flávio de Souza                                                                            | José Wilker               | 215  |
| Caco acorda milionário, depois de acertar na Mega-Sena acumulada. Quem aparece é a prima Adelaide (Laurence), que vem visitar a família, atraída pela quantidade de dinheiro que, agora, sobra por todos os cantos da casa. |    |                                  |                        |                                                                | |                           |      |
| 58 | 20 | "Ghost Não Se Discute"           | 10 de agosto de 1997   | José Wilker                                                    | Lícia Manzo,Aloísio de Abreu, Bráulio Tavares, Odete Damico Cláudio Paiva                                                                      | José Wilker               | 226  |
| A família finge que Caco morreu para que ele fuja do agiota Beto (Wilker). O problema é que Magda acredita e fica noiva de Beto. |    |                                  |                        |                                                                | |                           |      |
| 59 | 21 | "Odara ou Desce"                 | 17 de agosto de 1997   | Nair Bello                                                     | Elisa Palatnik, Gilmar Rodrigues, Juca Filho e Nani Cláudio Paiva                                                                              | Dennis Carvalho           | 222  |
| Vavá abre uma bem-sucedida empresa de sabão, a Lavavá Melhor, mas sofre com a solidão. Acaba chamando para uma visita uma antiga namorada ricaça que virou hippie (Bello). |    |                                  |                        |                                                                | |                           |      |
| 60 | 22 | "A Rainha do Cangaço"            | 24 de agosto de 1997   | Nenhuma                                                        | Flávio de Souza, Maurício Guilherme, Elias Andreato e Rosana Hermann                                                                           | José Wilker               | 220  |
| Vavá abre uma agência de atores e é escalado para convocar o elenco de uma produção sobre cangaceiros. |    |                                  |                        |                                                                | |                           |      |
| 61 | 23 | "As Gordas de Copacabana"        | 31 de agosto de 1997   | Aloísio de Abreu                                               | Lícia Manzo, Aloísio de Abreu, Bráulio Tavares e Odete Damico Cláudio Paiva                                                                    | Dennis Carvalho           | 221  |
| Vavá abre um spa, e ao pedir para Magda tomar um estimulante de apetite para testar em casa ela acaba engordando demais. Isso acaba atraindo um assassino de gordinhas (Abreu). |    |                                  |                        |                                                                | |                           |      |
| 62 | 24 | "Adivinha quem Vem pra Cidamar"  | 7 de setembro de 1997  | Elba Ramalho                                                   | Lícia Manzo, Aloísio de Abreu, Bráulio Tavares e Odete Damico Cláudio Paiva                                                                    | Dennis Carvalho           | 223  |
| Ribamar ganha um dinheiro, e Caco faz de tudo para extorquí-lo, incluindo trazer uma antiga amante do porteiro, Cidamar (Ramalho). |    |                                  |                        |                                                                | |                           |      |
| 63 | 25 | "As Mulheres Preferem os Louros" | 14 de setembro de 1997 | Christiane Torloni e Mário Gomes                               | Maurício Guilherme, Elias Andreato e Rosana Hermann Flávio de Souza                                                                            | José Wilker               | 227  |
| Caco começa a escrever sua autobiografia, descrevendo todos seus casos com famosas. Uma delas, Stefânia Montserrat (Torloni), descobre sobre o livro e chega no apartamento querendo deter a publicação - e é seguida pelo marido ciumento (Gomes). |    |                                  |                        |                                                                | |                           |      |
| 64 | 26 | "A Safada do Arouche"            | 21 de setembro de 1997 | Hugo Carvana                                                   | Bruno Mazzeo, Bernardo Guilherme, Bernardo Jablonski, Marcelo Gonçalves e Paulo Duarte Cláudio Paiva                                           | Dennis Carvalho           | 224  |
| Vavá inaugura em segredo uma revendedora de roupas íntimas, a Vavangerie - que acaba fazendo o resto da família a acreditar que o sócio de Vavá, Machadão ( Carvana), é na verdade um amante gay. Ao mesmo tempo, Caco apresenta Magda como uma consultora sentimental, que atende como a Safada do Arouche. |    |                                  |                        |                                                                | |                           |      |
| 65 | 27 | "A Sacoleira do Arouche"         | 28 de setembro de 1997 | Rogério Cardoso                                                | Bruno Mazzeo, Bernardo Guilherme, Bernardo Jablonski, Marcelo Gonçalves e Paulo Duarte Cláudio Paiva                                           | Dennis Carvalho           | 225  |
| Cassandra volta do Paraguai, e descobre que Magda comprou brinquedos eróticos com seu dinheiro. Tentando revendê-los, Caco chama um amigo que era devasso, (Cardoso), mas na verdade se tornou padre. |    |                                  |                        |                                                                | |                           |      |
| 66 | 28 | "Só Caco sem Preconceito"        | 5 de outubro de 1997   | Nenhuma                                                        | Lícia Manzo, Aloísio de Abreu, Bráulio Tavares e Odete Damico Cláudio Paiva                                                                    | José Wilker               | 230  |
| Caco é atropelado, e recebe uma transfusão do sangue de Ribamar. Isso faz o antes esnobe começar a se agir cada vez mais como pobre. |    |                                  |                        |                                                                | |                           |      |
| 67 | 29 | "Um Certo Capitão Bestalhão"     | 12 de outubro de 1997  | Nenhuma                                                        | Elisa Palatnik,Gilmar Rodrigues, Juca Filho e Nani Cláudio Paiva                                                                               | José Wilker               | 228  |
| Vavá cria um super-herói, o Capitão Bestalhão, com Ribamar como o assistente Mosca Morta. Magda fica obcecada com o personagem e começa a achar que ele é real. Ao mesmo tempo, Ribamar fica insatisfeito com seu papel secundário, e Caco decide se aproveitar do personagem se vestindo como Capitão. |    |                                  |                        |                                                                | |                           |      |
| 68 | 30 | "Casando e Andando"              | 19 de outubro de 1997  | Stepan Nercessian                                              | Elisa Palatnik, Gilmar Rodrigues, Juca Filho e Nani Cláudio Paiva                                                                              | José Wilker               | 229  |
| Enquanto Vavá tenta divulgar seu livro de auto-ajuda, "Vavá Cuidar da Sua Vida", Cassandra descobre, no aniversário de morte do Brigadeiro, que se Magda tivesse se casado com um filho de militar daria direito a uma pensão. Assim Caco e Cassandra decidem fazê-la se passar por esposa de Ribamar, que diz ser filho de um cabo, para tentar enganar o fiscal Fagundes (Nercessian).                                                                                            |    |                                  |                        |                                                                | |                           |      |
| 69 | 31 | "A Família Dó-Ré-Riba"           | 26 de outubro de 1997  | Nenhuma                                                        | Lícia Manzo, Aloísio de Abreu, Bráulio Tavares e Odete Damico Cláudio Paiva                                                                    | Dennis Carvalho           | 232  |
| A família de Ribamar, incluindo a mãe, Ribaranga, o pai, Ribirita, e a irmã Ribamacha, chega para o aniversário do porteiro, sem saber que Ribamar sumiu após cair no compactador de lixo. |    |                                  |                        |                                                                | |                           |      |
| 70 | 32 | "Nicotina Mon Amour"             | 2 de novembro de 1997  | Licurgo Spínola                                                | Lícia Manzo, Aloísio de Abreu, Bráulio Tavares e Odete Damico Cláudio Paiva                                                                    | Dennis Carvalho           | 231  |
| Caco pára de fumar em prol de uma campanha publicitária para adesivos de nicotina. Ele sofre com a abstinência, e como gosta de fumar depois do sexo, dá um tempo com Magda, deixando a ninfomaníaca igualmente incomodada. A empresa manda para observar o progresso um médico gago (Spínola). |    |                                  |                        |                                                                | |                           |      |
| 71 | 33 | "Quem Não Tem Cão Casa com Gato" | 9 de novembro de 1997  | Flávio Migliaccio                                              | Maurício Guilherme, Elias Andreato e Rosana Hermann Flávio de Souza                                                                            | Dennis Carvalho           | 239  |
| Cassandra recebe a carta informando da morte de uma tia solteirona, mas exigindo que ela e Vavá estivessem casados para receber herança. Assim ambos tentam armar casamentos com Ribamar e Neide, convidando o juiz de paz Pestana (Migliaccio). Ao mesmo tempo, Caco e Magda entram em problemas conjugais, e chegam a arranjar dois amantes (Jaqueline Cardoso e Paulo Cordeiro).                                                                                                 |    |                                  |                        |                                                                | |                           |      |
| 72 | 34 | "O Laquê Diabólico"              | 16 de novembro de 1997 | José de Abreu                                                  | Lícia Manzo, Aloísio de Abreu, Bráulio Tavares e Odete Damico Cláudio Paiva                                                                    | José Wilker               | 236  |
| Cassandra descobre uma apólice de seguro de vida do Brigadeiro. Caco descobre na apólice metade do dinheiro seria dedicado à estudar uma substância a qual o Brigadeiro (Abreu) era alérgico, picafenicol - um constituinte do laquê, fazendo Caco acusar a sogra de ter envenenado o marido. |    |                                  |                        |                                                                | |                           |      |
| 73 | 35 | "A Maldição do Ribamar"          | 23 de novembro de 1997 | Anselmo Vasconcelos                                            | Bruno Mazzeo,Bernardo Guilherme, Bernardo Jablonski, Marcelo Gonçalves e Paulo Duarte Cláudio Paiva e Juca Filho                               | José Wilker               | 233  |
| Caco forja a morte de Ribamar para tentar comprar o apartamento de Vavá. O problema é que isso traz um porteiro-fantasma (Vasconcelos). |    |                                  |                        |                                                                | |                           |      |
| 74 | 36 | "Se Clonar, Clonou"              | 30 de novembro de 1997 | Adriane Galisteu                                               | Elisa Palatnik, Gilmar Rodrigues, Juca Filho, Nani, Cláudio Paiva                                                                              | José Wilker               | 234  |
| Vavá cria uma empresa de clonagem de pintos, a Vavapinto. Caco decide testar a máquina de clonagem, e as calcinhas na máquina acabam por criar uma versão feminina dele (Galisteu). |    |                                  |                        |                                                                | |                           |      |
| 75 | 37 | "Vidas Mal Passadas"             | 7 de dezembro de 1997  | Nenhuma                                                        | Elisa Palatnik, Gilmar Rodrigues, César Cardoso, Juca Filho e Nani Cláudio Paiva                                                               | Dennis Carvalho           | 235  |
| Após ouvir uma história sobre uma vida passada sua de Neide, Magda acha que a família preparando uma festa surpresa são na verdade planos para matá-la. |    |                                  |                        |                                                                | |                           |      |
| 76 | 38 | "Salvem a Professorinha"         | 14 de dezembro de 1997 | Fafy Siqueira                                                  | Bruno Mazzeo, Bernardo Guilherme, Bernardo Jablonski, Marcelo Gonçalves, Paulo Duarte                                                          | Denis Carvalho            | 240  |
| Cassandra chama para visitar Cotinha, (Siqueira) uma ex-professora dela e Vavá que ganhou na loteria. Lá Cotinha confunde Ribamar com um antigo amor. |    |                                  |                        |                                                                | |                           |      |
| 77 | 39 | "Presepada de Natal"             | 21 de dezembro de 1997 | Rita Lee e Roberto de Carvalho (no piano)                      | Elisa Palatnik, Gilmar Rodrigues, César Cardoso, Juca Filho, Nani, Lícia Manzo, Aloísio de Abreu, Bráulio Tavares e Odete Damico Cláudio Paiva | José Wilker               | 237  |
| Caco é visitado por uma prima norte-americana (Lee) após herdar um presépio da tia de ambos. |    |                                  |                        |                                                                | |                           |      |
| 78 | 40 | "Despejo de Matar"               | 28 de dezembro de 1997 | Nenhuma                                                        | Elisa Palatnik, Gilmar Rodrigues, César Cardoso, Juca Filho e Nani Cláudio Paiva                                                               | José Wilker               | 238  |
| A festa de reveillon do Arouche é atrapalhada pelo fato de que o prédio está marcado para a demolição, mas Vavá se recusou a sair mesmo com a família intimada a abandonar o apartamento. |    |                                  |                        |                                                                | |                           |      |

### 3ª temporada (1998)
- Luiz Gustavo, Miguel Falabella, Aracy Balabanian e Márcia Cabrita estão presentes em todos os episódios.
- A gravidez de Marisa Orth vira assunto recorrente a partir do episódio 92. Por isso, ela está ausente em 4 episódios (110, 112, 114, 116).
- Tom Cavalcante está ausente no 1 episódio (111).
- O episódio "Toma que o Filme é Teu" bateu os recordes da audiência da série, foi gravado 3 semanas depois do início das gravações da terceira temporada da série e é o temporada première.
- Possui 39 episódios e um especial.

| N° | N° | Título                                 | Data de exibição       | Participação especial             | Escrito por                                                                            | Dirigido por                  | Pontos de Audiência | Cód. |
| --- | -- | -------------------------------------- | ---------------------- | --------------------------------- | -------------------------------------------------------------------------------------- | ----------------------------- | ------------------- | ---- |
| 79 | 1  | "Toma que o Filme é Teu"               | 29 de março de 1998    | Nenhuma                           | Aloísio de Abreu, Lícia Manzo, Odete Damico, Laerte                                    | Dennis Carvalho José Wilker   | 42 pontos           | 305  |
| Caco inventa em fazer um plágio de Titanic, e Vavá aproveita para criar uma empresa filmando casamentos, Noivavá. Nota: Episódio gravado ao vivo, com a repórter do Video Show Renata Ceribelli entrevistando os famosos na plateia durante os intervalos. |    |                                        |                        |                                   |                                                                                        |                               |                     |      |
| 80 | 2  | "Mãe Só Tem Duas"                      | 5 de abril de 1998     | Nenhuma                           | Aloísio de Abreu, Lícia Manzo, Odete Damico e Laerte Juca Filho e Cláudio Paiva        | Denis Carvalho                | 29 pontos           | 303  |
| Cassandra recebe uma herança, e querendo se aproveitar Caco forja uma certidão de nascimento em que ela é sua mãe. Isso acaba por confundir Magda, especialmente quando começa a tratar Dona Caca como sua mãe. |    |                                        |                        |                                   |                                                                                        |                               |                     |      |
| 81 | 3  | "O Bebê de Ribamary"                   | 12 de abril de 1998    | Nenhuma                           | Lícia Manzo, Aloísio de Abreu e Odete Damico                                           | José Wilker                   | 27 pontos           | 301  |
| Enquanto Magda tenta engravidar de Caco, Neide tenta tirar o sêmen de Caco para engravidar e forçar Ribamar a se casar com ela. |    |                                        |                        |                                   |                                                                                        |                               |                     |      |
| 82 | 4  | "Mães ao Alto!"                        | 19 de abril de 1998    | Nenhuma                           | Bruno Mazzeo, Bernardo Guilherme, Bernardo Jablonski, Marcelo Gonçalves e Paulo Duarte | Denis Carvalho                | 28 pontos           | 304  |
| Magda decide sair armada para garantir mais segurança. Isso atrai um bandido chamado Cano Curto (interpretado por Tom Cavalcante, levando os personagens a confundir o ladrão com Ribamar) |    |                                        |                        |                                   |                                                                                        |                               |                     |      |
| 83 | 5  | "Simpatia é Quase Amor"                | 26 de abril de 1998    | Nenhuma                           | Nani, Elisa Palatnik, Gilmar Rodrigues e César Cardoso                                 | Denis Carvalho                | 34 pontos           | 306  |
| Magda decide fazer uma simpatia para reavivar seu casamento. O problema é que Caco acaba é se apaixonando por Neide, e a tentativa de Magda de fazer nova simpatia leva Ribamar a fazer o mesmo por Cassandra. |    |                                        |                        |                                   |                                                                                        |                               |                     |      |
| 84 | 6  | "Fraturando Alto"                      | 3 de maio de 1998      | Nenhuma                           | Elisa Palatnik, Gilmar Rodrigues, César Cardoso e Nani                                 | José Wilker                   | 37 pontos           | 308  |
| Ribamar ganha no jogo do bicho e aluga o apartamento de Cassandra. Enquanto isso Magda decide dar um tempo com Caco por este estar há anos lhe negligenciando presentes, eventualmente forçando o marido a trabalhar pro porteiro novo-rico. Assim, Caco opta por dar um golpe fingindo ter quebrado um braço para ser indenizado. |    |                                        |                        |                                   |                                                                                        |                               |                     |      |
| 85 | 7  | "O Casamento do Meu Melhor Marido"     | 10 de maio de 1998     | Lília Cabral                      |                                                                                        | José Wilker                   | 33 pontos           | 307  |
| Magda acha que está morrendo, e chama uma amiga rica (Cabral) para se tornar nova esposa de Caco. |    |                                        |                        |                                   |                                                                                        |                               |                     |      |
| 86 | 8  | "A Travessura de Cassandra"            | 17 de maio de 1998     | Francisco Cuoco                   |                                                                                        | José Wilker                   | 36 pontos           | 311  |
| Cassandra convida para visitar um antigo amor, Nei - que virou a transformista Neila (Cuoco). Para piorar, Vavá e Ribamar se apaixonam por Neila. |    |                                        |                        |                                   |                                                                                        |                               |                     |      |
| 87 | 9  | "Baixaria na Alta Costura"             | 24 de maio de 1998     | Arlete Salles                     |                                                                                        | José Wilker                   | 35 pontos           | 309  |
| Vavá cria uma confecção, a Vavamoda, com roupas desenhadas por Cassandra - a partir de revistas velhas de moda. Enquanto Cassandra espera a visita de uma amiga empresária (Salles), Caco decide contra-atacar o esquema da sogra fazendo Ribamar se passar por estilista. |    |                                        |                        |                                   |                                                                                        |                               |                     |      |
| 88 | 10 | "Caiu na Internet é Peixe"             | 31 de maio de 1998     | Luana Piovani                     | Bruno Mazzeo, Bernardo Jablonski, Bernardo Guilherme, Marcelo Gonçalves e Paulo Duarte | Denis Carvalho                | 36 pontos           | 310  |
| Vavá recebe sua namorada virtual Penélope (Piovani), mas como sua descrição online era a de Caco, ela cai pelo salafrário, atrapalhando mais uma crise conjugal com Magda. |    |                                        |                        |                                   |                                                                                        |                               |                     |      |
| 89 | 11 | "Despidos para Matar"                  | 7 de junho de 1998     | Nenhuma                           |                                                                                        | José Wilker                   | 37 pontos           | 312  |
| Vavá cria uma empresa de strippers masculinos, que é contratada em segredo por Magda para o aniversário de Cassandra. Porém um acidente com a van dos strippers faz Vavá, Caco e Ribamar assumirem o posto. |    |                                        |                        |                                   |                                                                                        |                               |                     |      |
| 90 | 12 | "Por Água Abaixo"                      | 14 de junho de 1998    | Nenhuma                           |                                                                                        | José Wilker                   | 34 pontos           | 302  |
| Ribamar cai na bomba d'água do prédio, estragando-a e diminuindo drasticamente a quantidade de água dos condôminos. Isso atrapalha Vavá, que prepara sua campanha de síndico, e Caco, que após ter suas cuecas confundidas com panos de cozinha por Neide acaba com elas cheirando a bacalhau. |    |                                        |                        |                                   |                                                                                        |                               |                     |      |
| 91 | 13 | "Voa, Ribaldinho, Voa"                 | 21 de junho de 1998    | Nenhuma                           |                                                                                        | José Wilker                   | 32 pontos           | 315  |
| Em preparação para a Copa do Mundo FIFA de 1998, Ribamar é visitado pelo irmão jogador de futebol Ribaldinho (também interpretado por Tom Cavalcante), enquanto a família tenta ganhar passagens para a França em uma promoção de mingau. |    |                                        |                        |                                   |                                                                                        |                               |                     |      |
| 92 | 14 | "Muito Barulho por Magda"              | 28 de junho de 1998    | Nenhuma                           |                                                                                        | José Wilker                   | 36 pontos           | 314  |
| Magda está louca para ser mãe. Quando descobre que está grávida, surge a incerteza de se Caco realmente é o pai. |    |                                        |                        |                                   |                                                                                        |                               |                     |      |
| 93 | 15 | "Cigana Que eu Gosto"                  | 5 de julho de 1998     | Stênio Garcia                     |                                                                                        | José Wilker                   | 35 pontos           | 313  |
| Enquanto Magda decide aprender sobre quiromancia e cartomancia, Vavá consegue revitalizar seu barzinho Vavábar quando Caco cria um cassino clandestino, no qual Ribamar usa dados viciados para tirar o dinheiro dos fregueses. O problema é quando um bicheiro (Garcia) se torna uma das vítimas do esquema, invadindo o apartamento em busca de uma indenização. |    |                                        |                        |                                   |                                                                                        |                               |                     |      |
| 94 | 16 | "Apertem os Cintos, a Memória Sumiu!"  | 12 de julho de 1998    | Nenhuma                           |                                                                                        | Denis Carvalho                | 32 pontos           | 316  |
| Um incêndio no quarto de Caco e Magda leva Magda a ter um acesso de amnésia. Caco tentar reconquistá-la enquanto enfrenta um vício em jogo e as tentativas de Ribamar de se aproveitar de Magda. |    |                                        |                        |                                   |                                                                                        |                               |                     |      |
| 95 | 17 | "Ah! Eu Tô Maluco!"                    | 19 de julho de 1998    | Lúcio Mauro                       |                                                                                        | José Wilker                   | 33 pontos           | 318  |
| Cassandra descobre que um tio enlouqueceu e ela pode receber seus bens. Porém quando Ribamar lhe dá uma bebida drogada achando que Cassandra matara seu cachorro, Caco acha que a sogra morreu. Como uma crise de Magda faz ela se vestir como Cassandra, e o testamento da sogra determina que Magda só herdará seus bens em caso de uma separação, Caco hipnotiza a esposa para que ela finja ser a sogra para um advogado (Mauro) que determinará o veredito da transferência de bens. |    |                                        |                        |                                   |                                                                                        |                               |                     |      |
| 96 | 18 | "Implode Coração"                      | 26 de julho de 1998    | Nenhuma                           |                                                                                        | José Wilker                   | 37 pontos           | 321  |
| Vavá fica chateado que sua família esqueceu de seu aniversário, revela que seus exames cardíacos estão ruins e teme morrer antes do próximo ano. O resto do apartamento só decide bajular Vavá e temer por sua vida quando Neide descobre que o patrão ganhou na loteria. |    |                                        |                        |                                   |                                                                                        |                               |                     |      |
| 97 | 19 | "Vavá Viu o Viagra"                    | 2 de agosto de 1998    | Maria Padilha                     |                                                                                        | José Wilker                   | 39 pontos           | 317  |
| Cassandra convida Vavá para ajudar a cruzada antipornografia liderada pela amiga Carolina (Padilha) em busca de um lucro fácil. Porém Vavá acabando ficando ouriçado pelo uso de Viagra. |    |                                        |                        |                                   |                                                                                        |                               |                     |      |
| 98 | 20 | "Luneta Indiscreta"                    | 9 de agosto de 1998    | Jorge Dória                       |                                                                                        | José Wilker                   | 32 pontos           | 320  |
| Vavá cria um serviço de vigilância, Vavadultério. Acaba descobrindo que Caco está tendo um caso com uma vizinha, e seu marido (Dória) quer matar o 'ricardão'. |    |                                        |                        |                                   |                                                                                        |                               |                     |      |
| 99 | 21 | "Mexe e Re-México"                     | 16 de agosto de 1998   | Nenhuma                           |                                                                                        | José Wilker                   | 39 pontos           | 319  |
| Um dos desejos de grávida de Magda é voltar a Cancún, onde ela e Caco passaram a lua de mel. Caco decide disfarçar o apartamento como um resort mexicano. |    |                                        |                        |                                   |                                                                                        |                               |                     |      |
| 100 | 22 | "Santo de Caco não Faz Milagre"        | 23 de agosto de 1998   | Nenhuma                           |                                                                                        | José Wilker                   | 31 pontos           | 322  |
| Caco decide se passar por um guru similar a Walter Mercado após ajudar Ribamar a se recuperar de um acidente. |    |                                        |                        |                                   |                                                                                        |                               |                     |      |
| 101 | 23 | "Quem Canta Seus Malas Espanta"        | 30 de agosto de 1998   | Nenhuma                           |                                                                                        | José Wilker                   | 33 pontos           | 323  |
| Ribamar faz sucesso como cantor de churrascaria e Caco decide convencê-lo a se tornar um cantor latino, Riba Martin. |    |                                        |                        |                                   |                                                                                        |                               |                     |      |
| 102 | 24 | "Os Quíntuplos dos Infernos"           | 6 de setembro de 1998  | Nenhuma                           |                                                                                        | José Wilker                   | 37 pontos           | 325  |
| Os exames de gravidez de Magda são confundidos com os da irmã de Ribamar, Ribaleia. |    |                                        |                        |                                   |                                                                                        |                               |                     |      |
| 103 | 25 | "Botando os Bofes pra Fora"            | 13 de setembro de 1998 | Carlos Eduardo Dolabella          |                                                                                        | José Wilker                   | 32 pontos           | 326  |
| Quando Caco recebe a visita de um tio gay (Dolabella) que só passará sua herança para um parente que também saiu do armário, tenta se passar por homossexual. |    |                                        |                        |                                   |                                                                                        |                               |                     |      |
| 104 | 26 | "Fralda Suja Se Lava em Casa"          | 20 de setembro de 1998 | Nenhuma                           |                                                                                        | José Wilker                   | 31 pontos           | 324  |
| Vavá cria uma empresa de reciclagem de fraldas, e enquanto Magda e Caco tem outra crise conjugal, ela decide não batizar o filho com o nome do pai. |    |                                        |                        |                                   |                                                                                        |                               |                     |      |
| 105 | 27 | "Um Bebê sem Cegonha"                  | 27 de setembro de 1998 | Regina Dourado                    |                                                                                        | José Wilker                   | 34 pontos           | 328  |
| Uma riquíssima prima do Brigadeiro (Dourado) quer deixar seu netinho órfão no apartamento, em troca de uma mesada, com a condição de não haver outra criança por lá. O problema é tentar esconder a gravidez de Magda, ainda mais com um chá de bebê armado por Neide e Cassandra. |    |                                        |                        |                                   |                                                                                        |                               |                     |      |
| 106 | 28 | "Um Candidato Bom Pra Cachorro"        | 4 de outubro de 1998   | Nenhuma                           |                                                                                        | José Wilker                   | 33 pontos           | 334  |
| Vavá se torna líder comunitário buscando limpar a sujeira deixada pelos cachorros na rua, atraindo a inveja de Ribamar. |    |                                        |                        |                                   |                                                                                        |                               |                     |      |
| 107 | 29 | "Na Cama com Neide"                    | 11 de outubro de 1998  | Nenhuma                           |                                                                                        | José Wilker                   | 33 pontos           | 327  |
| Vavá faz sucesso com uma empresa de livros românticos, cuja autora mais prolífica é na verdade Caco, usando os sonhos de Neide. |    |                                        |                        |                                   |                                                                                        |                               |                     |      |
| 108 | 30 | "Uma Dupla Personalidade do Barulho"   | 18 de outubro de 1998  | Nenhuma                           |                                                                                        | José Wilker                   | 32 pontos           | 330  |
| Caco enlouquece com a falta de atenção que recebe já que todos só preocupam com Magda, e cria uma personalidade alternativa, o General Jurandir. |    |                                        |                        |                                   |                                                                                        |                               |                     |      |
| 109 | 31 | "Dolores Pra Lá, Dolores Pra Cá"       | 25 de outubro de 1998  | Maria Zilda Bethlem               |                                                                                        | José Wilker                   | 35 pontos           | 333  |
| Cassandra ganha o seguro do Brigadeiro, levando Vavá a cobrar o IPTU e Caco a chamar uma antiga amante do falecido, Dolores (Bethlem). Enquanto isso, Neide tenta convencer Ribamar que os dois estão noivos. |    |                                        |                        |                                   |                                                                                        |                               |                     |      |
| 110 | 32 | "Filho Porque Qui-lo"                  | 1 de novembro de 1998  | Yolanda Cardoso e Araketu         |                                                                                        | José Wilker                   | 34 pontos           | 337  |
| Uma ricaça (Cardoso) descobre que seu filho mora no prédio, podendo ser Ribamar e Caco. Ambos lutam para tentar serem reconhecidos. |    |                                        |                        |                                   |                                                                                        |                               |                     |      |
| 111 | 33 | "As Sete Vidas de Caco Antibes"        | 8 de novembro de 1998  | Nenhuma                           |                                                                                        | José Wilker                   | 32 pontos           | 331  |
| Caco descobre que irá morrer e tenta arranjar dinheiro para o tratamento. |    |                                        |                        |                                   |                                                                                        |                               |                     |      |
| 112 | 34 | "Quem Não Odalisca Não Petisca"        | 15 de novembro de 1998 | Danielle Winits                   |                                                                                        | José Wilker                   | 35 pontos           | 338  |
| Caco faz uma festa de arromba na ausência de Vavá, Cassandra e Magda. O problema é que a sogra e seu irmão voltam mais cedo, e uma odalisca (Winits) que desmaiou durante a festa acorda querendo seu dinheiro. |    |                                        |                        |                                   |                                                                                        |                               |                     |      |
| 113 | 35 | "De Costas Para o Perigo"              | 22 de novembro de 1998 | Renata Ceribelli e Marcelo Novaes |                                                                                        | José Wilker                   | 31 pontos           | 329  |
| Ribamar é baleado nas nádegas impedindo um assalto ao banco. Isso atrai a atenção da imprensa, inclusive o Video Show - à época apresentado por Falabella - representado pela repórter Renata Ceribelli, e assim Caco se passa pelo porteiro para ser entrevistado. O problema é quando Godzilla (Novaes), irmão do assaltante frustrado, chega querendo terminar o serviço e matar o porteiro.                                                                                           |    |                                        |                        |                                   |                                                                                        |                               |                     |      |
| 114 | 36 | "Um Conde Chamado Desejo"              | 29 de novembro de 1998 | Zezé Polessa                      |                                                                                        | José Wilker                   | 30 pontos           | 339  |
| Caco recebe a visita da irmã Lola (Polessa), que virou condessa e tem um fraco pela bebida. |    |                                        |                        |                                   |                                                                                        |                               |                     |      |
| 115 | 37 | "Contatos Imediatos da Terceira Idade" | 6 de dezembro de 1998  | Luciana Vendramini                |                                                                                        | José Wilker                   | 30 pontos           | 336  |
| Vavá atrai uma namorada fã de homens mais velhos (Vendramini), atraindo o ciúme de Caco e Ribamar. |    |                                        |                        |                                   |                                                                                        |                               |                     |      |
| 116 | 38 | "Sexta, Sábado e Suingue"              | 13 de dezembro de 1998 | Paulo Goulart e Nicete Bruno      |                                                                                        | José Wilker                   | 36 pontos           | 340  |
| Caco pede a Cassandra para se se passar por sua esposa ao convidar para visita um casal rico entusiasta de swing (Goulart e Bruno). |    |                                        |                        |                                   |                                                                                        |                               |                     |      |
| 117 | 39 | "Quem Paga o Parto"                    | 20 de dezembro de 1998 | Fat Family                        |                                                                                        | José Wilker e Dennis Carvalho | 37 pontos           | 332  |
| Enquanto Vavá tenta organizar um presépio vivo, Caco tenta conseguir dinheiro para pagar o parto de seu filho após gastar a verba do plano de saúde em ternos Armani. |    |                                        |                        |                                   |                                                                                        |                               |                     |      |
| 118 | 40 | "Ano Novo, Fralda Nova"                | 27 de dezembro de 1998 | Nenhuma                           |                                                                                        | José Wilker e Dennis Carvalho | 35 pontos           | 335  |
| A família é convidada para uma festa de reveillon da alta sociedade, mas logo veem em um impasse sobre quem tomaria conta de Caquinho. |    |                                        |                        |                                   |                                                                                        |                               |                     |      |

### 4ª temporada (1999)
- Tom Cavalcante participa dos primeiros doze episódios antes de sair do programa. Ainda assim consta na abertura dos oito seguintes.
- O personagem Caquinho é introduzido, inicialmente como um boneco de Animatrônica com a voz de Mário Jorge de Andrade. No episódio 30 passa a ser um ator, Lucas Hornos (que teve outra participação como um personagem diferente no episódio 16).

| N° | N° | Título                             | Data de exibição       | Participação especial   | Escrito por | Dirigido por | Pontos de Audiência | Cód. |
| --- | -- | ---------------------------------- | ---------------------- | ----------------------- | ----------- | ------------ | ------------------- | ---- |
| 119 | 1  | "Pedras e Danos"                   | 28 de março de 1999    | Nenhuma                 |             |              | 32 pontos           | 404  |
| É descoberto que Magda esconde um diamante em uma boneca. Diante da cobiça do resto da casa, Magda tenta escondê-lo em um bolo, que acaba comido por Ribamar. |    |                                    |                        |                         |             |              |                     |      |
| 120 | 2  | "Se Minha Pizza Falasse"           | 4 de abril de 1999     | André Segatti           |             |              | 35 pontos           | 401  |
| Cassandra se apaixona por um entregador de pizza (Segatti) enquanto Vavá busca novos empregos e Caco sofre com a abstinência de sexo. |    |                                    |                        |                         |             |              |                     |      |
| 121 | 3  | "Com Peito e Sem Preconceito"      | 11 de abril de 1999    | Nenhuma                 |             |              | 31 pontos           | 402  |
| Magda expulsa Caco de casa. Para voltar, ele se disfarça como Narcisa, uma moça que Magda contrata para tomar conta de Caquinho - e eventualmente começa a se apaixonar. |    |                                    |                        |                         |             |              |                     |      |
| 122 | 4  | "O Último Tango no Arouche"        | 18 de abril de 1999    | Nenhuma                 |             |              | 34 pontos           | 405  |
| Caco começa a incorporar o espírito de um amante argentino de Cassandra que acabou de falecer. |    |                                    |                        |                         |             |              |                     |      |
| 123 | 5  | "Um Drinque no Inferninho"         | 25 de abril de 1999    | Jorge Fernando          |             |              | 33 pontos           | 406  |
| Vavá vira gerente do inferninho Buraco Bacana, que está na mira de uma campanha moral liderada por Cassandra. A situação se complica quando o mafioso dono do Buraco Bacana (Fernando) contrata Magda para ser dançarina da boate. |    |                                    |                        |                         |             |              |                     |      |
| 124 | 6  | "Demissão Impossível"              | 2 de maio de 1999      | Nenhuma                 |             |              | 28 pontos           | 407  |
| Atendendo à pressão dos condôminos, Vavá demite Ribamar, mas os salários atrasados do porteiro fazem-no se mudar para o apartamento |    |                                    |                        |                         |             |              |                     |      |
| 125 | 7  | "Esse Bebê Vale Ouros"             | 9 de maio de 1999      | Nenhuma                 |             |              | 30 pontos           | 408  |
| Caco perde Caquinho no jogo para um coronel (também interpretado por Tom Cavalcante), e para disfarçar põe um macaco de pelúcia em seu carrinho. |    |                                    |                        |                         |             |              |                     |      |
| 126 | 8  | "Que Drag de Vida"                 | 16 de maio de 1999     | Humberto Martins        |             |              | 29 pontos           | 410  |
| Os homens do apartamento se envolvem com uma vizinha promíscua, e quando seu marido (Martins) surge querendo vingança, são forçados a se vestir de mulher para se esconderem. |    |                                    |                        |                         |             |              |                     |      |
| 127 | 9  | "Estola Sem Fim"                   | 22 de maio de 1999     | Nenhuma                 |             |              | 29 pontos           | 409  |
| Quando o primeiro dente de Caquinho nasce, Caco dá a Magda um fio dental. E Magda conta isto à sua mãe, que diz que Caco é um péssimo marido, porque quando o primeiro dente de Magda nasceu, Brigadeiro deu à Cassandra uma estola de chinchila. Isso leva Caco a roubar a estola.                                                                                   |    |                                    |                        |                         |             |              |                     |      |
| 128 | 10 | "Ida e Volta pro Futuro"           | 30 de maio de 1999     | Oscar Magrini           |             |              | 30 pontos           | 403  |
| Após Caco roubar grande quantia de dinheiro, atraindo um policial (Magrini), flashforwards mostram o possível futuro da família (com o Caquinho adulto interpretado por Falabella, Aracy Balabanian fazendo uma Magda idosa, e Marisa Orth como a enfermeira que cuida dos velhos Ribamar e Vavá).                                                                    |    |                                    |                        |                         |             |              |                     |      |
| 129 | 11 | "O Crime do Colarzinho Branco"     | 6 de junho de 1999     | Ernani Moraes           |             |              | 28 pontos           | 411  |
| Caco rouba um colar de Cassandra e o vende para alguém - que acaba sendo revelado como sendo o noivo de Neide, Sargento Mangalarga (Moraes). Enquanto tenta encobrir o crime, Ribamar usa como chantagem o "Museu Neide", uma caixa cheia de fotos e suvenires eróticos da doméstica.                                                                                 |    |                                    |                        |                         |             |              |                     |      |
| 130 | 12 | "Emergente como a Gente"           | 13 de junho de 1999    | Nenhuma                 |             |              | 27 pontos           | 412  |
| Quando Magda decide sair do apartamento, Caco decide resolver a situação mandando Vavá e Cassandra para um asilo. O apartamento se torna uma mansão chique, mas tudo volta ao normal quando Vavá e Cassandra são devolvidos por falta de pagamento. |    |                                    |                        |                         |             |              |                     |      |
| 131 | 13 | "O Zorro dos Ventos Uivantes"      | 20 de junho de 1999    | Cláudia Lira            |             |              | 30 pontos           | 413  |
| Caco convida uma antiga colega milionária (Lira) para o apartamento, tentando ser convidado por ela para a reunião de turma. A recepção inclui uma festa à fantasia, na qual Vavá tenta divulgar seu novo drinque, o Vavaiquiri. |    |                                    |                        |                         |             |              |                     |      |
| 132 | 14 | "Novela da Vida Privada"           | 27 de junho de 1999    | Tony Ramos              |             |              | 30 pontos           | 414  |
| Magda se torna fanática por uma novela, em especial seu protagonista (Ramos). Quando esta passa a ser gravada no Arouche, Magda ganha um papel, para revolta de Caco. |    |                                    |                        |                         |             |              |                     |      |
| 133 | 15 | "Um Dia da Caca, Outro do Caçador" | 4 de julho de 1999     | Ernani Moraes           |             |              | 36 pontos           | 416  |
| Vavá ganha uma grana no bingo, mas Neide prevê que ele talvez morrerá logo. Assim Caco chama a mãe para que Dona Caca conseguisse herdar o dinheiro de Vavá como viúva. Enquanto isso, Neide é visitada pelo noivo, Sargento Mangalarga (Moraes). |    |                                    |                        |                         |             |              |                     |      |
| 134 | 16 | "Foge que o Filho é Teu"           | 11 de julho de 1999    | Lucas Hornos            |             |              | 34 pontos           | 417  |
| Cassandra passa a ganhar dinheiro escrevendo cartas para as domésticas do Arouche. Uma delas fica no apartamento, em que a doméstica revelava ter um filho ao pai da criança, e Caco acaba lendo-a e achando que é com ele. Para piorar, ele acha que o tal filho é um sobrinho visitante de Neide (Hornos).                                                          |    |                                    |                        |                         |             |              |                     |      |
| 135 | 17 | "Deu Plano pra Manga"              | 18 de julho de 1999    | Paulo Cesar Grande      |             |              | 32 pontos           | 415  |
| Magda sofre um acidente e se recupera com um plano de saúde de Neide. Porém ela tem de se passar pela empregada quando um militar (Grande) vem descobrir se foi usado pela pessoa certa. |    |                                    |                        |                         |             |              |                     |      |
| 136 | 18 | "Dona Magda e Seus Dois Maridos"   | 25 de julho de 1999    | Edson Celulari          |             |              | 31 pontos           | 418  |
| O ex-noivo farmacêutico de Magda (Celulari) desperta de um coma e vai tentar reviver o relacionamento. |    |                                    |                        |                         |             |              |                     |      |
| 137 | 19 | "A Idade do Bobo"                  | 1 de agosto de 1999    | Danielle Winits         |             |              | 34 pontos           | 419  |
| Enquanto o resto da família viajava para Miami, Vavá se acaba na farra. Chegando em casa, Magda encontra uma mulher que estava com Vavá na cama (Winits), mas Vavá não reconhece a moça de jeito nenhum, e Caco tenta se engraçar para cima dela. |    |                                    |                        |                         |             |              |                     |      |
| 138 | 20 | "Nunca Te Vi, Nunca Te Amei"       | 8 de agosto de 1999    | Nenhuma                 |             |              | 33 pontos           | 421  |
| Cassandra está recebendo cartas de um admirador secreto, e Caco decide fingir ser o tal para receber um relógio de ouro que a sogra planeja dar ao correspondente. |    |                                    |                        |                         |             |              |                     |      |
| 139 | 21 | "As Aparências Desenganam"         | 15 de agosto de 1999   | Marinara Costa          |             |              | 29 pontos           | 420  |
| Vavá atrai o amor de Tetê (Costa), que na verdade é uma bandida lésbica querendo despistar a polícia. |    |                                    |                        |                         |             |              |                     |      |
| 140 | 22 | "Retrato Falhado"                  | 22 de agosto de 1999   | Cláudio Mamberti        |             |              | 31 pontos           | 424  |
| Magda e Neide voltam de um assalto ao banco, e Magda reconhece que Senhor Raposo (Mamberti), um cliente da empresa nova de Vavá, Vavalarmes, é na verdade o ladrão responsável. |    |                                    |                        |                         |             |              |                     |      |
| 141 | 23 | "Atracação Fatal"                  | 29 de agosto de 1999   | Cláudia Raia            |             |              | 25 pontos           | 422  |
| Vavá contrata uma babá para Caquinho. O problema é que esta é a enlouquecida amante de Caco, Petúnia (Raia). |    |                                    |                        |                         |             |              |                     |      |
| 142 | 24 | "O Auto da Enlouquecida"           | 5 de setembro de 1999  | Ary Fontoura            |             |              | 30 pontos           | 423  |
| Caco se torna presidente do Clube dos Machões Brasileiros, inspirando visita do chefe-geral do Clube (Fontoura). O problema é que a tensão pré-menstrual de Magda insuflou Neide e Cassandra contra os homens da casa, forçando-os a fazer a faxina. |    |                                    |                        |                         |             |              |                     |      |
| 143 | 25 | "Uma Baba Quase Perfeita"          | 12 de setembro de 1999 | Jorge Fernando          |             |              | 33 pontos           | 426  |
| Caco se une ao contrabandista Fernandão (Fernando), para enviar ao exterior a baba do tamanduá-bandeira, eficaz alisante de cabelo. Porém Cassandra descobriu o produto e ficou fã, exigindo que Fernandão surja vestido como a vendedora Jorgina buscando reaver o produto. Para tentar justificar sua presença, Caco inventa que Jorgina é filha ilegítima de Vavá. |    |                                    |                        |                         |             |              |                     |      |
| 144 | 26 | "Prega na Mentira"                 | 19 de setembro de 1999 | Nenhuma                 |             |              | 37 pontos           | 425  |
| Vavá se tornou cobaia humana, e um dos produtos a experimentar, um adesivo anti-mentira, cria o caos enquanto Caco tenta encobrir que destruiu o carro de Vavá. |    |                                    |                        |                         |             |              |                     |      |
| 145 | 27 | "Disque P para Pai de Caco"        | 26 de setembro de 1999 | Francisco Cuoco         |             |              | 32 pontos           | 429  |
| O juiz pai de Caco, Justo Antibes (Cuoco), vem para punir o filho, que acabou expulso do apartamento por Magda. Para voltar, Caco se disfarça e decide tomar conta de Caquinho como Babalu - que acaba atraindo a atenção de Justo. |    |                                    |                        |                         |             |              |                     |      |
| 146 | 28 | "Quem É Morto Sempre Aparece"      | 3 de outubro de 1999   | Nenhuma                 |             |              | 29 pontos           | 428  |
| Neide está na cozinha quando o fogão explode, levando Cassandra a esconder o "corpo" no baú de brinquedos de Caquinho enquanto promete um broche para Caco em troca dele não denunciá-la por negligência. |    |                                    |                        |                         |             |              |                     |      |
| 147 | 29 | "É Rim, Hein?"                     | 10 de outubro de 1999  | Netinho de Paula        |             |              | 24 pontos           | 427  |
| Quando Magda é internada no hospital por um ataque de estresse, acidentalmente recebe um rim transplantado de uma pagodeira. O órgão acaba fazendo Magda incorporar a personalidade da antiga dona, trazendo para o apartamento o pagodeiro Fuligem (Netinho). |    |                                    |                        |                         |             |              |                     |      |
| 148 | 30 | "Os Oito Aniversários de Caquinho" | 17 de outubro de 1999  | Lucas Hornos            |             |              | 36 pontos           | 430  |
| Lucas Hornos se torna intérprete de Caquinho, e assim de repente o menino está completando oito anos. Para fazer Magda incorporar melhor o fato que seu filho não é mais um bebê, Vavá organiza festas de aniversário diárias. O problema é que o último bolo vem com o número "28", fazendo Magda acreditar que Caquinho é adulto.                                   |    |                                    |                        |                         |             |              |                     |      |
| 149 | 31 | "Antes Scort que Mal Acompanhado"  | 24 de outubro de 1999  | Rodrigo Faro            |             |              | 35 pontos           | 435  |
| Caco se recusa a ir à reunião da turma de colégio de Magda, que chama para acompanhá-la um scort boy, Pedro (Faro), de quem achou um cartão de visitas - esquecido por Cassandra, sua cliente. O problema é que Pedro se apaixona por Magda, e como Cassandra é sua cliente e Neide foi sua namorada na adolescência, todas acham ser o objeto de afeição.            |    |                                    |                        |                         |             |              |                     |      |
| 150 | 32 | "O Frango que Sabia Demais"        | 31 de outubro de 1999  | Lucas Hornos            |             |              | 31 pontos           | 431  |
| Magda decide salvar a galinha do almoço. |    |                                    |                        |                         |             |              |                     |      |
| 151 | 33 | "Magda Nostra"                     | 7 de novembro de 1999  | Nenhuma                 |             |              | 38 pontos           | 434  |
| Em meio a mais uma crise conjugal, Vavá aposta com Caco que ele volta com Magda. Para não perder o dinheiro,Caco finge que tem uma amante portuguesa - feita por Neide usando um bigode. Então Vavá contra-ataca vestindo a sobrinha como a italiana Guiliagda. |    |                                    |                        |                         |             |              |                     |      |
| 152 | 34 | "O Dia do Pulo"                    | 14 de novembro de 1999 | Lucas Hornos            |             |              | 29 pontos           | 432  |
| Caco decide dar um tempo com Magda logo quando esta espera ansiosamente pelas loucuras sexuais do "Dia do Pulo". |    |                                    |                        |                         |             |              |                     |      |
| 153 | 35 | "Anta na Cabeça"                   | 21 de novembro de 1999 | Nenhuma                 |             |              | 32 pontos           | 433  |
| Magda se torna craque no jogo do bicho, eventualmente herdando o ponto do bicheiro. |    |                                    |                        |                         |             |              |                     |      |
| 154 | 36 | "A Vaca Vai pro Brejo"             | 28 de novembro de 1999 | Leonardo e Lucas Hornos |             |              | 31 pontos           | 437  |
| Para aproveitar a onda da música sertaneja e conseguir contrato com o cantor e empresário Leopoldo Canoa (Leonardo), Caco decide fazer Magda se passar pela dupla Magda e Agda, mas a situação sai de controle, quando as duas lutam pelo mesmo corpo, deixando Leopoldo confuso.                                                                                     |    |                                    |                        |                         |             |              |                     |      |
| 155 | 37 | "Gente Indecente"                  | 5 de dezembro de 1999  | Nenhuma                 |             |              | 26 pontos           | 436  |
| Vavá fica desfilando pelado para uma vizinha no prédio da frente, que na verdade é Caco querendo tirar fotos dele para uma revista de idosos nus. |    |                                    |                        |                         |             |              |                     |      |
| 156 | 38 | "O Teu Cabelo Não Nega, Cassandra" | 12 de dezembro de 1999 | Lucas Hornos (em áudio) |             |              | 36 pontos           | 440  |
| Vavá cria uma fábrica de perucas, que decola após Caco dar a ideia de imitar o penteado de Cassandra. Quando a irmã cobra direitos autorias e é negada sua parte dos lucros, cria um laquê alucinógeno. |    |                                    |                        |                         |             |              |                     |      |
| 157 | 39 | "Corra que o Papai Noel Vem Aí"    | 19 de dezembro de 1999 | Lucas Hornos            |             |              | 36 pontos           | 438  |
| Magda revela ter medo de Papai Noel por ter apanhado de um na infância (na verdade o Brigadeiro fantasiado descendo pela chaminé). Isso faz ela entrar em pânico quando Caco surge vestido como o Bom Velhinho, visando se aproveitar de um projeto de Vavá pras crianças carentes.                                                                                   |    |                                    |                        |                         |             |              |                     |      |
| 158 | 40 | "A Pirada do Milênio"              | 26 de Dezembro de 1999 | Lucas Hornos            |             |              | 31 pontos           | 439  |
| Magda enlouquece e acha que o ano vindouro é 1900, fazendo toda a família fingir que é o século XIX. |    |                                    |                        |                         |             |              |                     |      |

### 5ª temporada (2000)
- A introdução de Pereira (Ary Fontoura), Ataíde (Luiz Carlos Tourinho) e Sirene (Cláudia Rodrigues).
- Lucas Hornos participa de alguns episódios até ser dispensado no 16º, saindo do seriado graças à pressão do Juizado de Menores, que achava que o conteúdo do programa era muito pesado para o jovem.
- A gravidez de Márcia Cabrita é incorporada à personagem de Neide, mas eventualmente leva a personagem a sair do programa no 26º episódio da temporada.
- Apesar de sair do programa, o nome de Márcia Cabrita, aparece até o final da temporada.
- Os primeiros episódios mudam o cenário para um restaurante no térreo do Arouche Towers, o Arouche's Place. Quedas em audiência levaram a um retorno para o apartamento.
- Cláudio Paiva sai da redação final e entra Cesar Cardoso em seu lugar, juntamente com Juca Filho, que permanece.
- A abertura é alterada novamente, e a logo ganha um "V" para indicar o quinto ano.

| N° | N° | Título                                             | Data de exibição       | Participação especial                         | Pontos de audiência | Dirigido por                               | Escrito por         | Cód. |
| --- | -- | -------------------------------------------------- | ---------------------- | --------------------------------------------- | ------------------- | ------------------------------------------ | ------------------- | ---- |
| 159 | 1  | "Até que o restaurante os separe"                  | 2 de abril de 2000     | Victor Fasano, Vera Loyola e Chiquinho Scarpa | 29, picos de 34     | Daniel Filho, Dennis Carvalho, José Wilker | Nani, César Cardoso | 504  |
| Vavá precisa pagar suas dívidas, então hipoteca o apartamento e compra o hall do Arouche Towers, onde decidem construir um restaurante. Quando Magda é designada como garçonete, Caco fica revoltado e os dois se separam. |    |                                                    |                        |                                               |                     |                                            |                     |      |
| 160 | 2  | "O segredo do canguru perneta"                     | 9 de abril de 2000     | Paulo Betti                                   | 27, picos de 33     |                                            |                     | 502  |
| O cineasta Walter Close (Betti) chega ao Arouche's Place, querendo locações para seu próximo filme e, claramente, Vavá aceita, pois o restaurante precisa de divulgação. Porém Caco descobre que Close era um grande produtor de filmes pornográficos. |    |                                                    |                        |                                               |                     |                                            |                     |      |
| 161 | 3  | "Vestida para rebolar"                             | 16 de abril de 2000    | Arlete Salles                                 | 25, picos de 30     |                                            |                     | 501  |
| A vedete Margaux Fontana (Salles), rival de Cassandra no ginásio e objeto de desejo de Vavá, chega ao restaurante com a missão de animar o Arouche's Place, mas com a condição de Magda estar ao seu lado. Ausente: Luiz Carlos Tourinho como Ataíde e Lucas Hornos como Caquinho. |    |                                                    |                        |                                               |                     |                                            |                     |      |
| 162 | 4  | "A noite do bacalhau"                              | 23 de abril de 2000    | Otávio Augusto e John Herbert                 | 20, picos de 34     |                                            |                     | 505  |
| Cassandra está esperando ansiosamente Eurico (Herbert), um português que vem ao Brasil para participar de um leilão de relíquias da época do Descobrimento. E chega outro português ao Arouche's Place, só que é em busca de emprego de garçom, Jaime (Augusto). E os enganos começam quando ele os apresenta dois ovos cor-de-rosa, uma das relíquias que Eurico procura. Ausente: Luiz Carlos Tourinho como Ataíde e Lucas Hornos como Caquinho.                 |    |                                                    |                        |                                               |                     |                                            |                     |      |
| 163 | 5  | "Tem caroço nesse angu"                            | 30 de abril de 2000    | Jarbas Duarte                                 | 21, picos de 26     |                                            |                     | 503  |
| O Arouche's Place anda mal das pernas e Caco cria a receita de um angu. O sucesso do prato faz ele não ter mais tempo para Caquinho, o que deixa Magda irritada. |    |                                                    |                        |                                               |                     |                                            |                     |      |
| 164 | 6  | "Duro de debutar"                                  | 7 de maio de 2000      | Betty Faria                                   | 21, picos de 25     |                                            |                     | 506  |
| Caco tem uma ideia de fazer do Arouche's Place um dos mais lugares exóticos para fazerem festas de debutantes. Para tentar divulgar, criam uma festa que enganaria a a colunista social, Vanusa Limão (Faria), ex-amante de Pereira. |    |                                                    |                        |                                               |                     |                                            |                     |      |
| 165 | 7  | "O namorado tem namorado"                          | 14 de maio de 2000     | Susana Vieira                                 | 23, picos de 26     |                                            |                     | 507  |
| Cassandra perde uma aposta e terá que pagar um almoço à Pereira. Quando ela vai ao banco, descobre que todo o seu dinheiro está na conta de Caco, que se uniu à Rosa (Vieira), funcionária do banco, para enganar a ex-sogra. Uma confusão acontece e Rosa aparece vestida de homem, e passa a se chamar Guimarães, procurador e investigador. O problema é que Guimarães e Vavá se "apaixonam". Nota: O retorno ao apartamento. Ataíde e Caquinho estão ausentes. |    |                                                    |                        |                                               |                     |                                            |                     |      |
| 166 | 8  | "O bolo deu o maior bolo"                          | 21 de maio de 2000     |                                               |                     | 31, com picos de 36                        |                     | 510  |
| Caco e Vavá resolvem fazer um bacanal no Arouche's Place e chamam várias mulheres. Por isso, Magda é demitida por Caco e promete arrumar um emprego melhor. Nota: Último episódio passado no Arouche's Place. Lucas Hornos está ausente como Caquinho. |    |                                                    |                        |                                               |                     |                                            |                     |      |
| 167 | 9  | "O cheque do agadir"                               | 28 de maio de 2000     | Hugo Carvana                                  | 32, picos de 38     |                                            |                     | 509  |
| Caco traz um sheik, Al Mofadah (Carvana), que veria um show que incluiriam direito até a dança-dos-sete-véus. Quando Cassandra, Magda e Neide com ciúmes se livram das bailarinas, são forçadas a se vestir de odalisca. Ausente: Lucas Hornos como Caquinho. |    |                                                    |                        |                                               |                     |                                            |                     |      |
| 168 | 10 | "A gravidez de Cassandra"                          | 4 de junho de 2000     |                                               | 30, picos de 37     |                                            |                     | 508  |
| Magda anda dando à Cassandra um comprimido chamado "Prenhol", para engravidar a mãe, e funciona - porque Caco manipulou o exame para chantagear Pereira. Ausente: Lucas Hornos como Caquinho. |    |                                                    |                        |                                               |                     |                                            |                     |      |
| 169 | 11 | "Quem vai ficar com Magda"                         | 11 de junho de 2000    | Rodrigo Faro                                  | 20, picos de 25.    |                                            |                     | 511  |
| Caco cansa de tentar salvar seu casamento e chama um maestro amigo, Steve Machado (Faro), para passar uns dias no apartamento. Porém Magda acaba se apaixonando por Steve. |    |                                                    |                        |                                               |                     |                                            |                     |      |
| 170 | 12 | "Mamãezinha ferida"                                | 18 de junho de 2000    |                                               | 25, picos de 30     |                                            |                     | 514  |
| Vavá está devendo o aluguel do Arouche's Place à Pereira. Como pagamento, ele aceita Dona Pepa, mãe de Pereira e sogra de Cassandra (também interpretada por Fontoura), para passar uns dias no apartamento, enquanto Ataíde dedetiza a mansão do sovina. Ao mesmo tempo, Magda convida Dona Caca para visitar Vavá. Nota: Ataíde está ausente. |    |                                                    |                        |                                               |                     |                                            |                     |      |
| 171 | 13 | "No escurinho do Arouche"                          | 25 de junho de 2000    |                                               | 26, picos de 31     |                                            |                     | 512  |
| Cassandra, Neide e Magda decretam greve de sexo, e todos acabam fazendo uma aposta: se os homens furarem a greve, todos da classe masculina pagam, e com as mulheres, vice-versa. |    |                                                    |                        |                                               |                     |                                            |                     |      |
| 172 | 14 | "Colchão impossível"                               | 2 de julho de 2000     |                                               | 24, picos de 28     |                                            |                     | 516  |
| Cassandra dá seu colchão velho a Neide, que quer estreá-lo com seu primo Genivelson. Só que dentro do colchão há toda a grana de Pereira, atiçando o instinto de Caco, que decide se passar por Genivelson. |    |                                                    |                        |                                               |                     |                                            |                     |      |
| 173 | 15 | "Por falta de noiva velha, passei o ferro na nova" | 9 de julho de 2000     |                                               | 20, picos de 24     |                                            |                     | 515  |
| Cassandra se revolta com a insensibilidade de Pereira e diz que tem um namorado virtual australiano. Caco decide assumir a identidade do sujeito. Nota: Caquinho aparece pela última vez. |    |                                                    |                        |                                               |                     |                                            |                     |      |
| 174 | 16 | "Toma que o pai é teu!"                            | 16 de julho de 2000    | Márcio Duarte                                 | 28, picos de 34     |                                            |                     | 513  |
| Neide revela sua gravidez, e acredita que o pai é o pagodeiro Cajuzinho (Duarte). Quando Magda decide ter um filho com Cajuzinho, Caco decide enganá-la vestindo a si e Vavá como a dupla Tadeu e Tadando. |    |                                                    |                        |                                               |                     |                                            |                     |      |
| 175 | 17 | "Quem te viu, quem TV"                             | 23 de julho de 2000    |                                               | 34, picos de 38     |                                            |                     | 517  |
| Caco vendeu os direitos da família para um provedor da internet, e todos tentam tirar proveito disso - com direito a Magda incorporando Faustão e Ana Maria Braga. |    |                                                    |                        |                                               |                     |                                            |                     |      |
| 176 | 18 | "Um osso duro de enterrar"                         | 30 de julho de 2000    |                                               | 30, picos de 34     |                                            |                     | 518  |
| Um misterioso serial killer está rondando o Arouche. Magda suspeita de Pereira, que mandou Ataíde construir um buraco para Cassandra, que nada mais é do que uma piscina. Então Magda descobre que a recompensa pelo criminoso equivale a uma dívida de Caco, e tenta prender Pereira. Nota: Márcia Cabrita não participa. |    |                                                    |                        |                                               |                     |                                            |                     |      |
| 177 | 19 | "Pão-duro de matar"                                | 6 de agosto de 2000    |                                               | 28, picos de 33     |                                            |                     | 523  |
| Pereira vai para o interior cobrar alguns aluguéis e deixa Cassandra na mão. Vavá finalmente consegue dinheiro para pagar suas dívidas e, para comemorar, faz um "sopão" para os moradores de rua do bairro, que incluem o mendigo Nogueira, muito parecido com Pereira (também interpretado por Fontoura). Caco decide se aproveitar do sósia para enganar Cassandra.                                                                                             |    |                                                    |                        |                                               |                     |                                            |                     |      |
| 178 | 20 | "A mentira tem pernas cabeludas"                   | 13 de agosto de 2000   |                                               | 28, picos de 32     |                                            |                     | 520  |
| Vavá se disfarça de freira para fugir de um fortão, e diz a Magda que é do colégio interno de Caquinho. As confusões resultantes levam Ataíde a se disfarçar de Caco, Caco de Ataíde, Pereira de Cassandra, e Cassandra como a "irmã" Cassundra. |    |                                                    |                        |                                               |                     |                                            |                     |      |
| 179 | 21 | "Eu vi o que vocês fizeram no fogão passado"       | 20 de agosto de 2000   |                                               | 26, picos de 30     |                                            |                     | 519  |
| Magda anda com ciúmes de Pereira com Cassandra. Por isso, Vavá se disfarça do espírito do falecido Brigadeiro Salão. Magda surta e pensa que fala com mortos. O problema começa quando o Arouche's Place explode com a matriarca e Neide dentro. |    |                                                    |                        |                                               |                     |                                            |                     |      |
| 180 | 22 | "Algo de podre no reino do Arouche"                | 27 de agosto de 2000   |                                               | 24, picos de 29     |                                            |                     | 525  |
| O cartão de crédito de Vavá aparenta ter sido destruído, deprimindo Caco. |    |                                                    |                        |                                               |                     |                                            |                     |      |
| 181 | 23 | "Neide em fuga"                                    | 3 de setembro de 2000  |                                               | 30, picos de 34     |                                            |                     | 521  |
| Neide resolve sair do Arouche com Ataíde, e Caco tenta convencê-la a ficar. Cassandra descobre que o motivo é Caco ter vendido o filho da doméstica para um casal dinamarquês. |    |                                                    |                        |                                               |                     |                                            |                     |      |
| 182 | 24 | "Pobre, porém desonesto"                           | 10 de setembro de 2000 |                                               | 30, picos de 35     |                                            |                     | 522  |
| Mais uma vez, Caco e Magda estouram o limite do cartão de Vavá. Furioso, ele deixa os dois vivendo um mês inteirinho com apenas um salário mínimo - em uma paródia do No Limite', que era transmitido antes do Sai de Baixo. |    |                                                    |                        |                                               |                     |                                            |                     |      |
| 183 | 25 | "Caco viu a viúva"                                 | 17 de setembro de 2000 |                                               | 29, picos de 35     |                                            |                     | 524  |
| Vavá está namorando uma viúva, Marinalva, mas logo descobre que Caco também está tendo um caso com ela. Então chega uma prima viúva de Magda (também interpretada por Marisa Orth) que cativa Caco. |    |                                                    |                        |                                               |                     |                                            |                     |      |
| 184 | 26 | "Um morto muito vivo"                              | 1 de outubro de 2000   |                                               | 36, picos de 40     |                                            |                     | 527  |
| Pereira e Cassandra finalmente vão para a lua-de-mel, com as despesas pagas por Vavá, claramente. Caco descobre uma apólice de seguro do pão-duro que daria dinheiro caso aconteça algo com Ataíde, e decide tomar alguma providência para ferir o puxa-saco. Nota: Último episódio com Neide. |    |                                                    |                        |                                               |                     |                                            |                     |      |
| 185 | 27 | "Doméstica de programa"                            | 8 de outubro de 2000   |                                               | 33, picos de 37     |                                            |                     | 528  |
| Neide foi embora por causa de sua gravidez, e Magda é um fracasso como doméstica. Então contratam para substituí-la Sirene (Cláudia Rodrigues), que Caco introduz a Ataíde como garota de programa após descobrir que o puxa-saco é virgem e Pereira pagaria por ele perder a virgindade. |    |                                                    |                        |                                               |                     |                                            |                     |      |
| 186 | 28 | "Caco das selvas"                                  | 15 de outubro de 2000  |                                               | 26, picos de 30     |                                            |                     | 530  |
| Pereira dá a Cassandra uma estatueta de cobra feita de ouro. Enquanto isso, após o voo de Caco - que iria para a Guatemala após Magda confundir Las Vegas com "Las Pregas" - cai, levando o louro a voltar para o apartamento como Cacuapú, um índio que não sabe falar português. Nota: O diretor Jorge Fernando participou com o figurino de sua peça "Boom", em cartaz no Teatro, interpretando uma passagem de tempo.                                          |    |                                                    |                        |                                               |                     |                                            |                     |      |
| 187 | 29 | "O bilhete premiado"                               | 22 de outubro de 2000  |                                               | 20, picos de 25     |                                            |                     | 526  |
| Caco dá um golpe publicando no apartamento um misterioso jornal que mostra as notícias do dia seguinte, dizendo que um bilhete de loteria seu era premiado para tentar tirar dinheiro de Vavá e Ataíde. Nota: Ary Fontoura e Cláudia Rodrigues não participaram do episódio. |    |                                                    |                        |                                               |                     |                                            |                     |      |
| 188 | 30 | "O mais que prefeito"                              | 29 de outubro de 2000  |                                               | 26, picos de 31     |                                            |                     | 529  |
| Caco volta para casa apenas de manhã, e o colarinho de sua camisa está cheio de marcas de batom. Magda põe o marido na parede e, para tentar fugir dessa, ele diz que é o mais novo candidato a prefeito de São Paulo (o episódio foi exibido no dia do segundo turno das eleições). |    |                                                    |                        |                                               |                     |                                            |                     |      |
| 189 | 31 | "Muito cabelo por nada"                            | 5 de novembro de 2000  |                                               | 22, picos de 26     |                                            |                     | 534  |
| Sirene entra em greve por trabalhar muito e não receber quase nada. Então, Magda assume seu lugar, criando misturas com resultados inesperados, como um tônico que faz nascer cabelo. |    |                                                    |                        |                                               |                     |                                            |                     |      |
| 190 | 32 | "A farra do bofe"                                  | 12 de novembro de 2000 | Ricardo Macchi                                | 23, picos de 27     |                                            |                     | 532  |
| Vavá contrata uma garota de programa, Darcy, mas descobre que ela é um homem (Macchi). |    |                                                    |                        |                                               |                     |                                            |                     |      |
| 191 | 33 | "Quanto mais gente pior"                           | 19 de novembro de 2000 |                                               |                     |                                            |                     |      |
| Vavá celebra que Cassandra e Pereira estão se mudando para casa própria, e aproveita para mandar Caco e Magda para viajar, podendo novamente morar sozinho. O problema é que todos acabam voltando para apartamento. Nota : Sirene (Cláudia Rodrigues) está ausente |    |                                                    |                        |                                               |                     |                                            |                     |      |
| 192 | 34 | "Chá de baixo"                                     | 26 de novembro de 2000 |                                               | 20, picos de 24     |                                            |                     | 533  |
| Vavá e Ataíde trazem diversos chás de um Pajé, como um que deixa Magda e Vavá novos, um que torna Caco velho, e um que torna Ataíde efeminado. |    |                                                    |                        |                                               |                     |                                            |                     |      |
| 193 | 35 | "Cadelinha, mas ordinária"                         | 3 de dezembro de 2000  | Rogério Fróes                                 | 22, picos de 25     |                                            |                     | 537  |
| Vavá abre o hotel de cachorros Vavacão, mas a cadela virgem de um ricaço (Fróes) acaba sendo "estuprada" por cachorros da vizinhança. |    |                                                    |                        |                                               |                     |                                            |                     |      |
| 194 | 36 | "Alta demência"                                    | 10 de dezembro de 2000 | Luiz Salém                                    | 21, picos de 25.    |                                            |                     | 536  |
| Cassandra volta do cabeleireiro com o cabelo estraçalhado e Pereira recusa-se a pagar sua conta, absurdamente alta. Quando o cabeleireiro Renevaldo (Salém) vem cobrar, se apaixona por Caco, que decide se aproveitar: travestido como "Geneviève", se passa por pretendente de Vavá. |    |                                                    |                        |                                               |                     |                                            |                     |      |
| 195 | 37 | "A obra do Malandro"                               | 17 de dezembro de 2000 | Evandro Mesquita                              | 25, picos de 28.    |                                            |                     | 538  |
| O apartamento se alaga após um cano da cozinha estourar. Vavá chama para resolver o pedreiro Chulapa (Mesquita), que é na verdade um ladrão fugitivo da cadeia. |    |                                                    |                        |                                               |                     |                                            |                     |      |
| 196 | 38 | "No Natal a gente vem te mudar"                    | 24 de dezembro de 2000 | Denis Carvalho e Jô Soares                    | 13, picos de 16.    |                                            |                     | 535  |
| Caco leva Magda a uma crise ao revelar que Papai Noel não existe. Em paródia de It's a Wonderful Life, Quequé (Carvalho), um primo que agora trabalha como espírito de natal sob Noel (Soares), castiga Caco por isso, fazendo o resto do apartamento parar de reconhecê-lo. |    |                                                    |                        |                                               |                     |                                            |                     |      |
| 197 | 39 | "2001: Uma epopeia no Arouche"                     | 31 de dezembro de 2000 | Cláudia Raia, Marcelo Faria e Jorge Fernando  | 19, Picos de 22.    |                                            |                     | 536  |
| Através de um concurso, a Globo escolhe a família do Arouche para ter seu Réveillon transmitido para todo o Brasil pela TV. Mas a confusão começa, quando o diretor Jorge Fernando resolve substituir Magda (que é muito burra) por Cláudia Raia, no papel de esposa de Caco. Nota : Último episódio com Pereira. |    |                                                    |                        |                                               |                     |                                            |                     |      |

### 6ª temporada (2001)
- Luis Gustavo, Marisa Orth, Miguel Falabella, Aracy Balabanian e Luiz Carlos Tourinho estão presentes em todos os episódios.
- Cláudia Rodrigues está ausente em 3 episódios por motivos de saúde (208, 209 e 210)

| N° | N° | Título                                                  | Data de exibição       | Participação especial             | Pontos de audiência | Dirigido por     | Cód. |
| --- | -- | ------------------------------------------------------- | ---------------------- | --------------------------------- | ------------------- | ---------------- | ---- |
| 198 | 1  | "Miami ou me deixe"                                     | 1 de abril de 2001     | Alexandre Borges                  | 27 pontos           | Jorge Fernando   | 601  |
| A família é deportada de Miami após Magda causar a morte de uma orca, Vavá ser preso por assalto e Caco não declarar o dinheiro nas malas. Na volta, descobrem que Caco alugou o apartamento para o playboy Denis (Borges). |    |                                                         |                        |                                   |                     |                  |      |
| 199 | 2  | "Amado amante dos sonhos"                               | 8 de abril de 2001     | Nenhuma                           | 25 pontos           | Jorge Fernando   | 604  |
| Vavá cria um amante fictício para que Magda supere as grosserias de Caco, enquanto Sirene e Ataíde brigam por causa do rato de estimação do porteiro. |    |                                                         |                        |                                   |                     |                  |      |
| 200 | 3  | "Algo de brega no reino da Dinamarca"                   | 15 de abril de 2001    | Francisco Cuoco                   | 22 pontos           | Jorge Fernando   | 603  |
| Magda e Sirene viram fãs loucas do "Rei do brega" Lindovando Batista (Francisco Cuoco). Elas estão tão loucas que passam a usar roupas bregas, e agir como uma. Caco fica com muita raiva, pois acha uma porcaria esse tipo de música. Há um concurso para quem quiser ser o "sucessor" de Lindovando, e Caco enlouquece quando Magda diz que o inscreveu. Por ser "louro, alto, forte, nórdico", Caco acaba ganhando o concurso no rádio. Lindovando chega ao apartamento para passar o "trono", o que o deixa com muita coceira e alergia. Quando Caco fica sabendo que o cargo renderá milhões de dólares, é claro que ele "tira o pobre que tem dentro de si", e cantar a música nº 1 de Lindovando: "Pobrema". |    |                                                         |                        |                                   |                     |                  |      |
| 201 | 4  | "Se correr o bicho não pega, se ficar o bicho não come" | 22 de abril de 2001    | Ângela Vieira                     | 21 pontos           | Jorge Fernando   | 602  |
| Caco anda broxando, e Vavá desconfia que ele está desinteressado em dormir com Magda. Para provar, contrata a detetive Regina (Vieira) para seduzí-lo. |    |                                                         |                        |                                   |                     |                  |      |
| 202 | 5  | "Quem tem sogra vai à Roma"                             | 29 de abril de 2001    | Denis Carvalho                    | 20 pontos           | José Wilker      | 606  |
| Caco arranja emprego com o empresário Antunes (Carvalho), que promete grandes salários e viagens a Roma. Eventualmente se descobre que Antunes era rival de Vavá enquanto buscava a afeição de Cassandra, levando os dois a brigarem no apartamento. |    |                                                         |                        |                                   |                     |                  |      |
| 203 | 6  | "Luz, câmera, armação!"                                 | 6 de maio de 2001      | Roberto Battaglin                 | 20 pontos           | Jorge Fernando   | 608  |
| Vavá se torna cineasta, e durante uma filmagem Magda é atropelada pelo ator Ivo Torres (Battaglin). Caco então decide chantagear Torres a fazer parte da produção. |    |                                                         |                        |                                   |                     |                  |      |
| 204 | 7  | "O dia das mamis"                                       | 13 de maio de 2001     | Nenhuma                           | 22 pontos           | José Wilker      | 607  |
| Ás vésperas do dia das mães, Magda descobre que a data traumatizou Caco, levando-a a convidar Dona Caca para uma visita. No meio-tempo, Sirene tenta ir visitar sua mãe, Siranda (também interpretada por Cláudia Rodrigues), que acaba vindo visitar o Arouche, e Ataíde pede a Vavá para ser sua mãe nesse dia. |    |                                                         |                        |                                   |                     |                  |      |
| 205 | 8  | "Trair e cozinhar é só começar"                         | 20 de maio de 2001     | Nenhuma                           | 21 pontos           | José Wilker      | 605  |
| Sirene arranja emprego com uma socialite amiga de Cassandra, levando Caco a tentar conseguir parte de seu salário. Para ocupar seu lugar, o recém-demitido Ataíde pede para virar empregada. |    |                                                         |                        |                                   |                     |                  |      |
| 206 | 9  | "Em algum lugar malpassado"                             | 27 de maio de 2001     | Nuno Leal Maia                    | 29 pontos           | Cininha de Paula | 611  |
| Cassandra ao lembrar do casamento de Magda, cai no sono e acorda no ano de 1979, às vésperas do casamento. Enquanto tenta impedir que o matrimônio aconteça, aproveita o reencontro com o brigadeiro - à época ainda coronel (Maia). Apesar de no final do episódio, ao acordar, a foto que tiraram em 1979 se materializar no álbum (demonstrando que ela não só sonhou com a data como de fato viajou no tempo e alterou o passado), essa história contradiz o episódio "21 - Túnel do Tempo" (1ª temporada) no qual mostra o casal se conhecendo e noivando em 1986, e o episódio "18 - Dona Magda e Seus Dois Maridos" (4ª temporada) no qual fica implícito que Magda e Caco se casaram após 1984.             |    |                                                         |                        |                                   |                     |                  |      |
| 207 | 10 | "Ser Silva ou não ser"                                  | 3 de junho de 2001     | Nenhuma                           | 20 pontos           | Cininha de Paula | 610  |
| Após Caco visitar a Dinamarca, acaba tendo seu sobrenome trocado por Silva, para sua ojeriza e chacota do resto da família. No meio-tempo, Vavá e Ataíde viram imitadores de Elvis Presley. |    |                                                         |                        |                                   |                     |                  |      |
| 208 | 11 | "Um louro chamado desejo"                               | 10 de junho de 2001    | Danielle Winits, Ingrid Guimarães | 20 pontos           | Cininha de Paula | 609  |
| Caco embarca num cruzeiro e volta casado com a voluptuosa Gabi (Winits), levando Magda a loucura tentando reconquistar seu lugar como esposa. Na ausência de Sirene ela manda a ninfomaníaca Zildete (Guimarães) para ser a diarista. |    |                                                         |                        |                                   |                     |                  |      |
| 209 | 12 | "Minha vida de cachorra"                                | 17 de junho de 2001    | Beth Gofman                       | 20 pontos           | José Wilker      | 612  |
| A família recebe a prima Graça (Gofman), uma ex-devassa que virou crente, e a atriz pornô Lana Love (Marisa Orth), ídola de Ataíde. |    |                                                         |                        |                                   |                     |                  |      |
| 210 | 13 | "O homem que queria ser gay"                            | 24 de junho de 2001    | Marcos Pasquim                    | 23 pontos           |                  | 616  |
| 211 | 14 | "Eu sei o que vocês fizeram no apagão passado"          | 1 de julho de 2001     | Nenhuma                           | 20 pontos           | José Wilker      | 613  |
| Em um período de apagões, Vavá lucra vendendo os picolés caseiros Vavacolé, Ataíde leva pessoas em um carrinho, e Sirene consegue uma indenização de Caco após ele tê-la apalpado no escuro. |    |                                                         |                        |                                   |                     |                  |      |
| 212 | 15 | "...E o índio levou"                                    | 8 de julho de 2001     | Alexandre Barillari               | 24 pontos           | Cininha de Paula | 617  |
| O apartamento recebe uma tribo como parte da ONG de Vavá Vavaíndio, levando os índios a serem presos no parque do Ibirapuera após serem enganados por Caco, e o cacique (Barillari) buscando vingança se interessa por Magda após ela realizar uma dança da chuva. |    |                                                         |                        |                                   |                     |                  |      |
| 213 | 16 | "Vavai com Deus"                                        | 15 de julho de 2001    | Nenhuma                           | 22 pontos           | Dennis Carvalho  | 614  |
| Cassandra sonha com o Brigadeiro e acha que vai morrer, começando a arranjar seu enterro com a nova empresa de Vavá, Vavai Com Deus. No meio-tempo, Caco tenta dar um golpe fingindo se separar de Magda para conseguir a metade de Cassandra do apartamento. |    |                                                         |                        |                                   |                     |                  |      |
| 214 | 17 | "É doando que se recebe"                                | 22 de julho de 2001    | Eliane Giardini                   | 21 pontos           |                  | 615  |
| Uma poderosa mulher chamada Eva (Giardini) escolhe Caco para ser pai do seu bebê por meio de uma inseminação artificial. Acontece que Caco não está bem de sexo com Magda e essa notícia, a deixa indignada. Ataíde é o segundo candidato à paternidade e Cassandra pensa tirar proveito da situação e cobrar uma comissão de Eva. Enquanto isso, Sirene estará disputando o título de Musa dos Porteiros com Magda. |    |                                                         |                        |                                   |                     |                  |      |
| 215 | 18 | "Viagem ao fundo do poço"                               | 29 de julho de 2001    | Nenhuma                           | 20 pontos           |                  | 621  |
| Sem dinheiro, Vavá é forçado a se mudar com a família para uma vizinhança pobre, a Vila Gislene, enquanto Sirene ganha uma promoção de rádio para adquirir o apartamento do Arouche e fazer de Caco e Cassandra seus empregados. |    |                                                         |                        |                                   |                     |                  |      |
| 216 | 19 | "Afrodite se quiser"                                    | 5 de agosto de 2001    | André Gonçalves                   | 25 pontos           | Cininha de Paula | 618  |
| Vavá cria um grupo artística, o Vavai ao Teatro, e um de seus atores contratados para uma tragédia grega é Eros (Gonçalves) em pessoa. |    |                                                         |                        |                                   |                     |                  |      |
| 217 | 20 | "A primeira Cassandra a gente nunca esquece"            | 12 de agosto de 2001   | Susana Vieira                     | 22 pontos           |                  | 620  |
| 218 | 21 | "De caco com a máfia"                                   | 19 de agosto de 2001   | Nenhuma                           | 22 pontos           |                  | 619  |
| 219 | 22 | "Paraíba, mula macho, sim senhor!"                      | 26 de agosto de 2001   | Nenhuma                           | 23 pontos           |                  | 623  |
| 220 | 23 | "Caco pai & Caco filho"                                 | 2 de setembro de 2001  | André Marques                     | 20 pontos           | 625              |      |
| Um rapaz chamado Kiko (Marques) surge no Arouche afirmando ser filho de Caco com uma antiga empregada doméstica. Magda fica incomodada com o possível enteado e Sirene, apaixonada por Kiko, afirma estar grávida dele. Enquanto isso Vavá e Ataíde estão envolvidos com o novo empreendimento de Vavá, o Vavigilantes. |    |                                                         |                        |                                   |                     |                  |      |
| 221 | 24 | "Vidas passadas e engomadas"                            | 9 de setembro de 2001  | Nenhuma                           | 19 pontos           |                  | 624  |
| Uma terapia de hipnose para regressão de vidas passadas faz Magda incorporar a Rosa Palmeirão de Porto dos Milagres, e os outros antigos personagens de seus intérpretes: Cassandra vira Dona Armênia, Ataíde o afeminado Edilberto, Caco o serial killer Donato Menezes, Vavá resgata Vitor Valentim, e Sirene se torna Talia. |    |                                                         |                        |                                   |                     |                  |      |
| 222 | 25 | "Como era gostoso meu dinamarquês"                      | 16 de setembro de 2001 | Norton Nascimento                 | 22 pontos           |                  | 626  |
| 223 | 26 | "Caco nem pintado"                                      | 23 de setembro de 2001 | Nenhuma                           | 20 pontos           |                  | 622  |
| 224 | 27 | "Família de aluguel"                                    | 30 de setembro de 2001 | Lília Cabral                      | 22 pontos           |                  | 629  |
| 225 | 28 | "Caco Antibes e os sete anões"                          | 7 de outubro de 2001   | Nenhuma                           | 21 pontos           |                  | 628  |
| 226 | 29 | "Quem vê Caca, não vê coração"                          | 14 de outubro de 2001  | Nenhuma                           | 26 pontos           |                  | 630  |
| 227 | 30 | "A raposa loira contra a cobra cabeluda"                | 21 de outubro de 2001  | Nenhuma                           | 22 pontos           |                  | 627  |
| Caco fica muito bravo, pois não suporta mais viver pobre. Ele tenta arrumar um emprego, como um guia turístico de milionários. Só que ele não fica rico, como queria. Para seu ódio, quem fica é Cassandra. Sirene acha que é um sucesso como encanadora, e acaba inundando quase todos que "conserta". Já Ataíde quer que Cassandra patrocine seu CD. Até que Magda terá de decidir: se vai ficar com Caco, ou Cassandra. |    |                                                         |                        |                                   |                     |                  |      |

### 7ª temporada (2001-2002)
- Luis Gustavo, Aracy Balabanian, Marisa Orth, Miguel Falabella, Luiz Carlos Tourinho e Cláudia Rodrigues estão presentes em todos os episódios.
- Na verdade, apesar de ter sido comercializada como a 7ª temporada, é a ultima parte da 6ª temporada, pois possui o mesmo elenco, mesmo cenário e foi gravada somente duas semanas depois.
- Esta é a última temporada da série em sua exibição original.
- A despedida definitivamente do humorístico em 2002 foi marcada pela emoção dos atores, do público e pelo protestos dos fãs, que queriam que o humorístico pudesse continuar na programação de domingo da Globo.

| N° | N° | Título                                      | Data de exibição        | Participação especial                                                        | Audiência            | Dirigido por | Cód. |
| --- | -- | ------------------------------------------- | ----------------------- | ---------------------------------------------------------------------------- | -------------------- | ------------ | ---- |
| 228 | 1  | Rebu de Natal                               | 23 de Dezembro de 2001  | Tarcísio Meira                                                               |                      |              | 702  |
| Vavá, sempre muito bom, contrata um exército de "Papais Noéis" para colher donativos para doar aos pobres do Arouche. Mas é claro que dentro disso não poderia faltar as armações de Caco, que resolve roubar todo o dinheiro conseguido e viajar para a Dinamarca, levando Magda. Só que, lá no começo, desde Miami, ele é observado e seguido pelo policial Ivo (Meira), que quer deixá-lo preso em pleno Natal. O louro, então, terá que se livrar mais uma vez da polícia. |    |                                             |                         |                                                                              |                      |              |      |
| 229 | 2  | A mandinga do tempo                         | 30 de Dezembro de 2001  | Luisa Thomé                                                                  | Audiência: 29 pontos |              | 704  |
| 230 | 3  | "2030: Uma presepada no Arouche"            | 6 de janeiro de 2002    | Nenhuma                                                                      | Audiência: 22 pontos |              | 703  |
| 231 | 4  | "Deus é Brasileiro!"                        | 13 de janeiro de 2002   | Hugo Carvana                                                                 | Audiência: 23 pontos |              | 711  |
| Vavá cria sua própria agência de planos de saúde, a Vavamed, enquanto Magda resolve se tornar má. Diante de tanta confusão e picaretagem, Deus, sob a alcunha Amadeus (Carvana), decide fazer uma visitinha a turma do Arouche e ameaça levar todos, inclusive Caco, para o inferno! |    |                                             |                         |                                                                              |                      |              |      |
| 232 | 5  | "Uma fantasma portuguesa com certeza"       | 20 de janeiro de 2002   | Nenhuma                                                                      | Audiência: 21 pontos |              | 701  |
| 233 | 6  | "Se minha calcinha falasse"                 | 27 de janeiro de 2002   | Nenhuma                                                                      | Audiência: 20 pontos |              | 705  |
| 234 | 7  | "A primeira noite de um homenzinho"         | 3 de fevereiro de 2002  | Nenhuma                                                                      | Audiência: 20 pontos |              | 706  |
| 235 | 8  | "Hoje tem namorada? Tem sim senhor!"        | 17 de fevereiro de 2002 | Nenhuma                                                                      | Audiência: 18 pontos |              | 707  |
| 236 | 9  | "A Caca foi pro brejo"                      | 24 de fevereiro de 2002 | Nenhuma                                                                      | Audiência: 22 pontos |              | 713  |
| 237 | 10 | "O galo sinistro"                           | 3 de março de 2002      | Cássio Gabus Mendes                                                          | Audiência: 19 pontos |              | 709  |
| Ary (Gabus Mendes) um antigo amigo de Caco surge no Arouche querendo formar com ele uma dupla criminosa. Já Vavá está envolvido em um novo negócio: um galo de briga chamado Conan. |    |                                             |                         |                                                                              |                      |              |      |
| 238 | 11 | "My fair mula"                              | 10 de março de 2002     | Edson Celulari                                                               | Audiência: 20 pontos |              | 710  |
| 239 | 12 | "Sai de cima"                               | 17 de março de 2002     | Nenhuma                                                                      |                      |              | 708  |
| Vavá faz um acordo para criar um programa de televisão inspirado na família, Sai de Cima. |    |                                             |                         |                                                                              |                      |              |      |
| 240 | 13 | "Corra que o meteoro vem aí / Flashbacks"   | 24 de março de 2002     | Cláudia Jimenez, Tom Cavalcante, Márcia Cabrita, Lucas Hornos e Ary Fontoura |                      |              | 712  |
| 241 | 14 | "O último golpe do Arouche: Episódio final" | 31 de março de 2002     | Iara Jamra e Reynaldo Gianecchini                                            |                      |              | 714  |

### 8ª temporada (2013)
- Luis Gustavo, Aracy Balabanian, Marisa Orth, Miguel Falabella e Márcia Cabrita estão presentes em todos os episódios.
- Esta é uma série de episódios inéditos gravados para o aniversário de 3 anos do Canal Viva.
- Os quatro episódios foram gravados no Teatro Procópio Ferreira em duas sessões nos dias 4, 5, 11 e 12 de junho.

| Nº | Título               | Data de exibição                                                | Participação Especial | Escrito por                    | Dirigido por   | Audiência (em milhões - no VIVA) | Audiência (na Rede Globo) |
| --- | -------------------- | --------------------------------------------------------------- | --------------------- | ------------------------------ | -------------- | -------------------------------- | ------------------------- |
| 242 | Tudo será como antes | 11 de junho de 2013 (Canal Viva) 3 de novembro de 2013 (Globo)  | Tony Ramos            | Artur Xexéo & Miguel Falabella | Denis Carvalho | 1,3                              | 17 pontos                 |
| Dez anos depois, a família se reúne no Arouche por intermédio da nova proprietária do apartamento, que se revela Neide Aparecida. Caco se une ao mordomo (Ramos) para se tornar o novo dono. |                      |                                                                 |                       |                                |                |                                  |                           |
| 243 | Quem casa quer Caco  | 18 de junho de 2013 (Canal Viva) 10 de novembro de 2013 (Globo) | Ingrid Guimarães      | Arthur Xexéo Miguel Falabella  | Denis Carvalho |                                  | 13 pontos                 |
| Caco tenta seduzir uma ricaça (Guimarães) sem Magda saber. |                      |                                                                 |                       |                                |                |                                  |                           |
| 244 | O garoto do adeus    | 25 de junho de 2013(Canal Viva) 17 de novembro de 2013 (Globo)  | Arlete Salles         | Arthur Xexéo Miguel Falabella  | Denis Carvalho |                                  | 11 pontos                 |
| Uma antiga paixão do Vavá, Raimunda (Arlete Salles) volta, causando muito reboliço no Arouche.                                                                                               |                      |                                                                 |                       |                                |                |                                  |                           |
| 245 | O bolão do Vavá      | 02 de julho de 2013 (Canal Viva) 24 de novembro de 2013 (Globo) | Denis Carvalho        | Arthur Xexéo Miguel Falabella  | Denis Carvalho |                                  | 13 pontos                 |
| A família decide apostar na loteria enquanto recebe visitas da muquirana Tia Fifina (Márcia Cabrita) e o que parece ser um cobrador querendo Caco (Luiz Gustavo).                            |                      |                                                                 |                       |                                |                |                                  |                           |

### Filme
| Título | Estreia                 | Escrito por      | Dirigido por |
| --- | ----------------------- | ---------------- | ------------ |
| Sai de Baixo - O Filme | 21 de fevereiro de 2019 | Miguel Falabella | Cris D'Amato |
| Caco sai da cadeia e descobre que o resto da família está falido, e após ser despejado do apartamento no Arouche está morando de favor com Ribamar e sua esposa Cibalena (Cacau Protásio). Na esperança de recuperar o apartamento de Vavá, Caco e Magda separadamente aceitam uma oferta de levar milhões em joias contrabandeadas - ele do tio juiz, Nicolau Antibes (Castrinho), e ela da prima Angelita (Lúcio Mauro Filho) - para o exterior a partir de Foz do Iguaçu. Para isso revivem a Vavatur e criam uma excursão para o lugar. |                         |                  |              |

## Episódios engavetados[8]
- O episódio O Céu Pode Espernear teve duas versões, sendo que a engavetada, com Diogo Vilela no papel que, futuramente seria de Lima Duarte. Boni não gostou dessa versão, considerando-a "uma falha dos atores". Consequentemente, outra versão foi gravada e exibida.
- No episódio Esqueci-me de Mim, no qual Luiz Gustavo não participa, não foi exibido, mas sua chamada foi ao ar ao longo da semana.
- O episódio Quem Vai Ficar com Magda teve duas versões, sendo que a engavetada, com Diogo Vilela, foi encenada no Arouche's Place.

| Nº  | Nº | Título                              | Data da possível exibição | Participação especial         | Escrito por                                         | Dirigido por                 | Cód. |
| --- | -- | ----------------------------------- | ------------------------- | ----------------------------- | --------------------------------------------------- | ---------------------------- | ---- |
| 38  | 38 | O céu pode espernear - versão 2     | 29 de dezembro de 1996    | Diogo Vilela e Tonico Pereira | Elisa Palatnik, Gilmar Rodrigues, Juca Filho e Nani | Denis Carvalho e José Wilker | 135  |
| 167 | 9  | Terapia de auto impacto             | 28 de maio de 2000        |                               |                                                     |                              | 507  |
| 168 | 10 | Quem vai ficar com Magda - versão 1 | 4 de junho de 2000        | Diogo Vilela                  | Nani, Gilberto Loureiro, Duba Elia e Bruno Sampaio  | Jorge Fernando               | 513  |
| 169 | 11 | Esqueci-me de mim                   | 18 de junho de 2000       |                               |                                                     |                              | 504  |

## Episódios reprisados

### 1997
| Nº | Título                      | Data da exibição da reprise | Data da exibição original | Participação especial              | Escrito por                                                                                  | Dirigido por   | Cód. |
| -- | --------------------------- | --------------------------- | ------------------------- | ---------------------------------- | -------------------------------------------------------------------------------------------- | -------------- | ---- |
| 1  | A Festa de Babete           | 5 de janeiro de 1997        | 31 de março de 1996       | Paula Burlamaqui                   | Maria Carmem Barbosa e Miguel Falabella                                                      | Daniel Filho   | 105  |
| 4  | Corra que o Tarado Vem Aí   | 12 de janeiro de 1997       | 21 de abril de 1996       | Nenhuma                            | Maria Carmem Barbosa e Miguel Falabella                                                      | Daniel Filho   | 103  |
| 3  | Nasce Uma Estrela           | 19 de janeiro de 1997       | 14 de abril de 1996       | Nenhuma                            | Elisa Palatnik e Nani                                                                        | Daniel Filho   | 101  |
| 9  | Brasileiros e Brasileiras   | 26 de janeiro de 1997       | 26 de maio de 1996        | Nenhuma                            | Elisa Palatnik, Nani e Juca Filho                                                            | Denis Carvalho | 108  |
| 6  | O Sexo Nosso de Cada Dia    | 2 de fevereiro de 1997      | 5 de maio de 1996         | Rodrigo Santoro                    | Maria Carmem Barbosa e Miguel Falabella                                                      | Daniel Filho   | 102  |
| 11 | Dona Caca Vem Aí            | 9 de fevereiro de 1997      | 9 de junho de 1996        | Nenhuma                            | Flávio de Souza                                                                              | Denis Carvalho | 109  |
| 31 | Choque Cultural             | 16 de fevereiro de 1997     | 10 de novembro de 1996    | Nenhuma                            | Rosana Hermann, Elias Andreatto, Maurício Guilherme, Flávio de Souza e Miguel Falabella      | Denis Carvalho | 133  |
| 16 | Fora Daqui                  | 23 de fevereiro de 1997     | 14 de julho de 1996       | Edson Celulari                     | Flávio de Souza                                                                              | Denis Carvalho | 114  |
| 19 | Damas de Paus               | 2 de março de 1997          | 18 de agosto de 1996      | Dirce Migliaccio e Alexandre Frota | Nani, Elisa Palatnik e Juca Filho                                                            | Denis Carvalho | 121  |
| 21 | Túnel do Tempo              | 9 de março de 1997          | 1 de setembro de 1996     | Nenhuma                            | Flávio de Souza                                                                              | Daniel Filho   | 120  |
| 26 | Me Engana que eu Gosto      | 16 de março de 1997         | 6 de outubro de 1996      | Lima Duarte                        | Rosana Hermann, Elias Andreatto, Maurício Guilherme, Elisa Palatnik, Gilmar Rodrigues e Nani | Denis Carvalho | 130  |
| 30 | Vai Trabalhar, Caco Antibes | 23 de março de 1997         | 3 de novembro de 1996     | Nenhuma                            | Grupo Obrigado Esparro(César Cardoso, Cláudia Souto, Emanuel Jacobina e Mauro Wilson)        | Denis Carvalho | 129  |

### 1998
| Nº | Título                         | Data da exibição da reprise | Data da exibição original | Participação especial            | Escrito por                                                                            | Dirigido por   | Cód. |
| -- | ------------------------------ | --------------------------- | ------------------------- | -------------------------------- | -------------------------------------------------------------------------------------- | -------------- | ---- |
| 43 | Bonitinho, Mas Ordinário       | 4 de janeiro de 1998        | 27 de abril de 1997       | Maitê Proença                    | Nani, Elisa Palatnik, Gilmar Rodrigues, Juca Filho, Cláudio Paiva                      | Daniel Filho   | 208  |
| 53 | Cadê a Minha Mala?             | 11 de janeiro de 1998       | 6 de julho de 1997        | Rosi Campos e Leonardo Brício    | Maurício Guilherme, Rosana Hermann, Elias Andreatto e Flávio de Souza                  | Denis Carvalho | 219  |
| 57 | Os Ricos Também Roubam         | 18 de janeiro de 1998       | 3 de agosto de 1997       | Jacqueline Laurence              | Maurício Guilherme, Rosana Hermann e Elias Andreatto                                   | José Wilker    | 215  |
| 61 | As Gordas de Copacabana        | 25 de janeiro de 1998       | 31 de agosto de 1997      | Aloísio de Abreu                 | Lícia Manzo, Aloísio de Abreu, Bráulio Tavares e Odete Damico                          | Denis Carvalho | 221  |
| 62 | Adivinha quem Vem pra Cidamar  | 1 de fevereiro de 1998      | 7 de setembro de 1997     | Elba Ramalho                     | Lícia Manzo, Aloísio de Abreu, Bráulio Tavares e Odete Damico                          | Denis Carvalho | 223  |
| 63 | As Mulheres Preferem os Louros | 15 de fevereiro de 1998     | 14 de setembro de 1997    | Christiane Torloni e Mário Gomes | Maurício Guilherme, Rosana Hermann e Elias Andreatto                                   | José Wilker    | 227  |
| 65 | A Sacoleira do Arouche         | 1 de março de 1998          | 28 de setembro de 1997    | Rogério Cardoso                  | Bruno Mazzeo, Bernardo Guilherme, Bernardo Jablonski, Marcelo Gonçalves e Paulo Duarte | Denis Carvalho | 225  |
| 67 | Um Certo Capitão Bestalhão     | 8 de março de 1998          | 12 de outubro de 1997     | Nenhuma                          | Nani, Juca Filho, Elisa Palatnik e Gilmar Rodrigues                                    | José Wilker    | 228  |
| 74 | Se Clonar, Clonou              | 15 de março de 1998         | 30 de novembro de 1997    | Adriane Galisteu                 | Nani, Elisa Palatnik, Juca Filho e Gilmar Rodrigues                                    | José Wilker    | 234  |
| 76 | Salvem a Professorinha         | 22 de março de 1998         | 14 de dezembro de 1997    | Fafy Siqueira                    | Bruno Mazzeo, Bernardo Guilherme, Bernardo Jablonski, Marcelo Gonçalves e Paulo Duarte | Denis Carvalho | 240  |

### 1999
| Nº | Título                   | Data da exibição da reprise | Data da exibição original | Participação especial | Escrito por                                                                            | Dirigido por                 | Cód. |
| -- | ------------------------ | --------------------------- | ------------------------- | --------------------- | -------------------------------------------------------------------------------------- | ---------------------------- | ---- |
| 79 | Toma que o Filme é Teu   | 3 de janeiro de 1999        | 29 de março de 1998       |                       | Aloísio de Abreu, Lícia Manzo, Odete Damico e Laerte                                   | Denis Carvalho e José Wilker | 305  |
| 81 | O Bebê de Ribamary       | 10 de janeiro de 1999       | 12 de abril de 1998       |                       | Lícia Manzo, Aloísio de Abreu e Odete Damico                                           | José Wilker                  | 301  |
| 83 | Simpatia é Quase Amor    | 17 de janeiro de 1999       | 26 de abril de 1998       |                       | Nani, Elisa Palatnik, Gilmar Rodrigues e César Cardoso                                 | Denis Carvalho               | 306  |
| 87 | Baixaria na Alta Costura | 24 de janeiro de 1999       | 24 de maio de 1998        | Arlete Salles         | Bruno Mazzeo, Bernardo Jablonski, Bernardo Guilherme, Marcelo Gonçalves e Paulo Duarte | José Wilker                  | 309  |
| 88 | Caiu na Internet é Peixe | 31 de janeiro de 1999       | 31 de maio de 1998        | Luana Piovani         | Bruno Mazzeo, Bernardo Jablonski, Bernardo Guilherme, Marcelo Gonçalves e Paulo Duarte | Denis Carvalho               | 310  |
| 89 | Despidos para Matar      | 7 de fevereiro de 1999      | 7 de junho de 1998        |                       | Aloísio de Abreu, Lícia Manzo, Odete Damico e Laerte                                   | José Wilker                  | 312  |
| 92 | Muito Barulho por Magda  | 21 de fevereiro de 1999     | 28 de junho de 1998       |                       | Nani, Elisa Palatnik, César Cardoso e Gilmar Rodrigues                                 | José Wilker                  | 314  |
| 95 | Ah! Eu Tô Maluco!        | 28 de fevereiro de 1999     | 19 de julho de 1998       | Lúcio Mauro           | Bruno Mazzeo, Bernardo Jablonski, Bernardo Guilherme, Marcelo Gonçalves e Paulo Duarte | José Wilker                  | 318  |
| 97 | Vavá Viu o Viagra        | 7 de março de 1999          | 2 de agosto de 1998       | Maria Padilha         | Nani, Elisa Palatnik, Gilmar Rodrigues e César Cardoso                                 | José Wilker                  | 317  |
| 99 | Mexe e Re-México         | 14 de março de 1999         | 16 de agosto de 1998      |                       | Odete Damico, Lícia Manzo, Aloísio de Abreu e Laerte                                   | José Wilker                  | 319  |

### 2000
| Nº  | Título                         | Data da exibição da reprise | Data da exibição original | Participação especial         | Escrito por                                                                                  | Dirigido por   | Cód. |
| --- | ------------------------------ | --------------------------- | ------------------------- | ----------------------------- | -------------------------------------------------------------------------------------------- | -------------- | ---- |
| 5   | Trocando Seis por Meia Dúzia   | 2 de janeiro de 2000        | 28 de abril de 1996       |                               | Noemi Marinho                                                                                | Daniel Filho   | 106  |
| 7   | Separação de Bens              | 9 de janeiro de 2000        | 12 de maio de 1996        |                               | Flávio de Souza                                                                              | Daniel Filho   | 107  |
| 26  | Me Engana que Eu Gosto         | 16 de janeiro de 2000       | 6 de outubro de 1996      | Lima Duarte                   | Rosana Hermann, Elias Andreatto, Maurício Guilherme, Elisa Palatnik, Gilmar Rodrigues e Nani | Denis Carvalho | 130  |
| 3   | Nasce Uma Estrela              | 23 de janeiro de 2000       | 14 de abril de 1996       |                               | Elisa Palatnik e Nani                                                                        | Daniel Filho   | 101  |
| 53  | Cadê a Minha Mala?             | 30 de janeiro de 2000       | 6 de julho de 1997        | Rosi Campos e Leonardo Brício | Maurício Guilherme, Rosana Hermann, Elias Andreatto e Flávio de Souza                        | Denis Carvalho | 219  |
| 76  | Salvem a Professorinha         | 6 de fevereiro de 2000      | 14 de dezembro de 1997    | Fafy Siqueira                 | Bruno Mazzeo, Bernardo Guilherme, Bernardo Jablonski, Marcelo Gonçalves e Paulo Duarte       | Denis Carvalho | 240  |
| 114 | Um Conde Chamado Desejo        | 13 de fevereiro de 2000     | 29 de novembro de 1998    | Zezé Polessa                  | Bruno Mazzeo, Bernardo Guilherme, Bernardo Jablonski, Marcelo Gonçalves e Paulo Duarte       | José Wilker    | 339  |
| 123 | Uma baba quase perfeita        | 20 de fevereiro de 2000     | 12 de setembro de 1999    | Jorge Fernando                | Nani, Elisa Palatnik, Gilmar Rodrigues e César Cardoso                                       | José Wilker    | 425  |
| 136 | Dona Magda e Seus Dois Maridos | 27 de fevereiro de 2000     | 25 de julho de 1999       | Edson Celulari                | Nani, Elisa Palatnik, Gilmar Rodrigues e César Cardoso                                       | José Wilker    | 418  |
| 132 | Novela da Vida Privada         | 12 de março de 2000         | 27 de junho de 1999       | Tony Ramos                    | Mauro Wilson, Emanuel Jacobina, Aloísio de Abreu, Lícia Manzo e Laerte                       | Denis Carvalho | 414  |
| 34  | Vestido para Matar             | 19 de março de 2000         | 1 de dezembro de 1996     |                               | Maurício Guilherme, Elias Andreatto, Rosana Hermann e Flávio de Souza                        | José Wilker    | 132  |
| 36  | Programa de Índio              | 26 de março de 2000         | 15 de dezembro de 1996    | Natália do Vale               | Elisa Palatnik, Gilmar Rodrigues, Juca Filho e Nani                                          | José Wilker    | 138  |

### 2017
Em 28 de abril de 2017, a Rede Globo anunciou a reprise de Sai de Baixo na Sessão Comédia, exibida aos sábados às 14h, após o Jornal Hoje, para emissoras próprias e afiliadas que não possuem programação local. Também é transmitido pela parabólica e no GloboPlay.
A estreia se deu no dia 6 de maio. Os episódios reexibidos para onde não existe programação local foram esses:
| Nº  | Título                                                 | Data da exibição da reprise | Data da exibição original                                          | Participação especial        | Escrito por | Dirigido por                 | Pontos de Audiência |
| --- | ------------------------------------------------------ | --------------------------- | ------------------------------------------------------------------ | ---------------------------- | --- | ---------------------------- | ------------------- |
| 1   | A Festa de Babete                                      | 6 de maio de 2017           | 31 de março de 1996                                                | Paula Burlamaqui             | Maria Carmem Barbosa e Miguel Falabella | Daniel Filho                 | 10,8                |
| 9   | Brasileiros e Brasileiras                              | 13 de maio de 2017          | 26 de maio de 1996                                                 | Nenhuma                      | Elisa Palatnik, Nani e Juca Filho | Dennis Carvalho              | 11,1                |
| 59  | Odara ou Desce                                         | 20 de maio de 2017          | 17 de agosto de 1997                                               | Nair Bello                   | Elisa Palatnik, Gilmar Rodrigues, Juca Filho e Nani. | Dennis Carvalho              | 12,5                |
| 111 | As Sete Vidas de Caco Antibes                          | 27 de maio de 2017          | 8 de novembro de 1998                                              | Nenhuma                      | Bruno Mazzeo, Bernardo Guilherme, Bernardo Jablonski, Marcelo Gonçalves e Paulo Duarte.                                                                                          | José Wilker                  | 12,5                |
| 34  | Vestido para Matar                                     | 10 de junho de 2017         | 1 de dezembro de 1996                                              | Nenhuma                      | Maurício Guilherme, Elias Andreatto, Rosana Hermann, Flávio de Souza | José Wilker                  | 10,3                |
| 44  | Coelhos na Cartola                                     | 17 de junho de 2017         | 4 de maio de 1997                                                  | Luís Salém                   | Miguel Falabella | Dennis Carvalho              | 10,7                |
| 198 | Miami ou Me Deixe                                      | 24 de junho de 2017         | 1 de abril de 2001                                                 | Alexandre Borges             | Mauro Wilson | Jorge Fernando               | 10,1                |
| 79  | Toma que o filme é teu (versão pré-gravada do ao vivo) | 1 de julho de 2017          | 29 de março de 1998 (ao vivo) / 3 de janeiro de 1999 (essa versão) | Nenhuma                      | Aloísio de Abreu, Lícia Manzo, Odete Damico, Laerte, Cláudio Paiva | José Wilker                  | 12,9                |
| 175 | Quem te viu, quem TV                                   | 8 de julho de 2017          | 23 de julho de 2000                                                | Nenhuma                      | Bruno Mazzeo, Bernardo Jablonski, Cláudio Torres Gonzaga, César Cardoso, Juca Filho                                                                                              | Dennis Carvalho              | 11,4                |
| 143 | Uma Baba Quase Perfeita                                | 15 de julho de 2017         | 12 de setembro de 1999                                             | Jorge Fernando               | Bernardo Guilherme, Marcelo Gonçalves, Márcio Wilson, Juca Filho e Cláudio Paiva.                                                                                                | José Wilker                  | 11,2                |
| 69  | A Família Dó-Ré-Riba                                   | 22 de julho de 2017         | 26 de outubro de 1997                                              | Nenhuma                      | Lícia Manzo, Aloísio de Abreu, Bráulio Tavares, Odete Damico e Cláudio Paiva | Dennis Carvalho              | 12,3                |
| 96  | Implode Coração                                        | 29 de julho de 2017         | 26 de julho de 1998                                                | Nenhuma                      | Nani, Elisa Palatnik, César Cardoso, Gilmar Rodrigues, Juca Filho e Cláudio Paiva                                                                                                | José Wilker                  | 12,5                |
| 42  | Dá no pé, louro                                        | 5 de agosto de 2017         | 20 de abril de 1997                                                | Nenhuma                      | Nani, Elisa Palatnik, César Cardoso, Gilmar Rodrigues, Juca Filho e Cláudio Paiva                                                                                                | José Wilker                  | 13,1                |
| 8   | Uma Morta Muito Viva                                   | 12 de agosto de 2017        | 19 de maio de 1996                                                 | Nenhuma                      | Grupo Obrigado Esparro (César Cardoso, Cláudia Souto, Emanuel Jacobina, Juca Filho e Mauro Wilson) e Cláudio Paiva                                                               | Dennis Carvalho              | 11,8                |
| 99  | Mexe e Re-México                                       | 19 de agosto de 2017        | 16 de agosto de 1998                                               | Nenhuma                      | Aloísio de Abreu, Odete Damico, Lícia Manzo, Laerte, Juca Filho e Cláudio Paiva.                                                                                                 | José Wilker                  | 13,1                |
| 119 | Pedras e Danos                                         | 26 de agosto de 2017        | 28 de março de 1999                                                | Nenhuma                      | Nani, Elisa Palatnik, César Cardoso, Gilmar Rodrigues, Juca Filho e Cláudio Paiva                                                                                                | José Wilker                  | 11,2                |
| 30  | Vai Trabalhar, Caco Antibes                            | 2 de setembro de 2017       | 3 de novembro de 1996                                              | Nenhuma                      | Grupo Obrigado Esparro (César Cardoso, Cláudia Souto, Emanuel Jacobina, Mauro Wilson) e Cláudio Paiva                                                                            | Dennis Carvalho              | 10,5                |
| 58  | Ghost Não Se Discute                                   | 9 de setembro de 2017       | 10 de agosto de 1997                                               | José Wilker                  | Lícia Manzo, Aloísio de Abreu, Bráulio Tavares, Odete Damico e Cláudio Paiva | José Wilker                  | 11,6                |
| 128 | Ida e Volta pro Futuro                                 | 16 de setembro de 2017      | 30 de maio de 1999                                                 | Oscar Magrini                | Nani, Elisa Palatnik, César Cardoso, Gilmar Rodrigues, Juca Filho e Cláudio Paiva                                                                                                | José Wilker                  | 12,1                |
| 29  | Filha da mãe                                           | 23 de setembro de 2017      | 27 de outubro de 1996                                              | Laura Cardoso                | Flávio de Souza, Maurício Guilherme, Elias Andreatto, Juca Filho e Cláudio Paiva                                                                                                 | Dennis Carvalho              | 12,1                |
| 178 | A Mentira Tem Pernas Cabeludas                         | 30 de setembro de 2017      | 13 de agosto de 2000                                               | Nenhuma                      | Bruno Mazzeo, Bernardo Jablonski, Cláudio Torres Gonzaga, João Avelino, César Cardoso, Juca Filho e Cláudio Paiva                                                                | Jorge Fernando               | 12,6                |
| 72  | O Laquê Diabólico                                      | 7 de outubro de 2017        | 16 de novembro de 1997                                             | José de Abreu                | Lícia Manzo, Aloísio de Abreu, Bráulio Tavares, Odete Damico e Cláudio Paiva | José Wilker                  | 12,7                |
| 144 | Prega na Mentira                                       | 14 de outubro de 2017       | 19 de setembro de 1999                                             | Nenhuma                      | Bernardo Guilherme, Marcelo Gonçalves, Márcio Wilson, Juca Filho e Cláudio Paiva.                                                                                                | José Wilker                  | 10,7                |
| 31  | Choque Cultural                                        | 21 de outubro de 2017       | 10 de novembro de 1996                                             | Nenhuma                      | Rosana Hermann, Elias Andreatto, Maurício Guilherme, Flávio de Souza e Miguel Falabella                                                                                          | Dennis Carvalho              | 11,3                |
| 84  | Fraturando Alto                                        | 28 de outubro de 2017       | 3 de maio de 1998                                                  | Nenhuma                      | Nani, Elisa Palatnik, César Cardoso, Gilmar Rodrigues, Juca Filho e Cláudio Paiva                                                                                                | José Wilker                  | 10,1                |
| 60  | A Rainha do Cangaço                                    | 4 de novembro de 2017       | 24 de agosto de 1997                                               | Nenhuma                      | Rosana Hermann, Elias Andreatto, Maurício Guilherme, Flávio de Souza | José Wilker                  | 11,4                |
| 7   | Separação de Bens                                      | 18 de novembro de 2017      | 12 de maio de 1996                                                 | Nenhuma                      | Flávio de Souza e Cláudio Paiva | Daniel Filho                 | 10,6                |
| 124 | Demissão Impossível                                    | 25 de novembro de 2017      | 2 de maio de 1999                                                  | Nenhuma                      | Aloísio de Abreu, Lícia Manzo, Laerte, Mauro Wilson, Emanuel Jacobina, Juca Filho e Cláudio Paiva.                                                                               | José Wilker                  | 10,9                |
| 18  | Chez Cassandra                                         | 2 de dezembro de 2017       | 11 de agosto de 1996                                               | Angélica                     | Rosana Hermann e Flávio de Souza | Dennis Carvalho              | 11,1                |
| 108 | Uma Dupla Personalidade do Barulho                     | 9 de dezembro de 2017       | 18 de outubro de 1998                                              | Nenhuma                      | Nani, Elisa Palatnik, César Cardoso, Gilmar Rodrigues e Juca Filho | José Wilker                  | 10,5                |
| 228 | Rebu de Natal                                          | 23 de dezembro de 2017      | 23 de dezembro de 2001                                             | Tarcísio Meira               | Mauro Wilson | Dennis Carvalho              | 10,7                |
| 38  | O Céu Pode Espernear                                   | 30 de dezembro de 2017      | 29 de dezembro de 1996                                             | Lima Duarte e Tonico Pereira | Elisa Palatnik, Gilmar Rodrigues, Juca Filho, Nani e Cláudio Paiva. Colaboração: Grupo Obrigado Esparro (César Cardoso, Cláudia Souto, Emanuel Jacobina, Mauro Wilson) e Laerte. | Denis Carvalho e José Wilker | 11,0                |

No dia 10 de julho de 2017, devido ao sucesso do programa, a Globo decidiu transformar a reprise de Sai de Baixo em uma atração nacional a partir do dia 15 de julho, sábado seguinte. Para resolver a questão, a Globo passou a exibir dois episódios aos sábados e excluiu o nome Sessão Comédia.
O primeiro, de 14h às 14h40 é exibido apenas em emissoras que não têm programa local, como já era antes. O segundo, de 14h40 às 15h10, é exibido praticamente em rede: ficaram de fora afiliadas como a TV Verdes Mares, a Rede Amazônica e a RPC do Paraná, que optaram por não exibir o programa.
Episódios reexibidos em rede:
| Nº  | Título                            | Data da exibição da reprise | Data da exibição original | Participação especial                        | Escrito por | Dirigido por    | Pontos de Audiência |
| --- | --------------------------------- | --------------------------- | ------------------------- | -------------------------------------------- | --- | --------------- | ------------------- |
| 135 | Deu Plano pra Manga               | 15 de julho de 2017         | 18 de julho de 1999       | Paulo Cesar Grande                           | Aloísio de Abreu, Lícia Manzo, Laerte, Mauro Wilson, Emanuel Jacobina, Juca Filho e Cláudio Paiva.                             | José Wilker     | 11,2                |
| 75  | Vidas Mal Passadas                | 22 de julho de 2017         | 7 de dezembro de 1997     | Nenhuma                                      | Elisa Palatnik, Gilmar Rodrigues, César Cardoso, Juca Filho, Nani e Cláudio Paiva                                              | Dennis Carvalho | 12,3                |
| 106 | Um Candidato Bom Pra Cachorro     | 29 de julho de 2017         | 4 de outubro de 1998      | Nenhuma                                      | Nani, Elisa Palatnik, César Cardoso, Gilmar Rodrigues, Juca Filho e Cláudio Paiva                                              | José Wilker     | 12,5                |
| 46  | Ela deu o rádio                   | 5 de agosto de 2017         | 18 de maio de 1997        | Nenhuma                                      | Flávio de Souza, Rosana Hermann, Elias Andreatto, Maurício Guilherme                                                           | José Wilker     | 13,1                |
| 24  | Rapadura Man                      | 12 de agosto de 2017        | 22 de setembro de 1996    | Nenhuma                                      | Grupo Obrigado Esparro (César Cardoso, Cláudia Souto, Emanuel Jacobina, Juca Filho e Mauro Wilson) e Cláudio Paiva             | Dennis Carvalho | 11,8                |
| 101 | Quem Canta Seus Malas Espanta     | 19 de agosto de 2017        | 30 de agosto de 1998      | Nenhuma                                      | Bruno Mazzeo, Bernardo Guilherme, Bernardo Jablonski, Marcelo Gonçalves, Paulo Duarte, Juca Filho.                             | José Wilker     | 13,1                |
| 138 | Nunca te vi, nunca te amei        | 26 de agosto de 2017        | 8 de agosto de 1999       | Nenhuma                                      | Nani, Elisa Palatnik, César Cardoso, Gilmar Rodrigues, Juca Filho e Cláudio Paiva                                              | José Wilker     | 11,2                |
| 10  | RibaTur Turismo                   | 2 de setembro de 2017       | 2 de junho de 1996        | Tato Gabus Mendes                            | Grupo Obrigado Esparro (César Cardoso, Cláudia Souto, Emanuel Jacobina, Juca Filho e Mauro Wilson) e Cláudio Paiva             | Dennis Carvalho | 10,5                |
| 57  | Os Ricos Também Roubam            | 9 de setembro de 2017       | 3 de agosto de 1997       | Jacqueline Laurence                          | Flávio de Souza, Rosana Hermann, Elias Andreatto, Maurício Guilherme                                                           | José Wilker     | 11,6                |
| 80  | Mãe Só Tem Duas                   | 16 de setembro de 2017      | 5 de abril de 1998        | Nenhuma                                      | Aloísio de Abreu, Lícia Manzo, Laerte, Odete Damico, Juca Filho e Cláudio Paiva.                                               | Dennis Carvalho | 12,1                |
| 27  | Barrados no baile                 | 23 de setembro de 2017      | 13 de outubro de 1996     | Nenhuma                                      | Nani, Elisa Palatnik, César Cardoso, Gilmar Rodrigues, Juca Filho e Cláudio Paiva                                              | Dennis Carvalho | 12,1                |
| 180 | Algo de Podre no Reino do Arouche | 30 de setembro de 2017      | 27 de agosto de 2000      | Nenhuma                                      | Bernardo Jablonski, Cláudio Torres Gonzaga, João Avelino, Heloísa Perissé, César Cardoso, Juca Filho e Cláudio Paiva           | Jorge Fernando  | 12,6                |
| 62  | Adivinha quem Vem pra Cidamar     | 7 de outubro de 2017        | 7 de setembro de 1997     | Elba Ramalho                                 | Lícia Manzo, Aloísio de Abreu, Bráulio Tavares, Odete Damico e Cláudio Paiva                                                   | Dennis Carvalho | 12,7                |
| 122 | O Último Tango no Arouche         | 14 de outubro de 2017       | 18 de abril de 1999       | Nenhuma                                      | Bernardo Guilherme, Marcelo Gonçalves, Márcio Wilson, Mauro Wilson, Emanuel Jacobina, Juca Filho e Cláudio Paiva.              | José Wilker     | 10,7                |
| 5   | Trocando Seis por Meia Dúzia      | 21 de outubro de 2017       | 28 de abril de 1996       | Nenhuma                                      | Noemi Marinho e Cláudio Paiva.                                                                                                 | Daniel Filho    | 11,3                |
| 87  | Baixaria na Alta Costura          | 28 de outubro de 2017       | 24 de maio de 1998        | Arlete Salles                                | Bruno Mazzeo, Bernardo Guilherme, Bernardo Jablonski, Marcelo Gonçalves, Paulo Duarte, Juca Filho e Cláudio Paiva.             | José Wilker     | 10,1                |
| 52  | É Ripa na Chulipa!                | 4 de novembro de 2017       | 29 de junho de 1997       | Francisco Milani                             | Nani, Elisa Palatnik, Gilmar Rodrigues, Juca Filho e Cláudio Paiva                                                             | Dennis Carvalho | 11,4                |
| 21  | Túnel do Tempo                    | 18 de novembro de 2017      | 1 de setembro de 1996     | Nenhuma                                      | Flávio de Souza e Cláudio Paiva                                                                                                | Dennis Carvalho | 10,6                |
| 130 | Emergente como a Gente            | 25 de novembro de 2017      | 13 de junho de 1999       | Nenhuma                                      | Nani, Elisa Palatnik, César Cardoso, Gilmar Rodrigues, Juca Filho e Cláudio Paiva                                              | José Wilker     | 10,9                |
| 26  | Me engana q gosto                 | 2 de dezembro de 2017       | 6 de outubro de 1996      | Lima Duarte                                  | Rosana Hermann, Flávio de Souza e Cláudio Paiva                                                                                | Dennis Carvalho | 11,1                |
| 154 | A vaca foi pro brejo              | 9 de dezembro de 2017       | 28 de novembro de 1999    | Leonardo e Lucas Hornos                      | Nani, Elisa Palatnik, César Cardoso, Gilmar Rodrigues, Juca Filho e Cláudio Paiva                                              | José Wilker     | 10,5                |
| 77  | Presepada de Natal                | 23 de dezembro de 2017      | 21 de dezembro de 1997    | Rita Lee e Roberto de Carvalho (no piano)    | Nani, Elisa Palatnik, César Cardoso, Gilmar Rodrigues, Juca Filho e Cláudio Paiva                                              | José Wilker     | 10,7                |
| 197 | 2001: Uma Epopeia no Arouche      | 30 de dezembro de 2017      | 31 de dezembro de 2000    | Cláudia Raia, Marcelo Faria e Jorge Fernando | Bruno Sampaio, Adriana Chevalier, Aline Garbati, Nani, Gilberto Loureiro, Duba Elia, César Cardoso, Juca Filho e Cláudio Paiva | Jorge Fernando  | 11,0                |

No dia 11 de novembro de 2017, a Globo exibiu o treino classificatório do GP do Brasil de F1 no horário do Sai de Baixo - 14h às 15h10. Por ocasião do horário de verão, nos estados onde a Globo exibe a Rede Fuso, foi reexibido o episódio "Quem te viu, quem TV", que já havia ido ao ar em 8 de julho, em geração para cidades sem programas locais e última semana antes da estreia do bloco em rede. O episódio entrou na sequência do treino da F1 e antes do Estrelas, enquanto as emissoras que seguem o horário de verão, emendaram o Estrelas ao treino.

### 2018
Em 2018, a Rede Globo prosseguiu com a reprise de Sai de Baixo nos sábados. Os episódios reexibidos para onde não existe programação local (14h) foram esses:
| Nº  | Título                                                              | Data da exibição da reprise | Data da exibição original                                          | Participação especial        | Escrito por | Dirigido por                 | Pontos de Audiência |
| --- | ------------------------------------------------------------------- | --------------------------- | ------------------------------------------------------------------ | ---------------------------- | --- | ---------------------------- | ------------------- |
| 132 | Novela da Vida Privada                                              | 6 de janeiro de 2018        | 27 de junho de 1999                                                | Tony Ramos                   | Aloísio de Abreu, Lícia Manzo, Laerte, Mauro Wilson, Emanuel Jacobina, Juca Filho e Cláudio Paiva.                                                                               | ?                            | 11,1                |
| 44  | Coelhos na Cartola (re-reprise)                                     | 13 de janeiro de 2018       | 4 de maio de 1997                                                  | Luís Salém                   | Miguel Falabella | Dennis Carvalho              | 13,0                |
| 1   | A Festa de Babete (re-reprise)                                      | 20 de janeiro de 2018       | 31 de março de 1996                                                | Paula Burlamaqui             | Maria Carmem Barbosa e Miguel Falabella | Daniel Filho                 | 11,7                |
| 225 | Caco Antibes e os sete anões                                        | 27 de janeiro de 2018       | 7 de outubro de 2001                                               | Nenhuma                      | César Cardoso, Gilmar Rodrigues, Aloísio de Abreu e Mauro Wilson. | Cininha de Paula             | 11,6                |
| 111 | As Sete Vidas de Caco Antibes (re-reprise)                          | 3 de fevereiro de 2018      | 8 de novembro de 1998                                              | Nenhuma                      | Bruno Mazzeo, Bernardo Guilherme, Bernardo Jablonski, Marcelo Gonçalves e Paulo Duarte.                                                                                          | José Wilker                  | 12,2                |
| 175 | Quem te viu, quem TV (re-reprise)                                   | 17 de fevereiro de 2018     | 23 de julho de 2000                                                | Nenhuma                      | Bruno Mazzeo, Bernardo Jablonski, Cláudio Torres Gonzaga, César Cardoso, Juca Filho                                                                                              | Dennis Carvalho              | 12,9                |
| 143 | Uma Baba Quase Perfeita (re-reprise)                                | 24 de fevereiro de 2018     | 12 de setembro de 1999                                             | Jorge Fernando               | Bernardo Guilherme, Marcelo Gonçalves, Márcio Wilson, Juca Filho e Cláudio Paiva.                                                                                                | José Wilker                  | 12,3                |
| 29  | Filha da mãe (re-reprise)                                           | 3 de março de 2018          | 27 de outubro de 1996                                              | Laura Cardoso                | Flávio de Souza, Maurício Guilherme, Elias Andreatto, Juca Filho e Cláudio Paiva                                                                                                 | Dennis Carvalho              | 11,8                |
| 218 | De caco com a máfia                                                 | 10 de março de 2018         | 19 de agosto de 2001                                               | Nenhuma                      | Aloísio de Abreu, Gilmar Rodrigues, Nilton Braga e Mauro Wilson. | Dennis Carvalho              | 11,1                |
| 8   | Uma Morta Muito Viva (re-reprise)                                   | 17 de março de 2018         | 19 de maio de 1996                                                 | Nenhuma                      | Grupo Obrigado Esparro (César Cardoso, Cláudia Souto, Emanuel Jacobina, Juca Filho e Mauro Wilson) e Cláudio Paiva                                                               | Dennis Carvalho              | 11,4                |
| 42  | Dá no pé, louro (re-reprise)                                        | 24 de março de 2018         | 20 de abril de 1997                                                | Nenhuma                      | Nani, Elisa Palatnik, César Cardoso, Gilmar Rodrigues, Juca Filho e Cláudio Paiva                                                                                                | José Wilker                  | 11,0                |
| 119 | Pedras e Danos (re-reprise)                                         | 31 de março de 2018         | 28 de março de 1999                                                | Nenhuma                      | Nani, Elisa Palatnik, César Cardoso, Gilmar Rodrigues, Juca Filho e Cláudio Paiva                                                                                                | José Wilker                  | (Não exibido em SP) |
| 99  | Mexe e Re-México (re-reprise)                                       | 7 de abril de 2018          | 16 de agosto de 1998                                               | Nenhuma                      | Aloísio de Abreu, Odete Damico, Lícia Manzo, Laerte, Juca Filho e Cláudio Paiva.                                                                                                 | José Wilker                  | 11,0                |
| 34  | Vestido para Matar (re-reprise)                                     | 14 de abril de 2018         | 1 de dezembro de 1996                                              | Nenhuma                      | Maurício Guilherme, Elias Andreatto, Rosana Hermann, Flávio de Souza | José Wilker                  | 12,7                |
| 200 | Algo de brega no reino da Dinamarca                                 | 21 de abril de 2018         | 15 de abril de 2001                                                | Francisco Cuoco              | Aloísio de Abreu, César Cardoso, Gilmar Rodrigues e Mauro Wilson | ?                            | 11,8                |
| 124 | Demissão Impossível (re-reprise)                                    | 28 de abril de 2018         | 2 de maio de 1999                                                  | Nenhuma                      | Aloísio de Abreu, Lícia Manzo, Laerte, Mauro Wilson, Emanuel Jacobina, Juca Filho e Cláudio Paiva.                                                                               | José Wilker                  | 11,5                |
| 58  | Ghost Não Se Discute (re-reprise)                                   | 5 de maio de 2018           | 10 de agosto de 1997                                               | José Wilker                  | Lícia Manzo, Aloísio de Abreu, Bráulio Tavares, Odete Damico e Cláudio Paiva | José Wilker                  | 11,7                |
| 30  | Vai Trabalhar, Caco Antibes (re-reprise)                            | 12 de maio de 2018          | 3 de novembro de 1996                                              | Nenhuma                      | Grupo Obrigado Esparro (César Cardoso, Cláudia Souto, Emanuel Jacobina, Mauro Wilson) e Cláudio Paiva                                                                            | Dennis Carvalho              | 12,0                |
| 236 | A Caca foi pro brejo                                                | 19 de maio de 2018          | 24 de fevereiro de 2002                                            | Nenhuma                      | Mauro Wilson | José Wilker                  | 13,0                |
| 128 | Ida e Volta pro Futuro (re-reprise)                                 | 2 de junho de 2018          | 30 de maio de 1999                                                 | Oscar Magrini                | Nani, Elisa Palatnik, César Cardoso, Gilmar Rodrigues, Juca Filho e Cláudio Paiva                                                                                                | José Wilker                  | 12,4                |
| 18  | Chez Cassandra (re-reprise)                                         | 9 de junho de 2018          | 11 de agosto de 1996                                               | Angélica                     | Rosana Hermann e Flávio de Souza | Dennis Carvalho              | 10,1                |
| 84  | Fraturando Alto (re-reprise)                                        | 21 de julho de 2018         | 3 de maio de 1998                                                  | Nenhuma                      | Nani, Elisa Palatnik, César Cardoso, Gilmar Rodrigues, Juca Filho e Cláudio Paiva                                                                                                | José Wilker                  | 11,3                |
| 60  | A Rainha do Cangaço (re-reprise)                                    | 28 de julho de 2018         | 24 de agosto de 1997                                               | Nenhuma                      | Rosana Hermann, Elias Andreatto, Maurício Guilherme, Flávio de Souza | José Wilker                  | 10,1                |
| 238 | My fair mula                                                        | 04 de agosto de 2018        | 10 de março de 2002                                                | Edson Celulari               | Mauro Wilson | Dennis Carvalho              | 11,9                |
| 144 | Prega na Mentira (re-reprise)                                       | 11 de agosto de 2018        | 19 de setembro de 1999                                             | Nenhuma                      | Bernardo Guilherme, Marcelo Gonçalves, Márcio Wilson, Juca Filho e Cláudio Paiva.                                                                                                | José Wilker                  | 9,8                 |
| 72  | O Laquê Diabólico (re-reprise)                                      | 18 de agosto de 2018        | 16 de novembro de 1997                                             | José de Abreu                | Lícia Manzo, Aloísio de Abreu, Bráulio Tavares, Odete Damico e Cláudio Paiva | José Wilker                  | 10,2                |
| 178 | A Mentira Tem Pernas Cabeludas (re-reprise)                         | 25 de agosto de 2018        | 13 de agosto de 2000                                               | Nenhuma                      | Bruno Mazzeo, Bernardo Jablonski, Cláudio Torres Gonzaga, João Avelino, César Cardoso, Juca Filho e Cláudio Paiva                                                                | Jorge Fernando               | 10,9                |
| 75  | Vidas Mal Passadas (re-reprise)                                     | 1 de setembro de 2018       | 7 de dezembro de 1997                                              | Nenhuma                      | Elisa Palatnik, Gilmar Rodrigues, César Cardoso, Juca Filho, Nani e Cláudio Paiva                                                                                                | Dennis Carvalho              | 9,8                 |
| 31  | Choque Cultural (re-reprise)                                        | 8 de setembro de 2018       | 10 de novembro de 1996                                             | Nenhuma                      | Rosana Hermann, Elias Andreatto, Maurício Guilherme, Flávio de Souza e Miguel Falabella                                                                                          | Dennis Carvalho              | 9,3                 |
| 5   | Trocando Seis por Meia Dúzia (re-reprise)                           | 15 de setembro de 2018      | 28 de abril de 1996                                                | Nenhuma                      | Noemi Marinho e Cláudio Paiva. | Daniel Filho                 | 9,3                 |
| 227 | A raposa loura contra a cobra cabeluda                              | 22 de setembro de 2018      | 21 de outubro de 2001                                              | Nenhuma                      | Mauro Wilson | José Wilker                  | 9,2                 |
| 212 | E o índio levou...                                                  | 29 de setembro de 2018      | 8 de julho de 2001                                                 | Alexandre Barillari          | Mauro Wilson | Cininha de Paula             | 9,6                 |
| 7   | Separação de Bens (re-reprise)                                      | 6 de outubro de 2018        | 12 de maio de 1996                                                 | Nenhuma                      | Flávio de Souza e Cláudio Paiva | Daniel Filho                 | 12,2                |
| 111 | As Sete Vidas de Caco Antibes (3ª reprise)                          | 13 de outubro de 2018       | 8 de novembro de 1998                                              | Nenhuma                      | Bruno Mazzeo, Bernardo Guilherme, Bernardo Jablonski, Marcelo Gonçalves e Paulo Duarte.                                                                                          | José Wilker                  | 9,2                 |
| 154 | A vaca foi pro brejo (re-reprise)                                   | 20 de outubro de 2018       | 28 de novembro de 1999                                             | Leonardo e Lucas Hornos      | Nani, Elisa Palatnik, César Cardoso, Gilmar Rodrigues, Juca Filho e Cláudio Paiva                                                                                                | José Wilker                  | 9,9                 |
| 133 | Um Dia da Caca, Outro do Caçador                                    | 27 de outubro de 2018       | 4 de julho de 1999                                                 | Ernani Moraes                | Aloísio de Abreu, Lícia Manzo, Laerte, Mauro Wilson, Emanuel Jacobina, Nani, Elisa Palatnik, César Cardoso, Gilmar Rodrigues, Juca Filho e Cláudio Paiva                         | José Wilker                  | 12,0                |
| 132 | Novela da Vida Privada (re-reprise)                                 | 3 de novembro de 2018       | 27 de junho de 1999                                                | Tony Ramos                   | Aloísio de Abreu, Lícia Manzo, Laerte,Mauro Wilson, Emanuel Jacobina, Juca Filho e Cláudio Paiva.                                                                                | ?                            | 10,3                |
| 236 | A Caca foi pro brejo (re-reprise)                                   | 10 de novembro de 2018      | 24 de fevereiro de 2002                                            | Nenhuma                      | Mauro Wilson | José Wilker                  | 9,0                 |
| 1   | A Festa de Babete (3ª reprise)                                      | 17 de novembro de 2018      | 31 de março de 1996                                                | Paula Burlamaqui             | Maria Carmem Barbosa e Miguel Falabella | Daniel Filho                 | 10,4                |
| 225 | Caco Antibes e os sete anões (re-reprise)                           | 24 de novembro de 2018      | 7 de outubro de 2001                                               | Nenhuma                      | César Cardoso, Gilmar Rodrigues, Aloísio de Abreu e Mauro Wilson. | Cininha de Paula             | 10,2                |
| 79  | Toma que o filme é teu (3ª reprise) (versão pré-gravada do ao vivo) | 1 de dezembro de 2018       | 29 de março de 1998 (ao vivo) / 3 de janeiro de 1999 (essa versão) | Nenhuma                      | Aloísio de Abreu, Lícia Manzo, Odete Damico, Laerte, Cláudio Paiva | José Wilker                  | 10,4                |
| 69  | A Família Dó-Ré-Riba (re-reprise)                                   | 8 de dezembro de 2018       | 26 de outubro de 1997                                              | Nenhuma                      | Lícia Manzo, Aloísio de Abreu, Bráulio Tavares, Odete Damico e Cláudio Paiva | Dennis Carvalho              | 11,4                |
| 175 | Quem te viu, quem TV (3ª reprise)                                   | 15 de dezembro de 2018      | 23 de julho de 2000                                                | Nenhuma                      | Bruno Mazzeo, Bernardo Jablonski, Cláudio Torres Gonzaga, César Cardoso, Juca Filho                                                                                              | Dennis Carvalho              | 10,9                |
| 38  | O Céu Pode Espernear (re-reprise)                                   | 29 de dezembro de 2018      | 29 de dezembro de 1996                                             | Lima Duarte e Tonico Pereira | Elisa Palatnik, Gilmar Rodrigues, Juca Filho, Nani e Cláudio Paiva. Colaboração: Grupo Obrigado Esparro (César Cardoso, Cláudia Souto, Emanuel Jacobina, Mauro Wilson) e Laerte. | Denis Carvalho e José Wilker | 10,1                |

Episódios reexibidos em rede (14h40):
| Nº  | Título                                                              | Data da exibição da reprise | Data da exibição original                                          | Participação especial                        | Escrito por | Dirigido por    | Pontos de Audiência |
| --- | ------------------------------------------------------------------- | --------------------------- | ------------------------------------------------------------------ | -------------------------------------------- | --- | --------------- | ------------------- |
| 182 | Pobre, Porém Desonesto                                              | 6 de janeiro de 2018        | 10 de setembro de 2000                                             | Nenhuma                                      | Adriana Chevalier, Aline Garbati, Bernardo Guilherme, Marcelo Gonçalves, César Cardoso, Juca Filho e Cláudio Paiva             | ?               | 11,1                |
| 59  | Odara ou Desce (re-reprise)                                         | 13 de janeiro de 2018       | 17 de agosto de 1997                                               | Nair Bello                                   | Elisa Palatnik, Gilmar Rodrigues, Juca Filho e Nani.                                                                           | ?               | 13,0                |
| 9   | Brasileiros e Brasileiras (re-reprise)                              | 20 de janeiro de 2018       | 26 de maio de 1996                                                 | Nenhuma                                      | Elisa Palatnik, Nani e Juca Filho                                                                                              | Dennis Carvalho | 11,7                |
| 203 | Luz, câmera, armação!                                               | 27 de janeiro de 2018       | 6 de maio de 2001                                                  | Roberto Battaglin                            | César Cardoso, Gilmar Rodrigues, Aloísio de Abreu e Mauro Wilson.                                                              | ?               | 11,6                |
| 79  | Toma que o filme é teu (re-reprise) (versão pré-gravada do ao vivo) | 3 de fevereiro de 2018      | 29 de março de 1998 (ao vivo) / 3 de janeiro de 1999 (essa versão) | Nenhuma                                      | Aloísio de Abreu, Lícia Manzo, Odete Damico, Laerte, Cláudio Paiva                                                             | José Wilker     | 12,2                |
| 198 | Miami ou Me Deixe (re-reprise)                                      | 17 de fevereiro de 2018     | 1 de abril de 2001                                                 | Alexandre Borges                             | Mauro Wilson | Jorge Fernando  | 12,9                |
| 135 | Deu Plano pra Manga (re-reprise)                                    | 24 de fevereiro de 2018     | 18 de julho de 1999                                                | Paulo Cesar Grande                           | Aloísio de Abreu, Lícia Manzo, Laerte, Mauro Wilson, Emanuel Jacobina, Juca Filho e Cláudio Paiva.                             | José Wilker     | 12,3                |
| 27  | Barrados no baile (re-reprise)                                      | 3 de março de 2018          | 13 de outubro de 1996                                              | Nenhuma                                      | Nani, Elisa Palatnik, César Cardoso, Gilmar Rodrigues, Juca Filho e Cláudio Paiva                                              | Dennis Carvalho | 11,8                |
| 205 | Trair e cozinhar é só começar                                       | 10 de março de 2018         | 20 de maio de 2001                                                 | Nenhuma                                      | Aloísio de Abreu, Gilmar Rodrigues, Nilton Braga e Mauro Wilson.                                                               | José Wilker     | 11,1                |
| 24  | Rapadura Man (re-reprise)                                           | 17 de março de 2018         | 22 de setembro de 1996                                             | Nenhuma                                      | Grupo Obrigado Esparro (César Cardoso, Cláudia Souto, Emanuel Jacobina, Juca Filho e Mauro Wilson) e Cláudio Paiva             | Dennis Carvalho | 11,4                |
| 46  | Ela deu o rádio (re-reprise)                                        | 24 de março de 2018         | 18 de maio de 1997                                                 | Nenhuma                                      | Flávio de Souza, Rosana Hermann, Elias Andreatto, Maurício Guilherme                                                           | José Wilker     | 11,0                |
| 138 | Nunca te vi, nunca te amei (re-reprise)                             | 31 de março de 2018         | 8 de agosto de 1999                                                | Nenhuma                                      | Nani, Elisa Palatnik, César Cardoso, Gilmar Rodrigues, Juca Filho e Cláudio Paiva                                              | José Wilker     | (Não exibido em SP) |
| 101 | Quem Canta Seus Malas Espanta (re-reprise)                          | 7 de abril de 2018          | 30 de agosto de 1998                                               | Nenhuma                                      | Bruno Mazzeo, Bernardo Guilherme, Bernardo Jablonski, Marcelo Gonçalves, Paulo Duarte, Juca Filho.                             | José Wilker     | 11,0                |
| 11  | Dona Caca Vem Aí                                                    | 14 de abril de 2018         | 9 de junho de 1996                                                 | Nenhuma                                      | Flávio de Souza e Cláudio Paiva                                                                                                | Dennis Carvalho | 12,7                |
| 231 | Deus é Brasileiro!                                                  | 21 de abril de 2018         | 13 de janeiro de 2002                                              | Hugo Carvana                                 | Aloísio de Abreu, César Cardoso, Gilmar Rodrigues e Mauro Wilson                                                               | Dennis Carvalho | 11,8                |
| 130 | Emergente como a Gente (re-reprise)                                 | 28 de abril de 2018         | 13 de junho de 1999                                                | Nenhuma                                      | Nani, Elisa Palatnik, César Cardoso, Gilmar Rodrigues, Juca Filho e Cláudio Paiva                                              | José Wilker     | 11,5                |
| 57  | Os Ricos Também Roubam (re-reprise)                                 | 5 de mai de 2018            | 3 de agosto de 1997                                                | Jacqueline Laurence                          | Flávio de Souza, Rosana Hermann, Elias Andreatto, Maurício Guilherme                                                           | José Wilker     | 11,7                |
| 10  | RibaTur Turismo (re-reprise)                                        | 12 de maio de 2018          | 2 de junho de 1996                                                 | Tato Gabus Mendes                            | Grupo Obrigado Esparro (César Cardoso, Cláudia Souto, Emanuel Jacobina, Juca Filho e Mauro Wilson) e Cláudio Paiva             | Dennis Carvalho | 12,0                |
| 239 | Sai de cima                                                         | 19 de maio de 2018          | 17 de março de 2002                                                | Nenhuma                                      | Mauro Wilson | José Wilker     | 13,0                |
| 80  | Mãe Só Tem Duas (re-reprise)                                        | 2 de junho de 2018          | 5 de abril de 1998                                                 | Nenhuma                                      | Aloísio de Abreu, Lícia Manzo, Laerte, Odete Damico, Juca Filho e Cláudio Paiva.                                               | Dennis Carvalho | 12,4                |
| 26  | Me engana q gosto (re-reprise)                                      | 9 de junho de 2018          | 6 de outubro de 1996                                               | Lima Duarte                                  | Rosana Hermann, Flávio de Souza e Cláudio Paiva                                                                                | Dennis Carvalho | 10,1                |
| 87  | Baixaria na Alta Costura (re-reprise)                               | 21 de julho de 2018         | 24 de maio de 1998                                                 | Arlete Salles                                | Bruno Mazzeo, Bernardo Guilherme, Bernardo Jablonski, Marcelo Gonçalves, Paulo Duarte, Juca Filho e Cláudio Paiva.             | José Wilker     | 11,3                |
| 52  | É Ripa na Chulipa! (re-reprise)                                     | 28 de julho de 2018         | 29 de junho de 1997                                                | Francisco Milani                             | Nani, Elisa Palatnik, Gilmar Rodrigues, Juca Filho e Cláudio Paiva                                                             | Dennis Carvalho | 10,1                |
| 215 | Viagem ao fundo do poço                                             | 04 de agosto de 2018        | 29 de julho de 2001                                                | Nenhuma                                      | Mauro Wilson | José Wilker     | 11,9                |
| 122 | O Último Tango no Arouche (re-reprise)                              | 11 de agosto de 2018        | 18 de abril de 1999                                                | Nenhuma                                      | Bernardo Guilherme, Marcelo Gonçalves, Márcio Wilson, Mauro Wilson, Emanuel Jacobina, Juca Filho e Cláudio Paiva.              | José Wilker     | 9,8                 |
| 62  | Adivinha quem Vem pra Cidamar (re-reprise)                          | 18 de agosto de 2018        | 7 de setembro de 1997                                              | Elba Ramalho                                 | Lícia Manzo, Aloísio de Abreu, Bráulio Tavares, Odete Damico e Cláudio Paiva                                                   | Dennis Carvalho | 10,2                |
| 180 | Algo de Podre no Reino do Arouche (re-reprise)                      | 25 de agosto de 2018        | 27 de agosto de 2000                                               | Nenhuma                                      | Bernardo Jablonski, Cláudio Torres Gonzaga, João Avelino, Heloísa Perissé, César Cardoso, Juca Filho e Cláudio Paiva           | Jorge Fernando  | 10,9                |
| 21  | Túnel do Tempo (re-reprise)                                         | 6 de outubro de 2018        | 1 de setembro de 1996                                              | Nenhuma                                      | Flávio de Souza e Cláudio Paiva                                                                                                | Dennis Carvalho | 12,2                |
| 182 | Pobre, Porém Desonesto (re-reprise)                                 | 3 de novembro de 2018       | 10 de setembro de 2000                                             | Nenhuma                                      | Adriana Chevalier, Aline Garbati,Bernardo Guilherme, Marcelo Gonçalves, César Cardoso, Juca Filho e Cláudio Paiva              | ?               | 10,3                |
| 239 | Sai de cima (re-reprise)                                            | 10 de novembro de 2018      | 17 de março de 2002                                                | Nenhuma                                      | Mauro Wilson | José Wilker     | 9,0                 |
| 8   | Uma Morta Muito Viva (3ª reprise)                                   | 17 de novembro de 2018      | 19 de maio de 1996                                                 | Nenhuma                                      | Grupo Obrigado Esparro (César Cardoso, Cláudia Souto, Emanuel Jacobina, Juca Filho e Mauro Wilson) e Cláudio Paiva             | Dennis Carvalho | 10,4                |
| 203 | Luz, câmera, armação! (re-reprise)                                  | 24 de novembro de 2018      | 6 de maio de 2001                                                  | Roberto Battaglin                            | César Cardoso, Gilmar Rodrigues, Aloísio de Abreu e Mauro Wilson.                                                              | ?               | 10,2                |
| 108 | Uma Dupla Personalidade do Barulho (re-reprise)                     | 1 de dezembro de 2018       | 18 de outubro de 1998                                              | Nenhuma                                      | Nani, Elisa Palatnik, César Cardoso, Gilmar Rodrigues e Juca Filho                                                             | José Wilker     | 10,4                |
| 59  | Odara ou Desce (3ª reprise)                                         | 8 de dezembro de 2018       | 17 de agosto de 1997                                               | Nair Bello                                   | Elisa Palatnik, Gilmar Rodrigues, Juca Filho e Nani.                                                                           | ?               | 11,4                |
| 198 | Miami ou Me Deixe (3ª reprise)                                      | 15 de dezembro de 2018      | 1 de abril de 2001                                                 | Alexandre Borges                             | Mauro Wilson | Jorge Fernando  | 10,9                |
| 197 | 2001: Uma Epopeia no Arouche (re-reprise)                           | 29 de dezembro de 2018      | 31 de dezembro de 2000                                             | Cláudia Raia, Marcelo Faria e Jorge Fernando | Bruno Sampaio, Adriana Chevalier, Aline Garbati, Nani, Gilberto Loureiro, Duba Elia, César Cardoso, Juca Filho e Cláudio Paiva | Jorge Fernando  | 10,1                |

### 2019
Em 2019, a Rede Globo prosseguiu com a reprise de Sai de Baixo nos sábados até o dia 30 de novembro. Os episódios reexibidos para onde não existe programação local (14h) foram esses:
| Nº  | Título                                                              | Data da exibição da reprise | Data da exibição original                                          | Participação especial                         | Escrito por | Dirigido por                                | Pontos de Audiência |
| --- | ------------------------------------------------------------------- | --------------------------- | ------------------------------------------------------------------ | --------------------------------------------- | --- | ------------------------------------------- | ------------------- |
| 143 | Uma Baba Quase Perfeita (3ª reprise)                                | 5 de janeiro de 2019        | 12 de setembro de 1999                                             | Jorge Fernando                                | Bernardo Guilherme, Marcelo Gonçalves, Márcio Wilson, Juca Filho e Cláudio Paiva.                                  | José Wilker                                 | 12,1                |
| 29  | Filha da mãe (3ª reprise)                                           | 12 de janeiro de 2019       | 27 de outubro de 1996                                              | Laura Cardoso                                 | Flávio de Souza, Maurício Guilherme, Elias Andreatto, Juca Filho e Cláudio Paiva                                   | Dennis Carvalho                             | 10,7                |
| 218 | De caco com a máfia (re-reprise)                                    | 19 de janeiro de 2019       | 19 de agosto de 2001                                               | Nenhuma                                       | Aloísio de Abreu, Gilmar Rodrigues, Nilton Braga e Mauro Wilson.                                                   | Dennis Carvalho                             | 10,7                |
| 42  | Dá no pé, louro (3ª reprise)                                        | 2 de fevereiro de 2019      | 20 de abril de 1997                                                | Nenhuma                                       | Nani, Elisa Palatnik, César Cardoso, Gilmar Rodrigues, Juca Filho e Cláudio Paiva                                  | José Wilker                                 | 12,4                |
| 119 | Pedras e Danos (3ª reprise)                                         | 9 de fevereiro de 2019      | 28 de março de 1999                                                | Nenhuma                                       | Nani, Elisa Palatnik, César Cardoso, Gilmar Rodrigues, Juca Filho e Cláudio Paiva                                  | José Wilker                                 | 11,4                |
| 99  | Mexe e Re-México (3ª reprise)                                       | 16 de fevereiro de 2019     | 16 de agosto de 1998                                               | Nenhuma                                       | Aloísio de Abreu, Odete Damico, Lícia Manzo, Laerte, Juca Filho e Cláudio Paiva.                                   | José Wilker                                 | 12,7                |
| 34  | Vestido para Matar (3ª reprise)                                     | 23 de fevereiro de 2019     | 1 de dezembro de 1996                                              | Nenhuma                                       | Maurício Guilherme, Elias Andreatto, Rosana Hermann, Flávio de Souza                                               | José Wilker                                 | (Não exibido em SP) |
| 32  | Um Homem pra Chamar Dirceu                                          | 9 de março de 2019          | 17 de novembro de 1996                                             | Susana Vieira                                 | Aloísio de Abreu, Nani, Elisa Palatnik, Gilmar Rodrigues, Juca Filho, Lícia Manzo e Cláudio Paiva.                 | José Wilker                                 | 9,9                 |
| 76  | Salvem a Professorinha                                              | 16 de março de 2019         | 14 de dezembro de 1997                                             | Fafy Siqueira                                 | Bruno Mazzeo, Bernardo Guilherme, Bernardo Jablonski, Marcelo Gonçalves, Paulo Duarte, Juca Filho e Cláudio Paiva. | Dennis Carvalho                             | 9,2                 |
| 140 | Retrato Falhado                                                     | 30 de março de 2019         | 22 de agosto de 1999                                               | Cláudio Mamberti                              | Bernardo Guilherme, Marcelo Gonçalves, Márcio Wilson, Mauro Wilson, Emanuel Jacobina, Juca Filho e Cláudio Paiva.  | Dennis Carvalho                             | 11,9                |
| 68  | Casando e Andando                                                   | 6 de abril de 2019          | 19 de outubro de 1997                                              | Stepan Nercessian                             | Nani, Elisa Palatnik, Gilmar Rodrigues e Cláudio Paiva                                                             | Dennis Carvalho                             | 9,9                 |
| 51  | O Milk-Sheik do Agadir                                              | 13 de abril de 2019         | 22 de junho de 1997                                                | Rodolfo Bottino                               | Maurício Guilherme, Elias Andreatto, Rosana Hermann, Flávio de Souza                                               | José Wilker                                 | 10,2                |
| 85  | O Casamento do Meu Melhor Marido                                    | 20 de abril de 2019         | 10 de maio de 1998                                                 | Lília Cabral                                  | Nani, Elisa Palatnik, César Cardoso, Gilmar Rodrigues, Juca Filho e Cláudio Paiva                                  | José Wilker                                 | 9,8                 |
| 105 | Um Bebê sem Cegonha                                                 | 27 de abril de 2019         | 27 de setembro de 1998                                             | Regina Dourado                                | Aloísio de Abreu, Odete Damico, Lícia Manzo, Laerte e Juca Filho                                                   | José Wilker                                 | 10,1                |
| 191 | Quanto mais gente pior                                              | 4 de maio de 2019           | 19 de novembro de 2000                                             | Nenhuma                                       | Adriana Chevalier, Aline Garbati, Bernardo Guilherme, Marcelo Gonçalves, César Cardoso, Juca Filho e Cláudio Paiva | ?                                           | 9,9                 |
| 189 | Muito cabelo por nada                                               | 11 de maio de 2019          | 5 de novembro de 2000                                              | Nenhuma                                       | Bruno Sampaio, Nani, Gilberto Loureiro, Duba Elia, César Cardoso, Juca Filho e Cláudio Paiva                       | ?                                           | 9,8                 |
| 162 | A noite do bacalhau                                                 | 18 de maio de 2019          | 23 de abril de 2000                                                | Otávio Augusto e John Herbert                 | Bruno Mazzeo, Bernardo Jablonski, Cláudio Torres Gonzaga, César Cardoso e Juca Filho.                              | José Wilker                                 | 11,2                |
| 159 | Até que o restaurante os separe                                     | 25 de maio de 2019          | 2 de abril de 2000                                                 | Victor Fasano, Vera Loyola e Chiquinho Scarpa | Aloísio de Abreu, Lícia Manzo, José de Carvalho, Nani, Duba Elia, César Cardoso e Juca Filho.                      | Daniel Filho, Dennis Carvalho e José Wilker | 12,0                |
| 202 | Quem tem sogra vai à Roma                                           | 1 de junho de 2019          | 29 de abril de 2001                                                | Dennis Carvalho                               | Mauro Wilson | José Wilker                                 | (Não exibido em SP) |
| 198 | Miami ou me deixe (4ª reprise)                                      | 8 de junho de 2019          | 1 de abril de 2001                                                 | Alexandre Borges                              | Mauro Wilson | Jorge Fernando                              | (Não exibido em SP) |
| 200 | Algo de brega no reino da Dinamarca (re-reprise)                    | 15 de junho de 2019         | 15 de abril de 2001                                                | Francisco Cuoco                               | Aloísio de Abreu, César Cardoso, Gilmar Rodrigues e Mauro Wilson                                                   | ?                                           | (Não exibido em SP) |
| 218 | De caco com a máfia (3ª reprise)                                    | 29 de junho de 2019         | 19 de agosto de 2001                                               | Nenhuma                                       | Aloísio de Abreu, Gilmar Rodrigues, Nilton Braga e Mauro Wilson.                                                   | Dennis Carvalho                             | 9,3                 |
| 231 | Deus é brasileiro (re-reprise)                                      | 6 de julho de 2019          | 13 de janeiro de 2002                                              | Hugo Carvana                                  | Aloísio de Abreu, César Cardoso, Gilmar Rodrigues e Mauro Wilson                                                   | Dennis Carvalho                             | 10,4                |
| 44  | Coelhos na Cartola (3ª reprise)                                     | 13 de julho de 2019         | 4 de maio de 1997                                                  | Luís Salém                                    | Miguel Falabella                                                                                                   | Dennis Carvalho                             | 10,4                |
| 96  | Implode Coração (re-reprise)                                        | 20 de julho de 2019         | 26 de julho de 1998                                                | Nenhuma                                       | Nani, Elisa Palatnik, César Cardoso, Gilmar Rodrigues, Juca Filho e Cláudio Paiva                                  | José Wilker                                 | 10,3                |
| 212 | E o índio levou... (re-reprise)                                     | 27 de julho de 2019         | 8 de julho de 2001                                                 | Alexandre Barillari                           | Mauro Wilson | Cininha de Paula                            | 11,1                |
| 1   | A Festa de Babete (4ª reprise)                                      | 3 de agosto de 2019         | 31 de março de 1996                                                | Paula Burlamaqui                              | Maria Carmem Barbosa e Miguel Falabella                                                                            | Daniel Filho                                | 12,8                |
| 5   | Trocando Seis por Meia Dúzia (3ª reprise)                           | 10 de agosto de 2019        | 28 de abril de 1996                                                | Nenhuma                                       | Noemi Marinho e Cláudio Paiva.                                                                                     | Daniel Filho                                | 11,1                |
| 18  | Chez Cassandra (3ª reprise)                                         | 17 de agosto de 2019        | 11 de agosto de 1996                                               | Angélica                                      | Rosana Hermann e Flávio de Souza                                                                                   | Dennis Carvalho                             | 9,7                 |
| 7   | Separação de Bens (3ª reprise)                                      | 24 de agosto de 2019        | 12 de maio de 1996                                                 | Nenhuma                                       | Flávio de Souza e Cláudio Paiva                                                                                    | Daniel Filho                                | 12,7                |
| 15  | O ET do Arouche (re-reprise)                                        | 31 de agosto de 2019        | 7 de julho de 1996                                                 | Nenhuma                                       | Aloísio de Abreu, Lícia Manzo e Cláudio Paiva                                                                      | Dennis Carvalho                             | 10,2                |
| 34  | Vestido para Matar (4ª reprise)                                     | 7 de setembro de 2019       | 1 de dezembro de 1996                                              | Nenhuma                                       | Maurício Guilherme, Elias Andreatto, Rosana Hermann, Flávio de Souza                                               | José Wilker                                 | 8,9                 |
| 30  | Vai Trabalhar, Caco Antibes (3ª reprise)                            | 14 de setembro de 2019      | 3 de novembro de 1996                                              | Nenhuma                                       | Grupo Obrigado Esparro (César Cardoso, Cláudia Souto, Emanuel Jacobina, Mauro Wilson) e Cláudio Paiva              | Dennis Carvalho                             | 10,2                |
| 59  | Odara ou Desce (4ª reprise)                                         | 21 de setembro de 2019      | 17 de agosto de 1997                                               | Nair Bello                                    | Elisa Palatnik, Gilmar Rodrigues, Juca Filho e Nani.                                                               | ?                                           | 11,4                |
| 58  | Ghost Não Se Discute (3ª reprise)                                   | 28 de setembro de 2019      | 10 de agosto de 1997                                               | José Wilker                                   | Lícia Manzo, Aloísio de Abreu, Bráulio Tavares, Odete Damico e Cláudio Paiva                                       | José Wilker                                 | 10,5                |
| 67  | Um Certo Capitão Bestalhão (re-reprise)                             | 5 de outubro de 2019        | 12 de outubro de 1997                                              | Nenhuma                                       | Nani, Elisa Palatnik, César Cardoso, Gilmar Rodrigues, Juca Filho e Cláudio Paiva                                  | José Wilker                                 | 8,4                 |
| 60  | A Rainha do Cangaço (3ª reprise)                                    | 12 de outubro de 2019       | 24 de agosto de 1997                                               | Nenhuma                                       | Rosana Hermann, Elias Andreatto, Maurício Guilherme, Flávio de Souza                                               | José Wilker                                 | 10,2                |
| 72  | O Laquê Diabólico (3ª reprise)                                      | 19 de outubro de 2019       | 16 de novembro de 1997                                             | José de Abreu                                 | Lícia Manzo, Aloísio de Abreu, Bráulio Tavares, Odete Damico e Cláudio Paiva                                       | José Wilker                                 | 10,1                |
| 79  | Toma que o filme é teu (4ª reprise) (versão pré-gravada do ao vivo) | 26 de outubro de 2019       | 29 de março de 1998 (ao vivo) / 3 de janeiro de 1999 (essa versão) | Nenhuma                                       | Aloísio de Abreu, Lícia Manzo, Odete Damico, Laerte, Cláudio Paiva                                                 | José Wilker                                 | 10,1                |
| 100 | Santo de Caco não Faz Milagre (re-reprise)                          | 2 de novembro de 2019       | 23 de agosto de 1998                                               | Nenhuma                                       | Aloísio de Abreu, Lícia Manzo, Laerte, Odete Damico e Juca Filho.                                                  | José Wilker                                 | 10,7                |
| 84  | Fraturando Alto (3ª reprise)                                        | 9 de novembro de 2019       | 3 de maio de 1998                                                  | Nenhuma                                       | Nani, Elisa Palatnik, César Cardoso, Gilmar Rodrigues, Juca Filho e Cláudio Paiva                                  | José Wilker                                 | 9,0                 |
| 111 | As Sete Vidas de Caco Antibes (4ª reprise)                          | 16 de novembro de 2019      | 8 de novembro de 1998                                              | Nenhuma                                       | Bruno Mazzeo, Bernardo Guilherme, Bernardo Jablonski, Marcelo Gonçalves e Paulo Duarte.                            | José Wilker                                 | 10,5                |
| 124 | Demissão Impossível (3ª reprise)                                    | 30 de novembro de 2019      | 2 de maio de 1999                                                  | Nenhuma                                       | Aloísio de Abreu, Lícia Manzo, Laerte, Mauro Wilson, Emanuel Jacobina, Juca Filho e Cláudio Paiva.                 | José Wilker                                 | 9,4                 |

Episódios reexibidos em rede (14h40):
| Nº  | Título                                              | Data da exibição da reprise | Data da exibição original | Participação especial     | Escrito por | Dirigido por     | Pontos de Audiência |
| --- | --------------------------------------------------- | --------------------------- | ------------------------- | ------------------------- | --- | ---------------- | ------------------- |
| 135 | Deu Plano pra Manga (3ª reprise)                    | 5 de janeiro de 2019        | 18 de julho de 1999       | Paulo Cesar Grande        | Aloísio de Abreu, Lícia Manzo, Laerte, Mauro Wilson, Emanuel Jacobina, Juca Filho e Cláudio Paiva.                   | José Wilker      | 12,1                |
| 27  | Barrados no baile (3ª reprise)                      | 12 de janeiro de 2019       | 13 de outubro de 1996     | Nenhuma                   | Nani, Elisa Palatnik, César Cardoso, Gilmar Rodrigues, Juca Filho e Cláudio Paiva                                    | Dennis Carvalho  | 10,7                |
| 205 | Trair e cozinhar é só começar (re-reprise)          | 19 de janeiro de 2019       | 20 de maio de 2001        | Nenhuma                   | Aloísio de Abreu, Gilmar Rodrigues, Nilton Braga e Mauro Wilson.                                                     | José Wilker      | 10,7                |
| 46  | Ela deu o rádio (3ª reprise)                        | 2 de fevereiro de 2019      | 18 de maio de 1997        | Nenhuma                   | Flávio de Souza, Rosana Hermann, Elias Andreatto, Maurício Guilherme                                                 | José Wilker      | 12,4                |
| 138 | Nunca te vi, nunca te amei (3ª reprise)             | 9 de fevereiro de 2019      | 8 de agosto de 1999       | Nenhuma                   | Nani, Elisa Palatnik, César Cardoso, Gilmar Rodrigues, Juca Filho e Cláudio Paiva                                    | José Wilker      | 11,4                |
| 101 | Quem Canta Seus Malas Espanta (3ª reprise)          | 16 de fevereiro de 2019     | 30 de agosto de 1998      | Nenhuma                   | Bruno Mazzeo, Bernardo Guilherme, Bernardo Jablonski, Marcelo Gonçalves, Paulo Duarte, Juca Filho.                   | José Wilker      | 12,7                |
| 11  | Dona Caca Vem Aí (re-reprise)                       | 23 de fevereiro de 2019     | 9 de junho de 1996        | Nenhuma                   | Flávio de Souza e Cláudio Paiva                                                                                      | Dennis Carvalho  | 11,1                |
| 28  | Pintou Sujeira                                      | 9 de março de 2019          | 20 de outubro de 1996     | Guilherme Karam           | Maurício Guilherme, Elias Andreatto, Rosana Hermann, Flávio de Souza                                                 | Dennis Carvalho  | 9,9                 |
| 67  | Um Certo Capitão Bestalhão                          | 16 de março de 2019         | 12 de outubro de 1997     | Nenhuma                   | Nani, Elisa Palatnik, César Cardoso, Gilmar Rodrigues, Juca Filho e Cláudio Paiva                                    | José Wilker      | 9,2                 |
| 100 | Santo de Caco não Faz Milagre                       | 30 de março de 2019         | 23 de agosto de 1998      | Nenhuma                   | Aloísio de Abreu, Lícia Manzo, Laerte, Odete Damico e Juca Filho.                                                    | José Wilker      | 11,9                |
| 15  | O ET do Arouche                                     | 6 de abril de 2019          | 7 de julho de 1996        | Nenhuma                   | Aloísio de Abreu, Lícia Manzo e Cláudio Paiva                                                                        | Dennis Carvalho  | 9,9                 |
| 110 | Filho Porque Qui-lo                                 | 13 de abril de 2019         | 1 de novembro de 1998     | Yolanda Cardoso e Araketu | Odete Damico, Nani, Elisa Palatnik, César Cardoso, Gilmar Rodrigues e Cláudio Paiva                                  | José Wilker      | 10,2                |
| 145 | Disque P para Pai de Caco                           | 20 de abril de 2019         | 26 de setembro de 1999    | Francisco Cuoco           | Nani, Elisa Palatnik, César Cardoso, Gilmar Rodrigues, Juca Filho e Cláudio Paiva                                    | Dennis Carvalho  | 9,8                 |
| 150 | O Frango que Sabia Demais                           | 27 de abril de 2019         | 31 de outubro de 1999     | Lucas Hornos              | Bernardo Guilherme, Marcelo Gonçalves, Márcio Wilson, Juca Filho e Cláudio Paiva                                     | José Wilker      | 10,1                |
| 165 | O namorado tem namorado                             | 4 de maio de 2019           | 14 de maio de 2000        | Susana Vieira             | Nani, Gilberto Loureiro, Duba Elia, Bruno Sampaio, César Cardoso e Juca Filho                                        | Dennis Carvalho  | 9,9                 |
| 170 | Mamãezinha ferida                                   | 11 de maio de 2019          | 18 de junho de 2000       | Nenhuma                   | Aloísio de Abreu, Lícia Manzo, Laerte, José de Carvalho, César Cardoso e Juca Filho.                                 | Dennis Carvalho  | 9,8                 |
| 177 | Pão-duro de matar                                   | 18 de maio de 2019          | 6 de agosto de 2000       | Nenhuma                   | Bernardo Guilherme, Marcelo Gonçalves, César Cardoso, Juca Filho e Cláudio Paiva                                     | Dennis Carvalho  | 11,2                |
| 195 | A obra do malandro                                  | 25 de maio de 2019          | 17 de dezembro de 2000    | Evandro Mesquita          | Bernardo Jablonski, Cláudio Torres Gonzaga, João Avelino, Heloísa Périssé, César Cardoso, Juca Filho e Cláudio Paiva | ?                | 12,0                |
| 215 | Viagem ao fundo do poço (re-reprise)                | 1 de junho de 2019          | 29 de julho de 2001       | Nenhuma                   | Mauro Wilson | José Wilker      | (Não exibido em SP) |
| 203 | Luz, câmera, armação! (3ª reprise)                  | 8 de junho de 2019          | 6 de maio de 2001         | Roberto Battaglin         | César Cardoso, Gilmar Rodrigues, Aloísio de Abreu e Mauro Wilson.                                                    | ?                | (Não exibido em SP) |
| 205 | Trair e cozinhar é só começar (3ª reprise)          | 15 de junho de 2019         | 20 de maio de 2001        | Nenhuma                   | Aloísio de Abreu, Gilmar Rodrigues, Nilton Braga e Mauro Wilson.                                                     | ?                | 8,9                 |
| 225 | Caco Antibes e os sete anões (3ª reprise)           | 29 de junho de 2019         | 7 de outubro de 2001      | Nenhuma                   | César Cardoso, Gilmar Rodrigues, Aloísio de Abreu e Mauro Wilson.                                                    | Cininha de Paula | 9,3                 |
| 227 | A raposa loura contra a cobra cabeluda (re-reprise) | 6 de julho de 2019          | 21 de outubro de 2001     | Nenhuma                   | Mauro Wilson | José Wilker      | 10,4                |
| 66  | Só Caco sem Preconceito                             | 13 de julho de 2019         | 5 de outubro de 1997      | Nenhuma                   | Lícia Manzo, Aloísio de Abreu, Bráulio Tavares, Odete Damico e Cláudio Paiva                                         | José Wilker      | 10,4                |
| 106 | Um Candidato Bom Pra Cachorro (re-reprise)          | 20 de julho de 2019         | 4 de outubro de 1998      | Nenhuma                   | Nani, Elisa Palatnik, César Cardoso, Gilmar Rodrigues, Juca Filho e Cláudio Paiva                                    | José Wilker      | 10,3                |
| 238 | My fair mula (re-reprise)                           | 27 de julho de 2019         | 10 de março de 2002       | Edson Celulari            | Mauro Wilson | Dennis Carvalho  | 11,1                |
| 21  | Túnel do Tempo (3ª reprise)                         | 3 de agosto de 2019         | 1 de setembro de 1996     | Nenhuma                   | Flávio de Souza e Cláudio Paiva                                                                                      | Dennis Carvalho  | 12,8                |
| 9   | Brasileiros e Brasileiras (3ª reprise)              | 10 de agosto de 2019        | 26 de maio de 1996        | Nenhuma                   | Elisa Palatnik, Nani e Juca Filho                                                                                    | Dennis Carvalho  | 11,1                |
| 24  | Rapadura Man (3ª reprise)                           | 24 de agosto de 2019        | 22 de setembro de 1996    | Nenhuma                   | Grupo Obrigado Esparro (César Cardoso, Cláudia Souto, Emanuel Jacobina, Juca Filho e Mauro Wilson) e Cláudio Paiva   | Dennis Carvalho  | 12,7                |
| 28  | Pintou Sujeira (re-reprise)                         | 31 de agosto de 2019        | 20 de outubro de 1996     | Guilherme Karam           | Maurício Guilherme, Elias Andreatto, Rosana Hermann, Flávio de Souza                                                 | Dennis Carvalho  | 10,2                |
| 26  | Me engana q gosto (3ª reprise)                      | 7 de setembro de 2019       | 6 de outubro de 1996      | Lima Duarte               | Rosana Hermann, Flávio de Souza e Cláudio Paiva                                                                      | Dennis Carvalho  | 8,9                 |
| 31  | Choque Cultural (3ª reprise)                        | 14 de setembro de 2019      | 10 de novembro de 1996    | Nenhuma                   | Rosana Hermann, Elias Andreatto, Maurício Guilherme, Flávio de Souza e Miguel Falabella                              | Dennis Carvalho  | 10,2                |
| 76  | Salvem a Professorinha (re-reprise)                 | 21 de setembro de 2019      | 14 de dezembro de 1997    | Fafy Siqueira             | Bruno Mazzeo, Bernardo Guilherme, Bernardo Jablonski, Marcelo Gonçalves, Paulo Duarte, Juca Filho e Cláudio Paiva.   | Dennis Carvalho  | 11,4                |
| 52  | É Ripa na Chulipa! (3ª reprise)                     | 28 de setembro de 2019      | 29 de junho de 1997       | Francisco Milani          | Nani, Elisa Palatnik, Gilmar Rodrigues, Juca Filho e Cláudio Paiva                                                   | Dennis Carvalho  | 10,5                |
| 57  | Os Ricos Também Roubam (3ª reprise)                 | 5 de outubro de 2019        | 3 de agosto de 1997       | Jacqueline Laurence       | Flávio de Souza, Rosana Hermann, Elias Andreatto, Maurício Guilherme                                                 | José Wilker      | 8,4                 |
| 62  | Adivinha quem Vem pra Cidamar (3ª reprise)          | 12 de outubro de 2019       | 7 de setembro de 1997     | Elba Ramalho              | Lícia Manzo, Aloísio de Abreu, Bráulio Tavares, Odete Damico e Cláudio Paiva                                         | Dennis Carvalho  | 10,2                |
| 75  | Vidas Mal Passadas (3ª reprise)                     | 19 de outubro de 2019       | 7 de dezembro de 1997     | Nenhuma                   | Elisa Palatnik, Gilmar Rodrigues, César Cardoso, Juca Filho, Nani e Cláudio Paiva                                    | Dennis Carvalho  | 10,1                |
| 80  | Mãe Só Tem Duas (3ª reprise)                        | 26 de outubro de 2019       | 5 de abril de 1998        | Nenhuma                   | Aloísio de Abreu, Lícia Manzo, Laerte, Odete Damico, Juca Filho e Cláudio Paiva.                                     | Dennis Carvalho  | 10,1                |
| 105 | Um Bebê sem Cegonha (re-reprise)                    | 2 de novembro de 2019       | 27 de setembro de 1998    | Regina Dourado            | Aloísio de Abreu, Odete Damico, Lícia Manzo, Laerte e Juca Filho                                                     | José Wilker      | 10,7                |
| 108 | Uma Dupla Personalidade do Barulho (3ª reprise)     | 9 de novembro de 2019       | 18 de outubro de 1998     | Nenhuma                   | Nani, Elisa Palatnik, César Cardoso, Gilmar Rodrigues e Juca Filho                                                   | José Wilker      | 9,0                 |
| 122 | O Último Tango no Arouche (3ª reprise)              | 30 de novembro de 2019      | 18 de abril de 1999       | Nenhuma                   | Bernardo Guilherme, Marcelo Gonçalves, Márcio Wilson, Mauro Wilson, Emanuel Jacobina, Juca Filho e Cláudio Paiva.    | José Wilker      | 9,4                 |

### Homenagens póstumas
| Nº | Título                     | Data da exibição da reprise              | Data da exibição original                                      | Participação especial                         | Escrito por                                                                       | Dirigido por    | Pontos de Audiência |
| --- | -------------------------- | ---------------------------------------- | -------------------------------------------------------------- | --------------------------------------------- | --------------------------------------------------------------------------------- | --------------- | ------------------- |
| 135 | Tudo será como antes       | 11 de novembro de 2017 (Canal Viva)      | 11 de junho de 2013 (Canal Viva) 3 de novembro de 2013 (Globo) | Tony Ramos                                    | Artur Xexéo & Miguel Falabella                                                    | Denis Carvalho  |                     |
| Em homenagem à atriz Márcia Cabrita, que faleceu em 10 de novembro de 2017, o canal VIVA prestou uma homenagem exibindo o primeiro episódio do "Sai de Baixo Especial", que foi reprisado no dia seguinte, na terça-feira, dia 11 de novembro de 2017, às 19h.                         |                            |                                          |                                                                |                                               |                                                                                   |                 |                     |
| 67 | Um Certo Capitão Bestalhão | 19 de setembro de 2021                   | 12 de outubro de 1997                                          | Nenhuma                                       | Nani, Elisa Palatnik, César Cardoso, Gilmar Rodrigues, Juca Filho e Cláudio Paiva | José Wilker     | 10,2                |
| No domingo, 19 de setembro de 2021, a Globo alterou sua programação para prestar homenagem ao ator Luiz Gustavo, que faleceu no mesmo dia. O episódio reprisado foi "Um Certo Capitão Bestalhão", exibido originalmente em 1997, no horário original da atração.                       |                            |                                          |                                                                |                                               |                                                                                   |                 |                     |
| 29 | Filha da mãe               | 21 de agosto de 2022                     | 27 de outubro de 1996                                          | Laura Cardoso                                 | Flávio de Souza, Maurício Guilherme, Elias Andreatto, Juca Filho e Cláudio Paiva  | Dennis Carvalho | 13,5                |
| Em homenagem à atriz Claudia Jimenez, que que faleceu em 20 de agosto de 2022, a Globo reprisou o episódio "Filha da Mãe", originalmente exibido em 1996, no domingo, dia 21 de agosto de 2022, no horário original da atração.                                                        |                            |                                          |                                                                |                                               |                                                                                   |                 |                     |
| Sai de Baixo - O Filme | Sai de Baixo - O Filme     | 7 de agosto de 2023 (na Sessão da Tarde) | 21 de fevereiro de 2019 (estreia nos cinemas)                  | Cacau Protásio, Castrinho e Lúcio Mauro Filho | Miguel Falabella                                                                  | Cris D'Amato    | 11,9                |
| Em homenagem à atriz Aracy Balabanian, que faleceu no dia 7 de agosto de 2023, a Globo exibiu Sai de Baixo - O Filme na edição especial da Sessão da Tarde no mesmo dia. No sábado, 12 de agosto de 2023, o Canal Viva exibiu uma maratona com episódios selecionados iniciado às 18h. |                            |                                          |                                                                |                                               |                                                                                   |                 |                     |

### Alterações na grade de programação
- Praticamente todas as reprises a partir de 2017 não contém a íntegra dos episódios. Originalmente com cerca de 45 minutos de arte, os episódios são exibidos com 37 (bloco local) e 27 (bloco da rede). Isso faz com que se perca a coesão entre algumas cenas e blocos.
- A partir de 13 de janeiro de 2018, a Globo começou a reexibir episódios que já tinham sido reprisados em 2017, sem muitas explicações.
- Em 31 de março de 2018 a atração não foi ao ar em São Paulo devido a transmissão da primeira partida da final do Campeonato Paulista entre Corinthians x Palmeiras. Neste dia, a Globo antecipou o Estrelas e o Caldeirão do Huck.
- A reprise do Sai de Baixo foi suspensa entre 16 de junho e 14 de julho de 2018 para a transmissão da Copa do Mundo da Rússia.
- Em setembro e outubro de 2018, a reprise da rede foi suspensa devido a exibição do Horário Eleitoral Gratuito. O bloco local passou a ser exibido entre 14h e 14h50, mas os minutos extras não representaram um aumento no tempo de arte do programa e, sim, a inclusão de 3 intervalos comerciais para exibição de inserções obrigatórias dos partidos políticos.
- No dia 25 de agosto de 2018, o estado do Rio de Janeiro assistiu apenas ao primeiro episódio - "A Mentira Tem Pernas Cabeludas" - devido à exibição do programa local A Roda. O segundo episódio, "Algo de Podre No Reino do Arouche", foi exibido para todo o país, exceto para o Rio.
- No sábado seguinte, 1º de setembro de 2018, o seriado não foi exibido no estado do Rio novamente em decorrência da exibição do A Roda, que transmitiu uma edição mais longa.
- No dia 26 de janeiro de 2019, a atração foi exibida somente em algumas praças com fuso horário diferente, onde o horário de verão não vigora, devido à intensa cobertura sobre a tragédia de Brumadinho, que cancelou a exibição do programa para boa parte do Brasil.
- No dia 23 de fevereiro de 2019, algumas emissoras próprias da Globo exibiram especiais de carnaval na faixa. No Rio de Janeiro e em São Paulo, por exemplo, foi ao ar apenas o episódio da rede, a partir de 14h40. Em Recife, a Globo exibiu às 14h o episódio da rede ("Dona Caca vem aí") e a partir de 14h30, entrou um programa especial. Quem não teve programação local, assistiu à terceira reprise de "Vestido para matar", às 14h.
- No dia 2 de março de 2019, sábado de Carnaval, a atração não foi ao ar, dando lugar a uma edição especial da Sessão de Sábado.
- No dia 9 de março de 2019, a Globo iniciou uma leva de "novos" episódios na reprise. "Um homem para chamar Dirceu" e "Pintou sujeira" foram reapresentados pela primeira vez desde suas transmissões originais em 1996. Os episódios foram transmitidos em SD (4:3) esticado, sendo que até a semana anterior, a Globo só exibia episódios com zoom para se adequarem ao formato 16:9.
- No dia 21 de março de 2019, o programa não foi ao ar devido a transmissão do amistoso Brasil x Panamá
- Entre 11 de maio e 1º junho de 2019, o Rio de Janeiro assistiu apenas ao episódio da rede, devido à nova temporada do programa local "A Roda", que foi exibido na faixa local.
- No dia 1º de junho de 2019, o programa foi cancelado em São Paulo para a exibição da final da Taça das Favelas, que registrou 17 pontos no Ibope.
- No dia 8 de junho de 2019, a atração não foi ao ar em São Paulo, devido a transmissão do Campeonato Brasileiro às 16h30. Para essa praça, a Globo antecipou o Só Toca Top e encurtou o Caldeirão do Huck. Nas praças que exibem o primeiro episódio, foi reapresentado "Miami ou me deixe", o primeiro a alcançar a 4ª reprise em 2 anos. As reprises anteriores foram em 24 de julho de 2017, 17 de fevereiro de 2018 e 15 de dezembro de 2018, sendo as duas últimas na faixa de rede.
- No dia 15 de junho de 2019, somente o episódio nacional foi transmitido para São Paulo. Na faixa local, foi exibido um documentário sobre a Taça das Favelas.
- No dia 22 de junho de 2019, o programa não foi ao ar devido a transmissão de Brasil x Peru, pela Copa América.
- No dia 27 de julho de 2019, o programa não foi exibido no Rio de Janeiro devido a transmissão da final da edição carioca da Taça das Favelas.
- No dia 17 de agosto de 2019, somente o episódio local foi ao ar (entre 13h45 e 14h30) devido à transmissão do Criança Esperança.
- No dia 16 de novembro de 2019, somente o episódio local foi ao ar devido à transmissão do Treino de F1.
- No dia 23 de novembro de 2019, o programa não foi ao ar devido a transmissão de Flamengo x River Plate[16], final da Copa Libertadores da América.

## Projeto Originalidade
No dia 27 de novembro de 2023, a Globo disponibilizou todas as temporadas de Sai de Baixo na íntegra no Globoplay, como parte do Projeto Originalidade.